# Historia del Club Universidad de Chile

La «U», símbolo tradicional de Universidad de Chile.

La historia del Club Universidad de Chile posee antecedentes que se remontan a fines del siglo XIX y albores del siglo XX, pasando posteriormente por distintos hitos fundacionales como resultado de la aspiración de exestudiantes del Internado Nacional Barros Arana (INBA) de formar un club de fútbol estudiantil, que compitiera en las ligas oficiales de Santiago, y luego formar un club deportivo universitario.
Si bien, actualmente, la institución ha adoptado como fecha de fundación oficial el 24 de mayo de 1927, diferentes autores y publicaciones señalan que la fecha original de fundación corresponde al 25 de marzo de 1911, bajo el nombre de «Club Atlético Internado», cuya rama de fútbol era el «Internado Football Club».
Entre 1927 y 1928, el referido club de fútbol fue parte de un proceso de fusión con otras ramas deportivas, constituyendo al denominado «Club Universitario de Deportes de Chile». Posteriormente, en 1934, una reestructuración interna impulsada por la Universidad de Chile terminó por apropiarse del Club Universitario de Deportes, denominándose desde entonces como «Club Deportivo de la Universidad de Chile», entidad polideportiva dependiente de la referida casa de estudios hasta la década de 1980. En 1938, la rama de fútbol adquirió el carácter de profesional, con su ingreso a la serie de honor, de la cual se tituló campeón por primera vez en 1940.
La «U», como es conocido el club popularmente, se destacó a fines de la década de 1950 y principalmente 
en la década de 1960, en el ámbito nacional e internacional, gracias al Ballet Azul, habiendo conquistado seis títulos de Primera División. En la década de 1970, el club sufrió una serie de problemas económicos y deportivos, por lo que la rama de fútbol profesional resolvió constituirse en la «Corporación de Fútbol Profesional de la Universidad de Chile» (CORFUCH), entidad de derecho privado que se desvinculó de la casa de estudios a inicios de la década de 1980. Sin embargo, en ese período, dichos problemas se agudizaron y la crisis tuvo su ápice en 1988 con el descenso del equipo a Segunda División. Tras ascender en 1989, Universidad de Chile volvió a disputar los primeros lugares de la máxima categoría en la década de 1990 y en la de 2000, logrando dos bicampeonatos y el Torneo de Apertura 2004, además de dos Copas Apertura; no obstante, dificultades tributarias terminaron por desencadenar la quiebra de la institución en 2006. Debido a ello, y para asegurar su continuidad, en 2007 el club fue entregado en concesión a Azul Azul S.A. por un período de 30 a 45 años.
A la fecha, Universidad de Chile es el segundo equipo que ha ganado más campeonatos nacionales de Primera División en Chile, con 18 títulos en total. En tanto, a nivel internacional, es el único equipo chileno que ha ganado la Copa Sudamericana, al haberse proclamado campeón invicto de la edición de 2011.
|  |

## Antecedentes

### El Club Atlético Instituto Nacional y su equipo de fútbol
Los primeros antecedentes de un club deportivo de tipo estudiantil formado, dirigido e integrado por chilenos, se hallan en 1896, cuando en el Instituto Nacional de Chile, bajo la rectoría de Juan Nepomuceno Espejo Varas, fue fundado el «Club Atlético Instituto Nacional». Fue designado como su presidente el alumno Jorge Westman; secretario, César Garfias; y tesorero, César Miranda; El equipo de fútbol del club era el «Instituto Nacional Football Team», conformado por: Jorge Tisca; Pablo Imbert, Luis Orchard; César Miranda, Carlos Blanlot, Luis Mariotti; Roberto Robotham, Julio Barrenechea, Luis Goetz, Roberto Hembach y Antonio Rojo; y como reservas figuraban Wenceslao Berroeta, Joaquín Lepeley, entre otros, todos bajo la dirección técnica del profesor de educación física, Erasmo Arellano Durán.

### El Internado Nacional Football Club

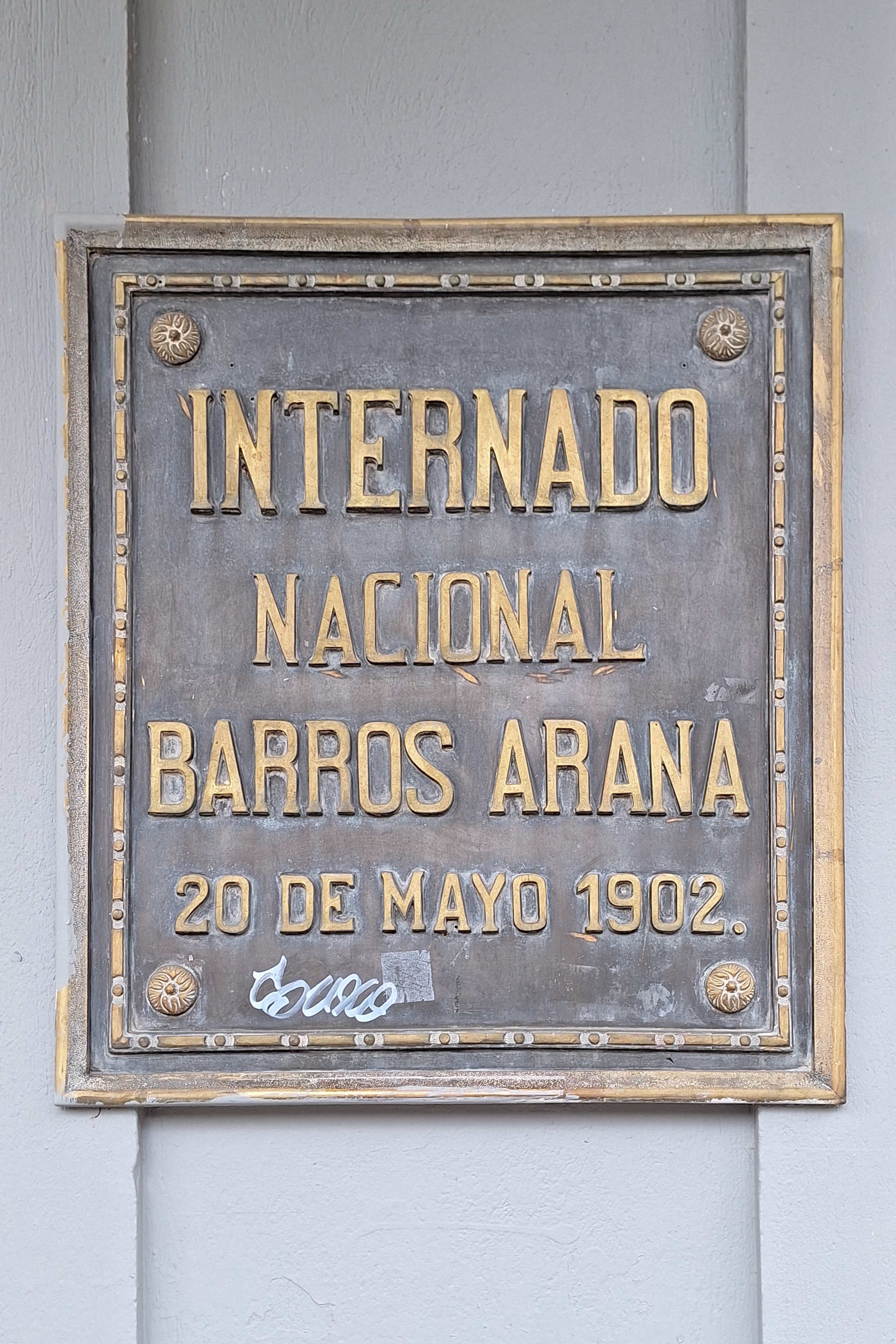
Placa en la puerta del Internado Nacional Barros Arana (INBA) que recuerda su fecha de fundación.

Posteriormente, la sección de alumnos internos del Instituto Nacional cambió de domicilio, para funcionar de manera independiente, y se convirtió en el Internado Nacional —rebautizado en 1907 como Internado Nacional Barros Arana (INBA)—, siendo el 20 de mayo de 1902 su fecha de fundación oficial, así como la de su club de fútbol escolar: el «Internado Nacional Football Club».
Tras jugar solo competiciones interescolares, en 1905 el Internado F. C. se inscribió en la recientemente fundada Asociación Arturo Prat (AAP), participando desde entonces en la Copa Municipal, torneo para clubes escolares en el que se consagró campeón en 1907 y 1910, con el siguiente equipo: C. Aguirre; D. Pérez, M. Velasco; E. Vargas, A. Fanta, J. Béjares; J. Ávalos, R. Castro, L. Carcovich, L. Harpe y F. Espinoza.
En el desarrollo del club destacó el respaldo de autoridades del Internado Nacional como Eduardo Lamas y Alfredo Campaña, de profesores como Leotardo Matus Zapata y Jorge Brañes, y de alumnos como Carlos Fanta.

### Primeras manifestaciones deportivas en la Universidad de Chile
En forma paralela al Internado Nacional F. C., a inicios del siglo XX, aparecieron las primeras manifestaciones deportivas ligadas a la Universidad de Chile. Una de ellas fue el «Instituto Pedagógico Football Club», que participó en la fundación de la Asociación de Football de Santiago (AFS) en 1903 y que estaba integrado por: Mossó; A. Díaz, Guerrero; Muñoz, G. Martínez, Escobar; A. Cuadra, Monreal, Aguirre, Soto y M. Díaz.
Por otro lado, fue fundada la primera selección de fútbol integrada por universitarios de dicha casa de estudios: la «Escuela de Medicina Football Club», equipo inscrito el 21 de mayo de 1905 como uno de los fundadores de la Asociación Arturo Prat (AAP), competición que agrupó a equipos de distintas instituciones educacionales de Santiago.
El 29 de julio de 1908 fue creado el primer seleccionado de fútbol representativo de la Federación de Estudiantes de Chile, cuyo partido más antiguo que se tenga registro tuvo lugar en agosto de ese año, ante un combinado de la Escuela Militar, Naval y de Ingenieros Navales. El equipo estudiantil venció por 2-0 y estuvo conformado por: García; Kreft, Eyquem; Paulsen, Negrón, Molina; Rodríguez, Olavarría, Montaubán, Lagos y Román.

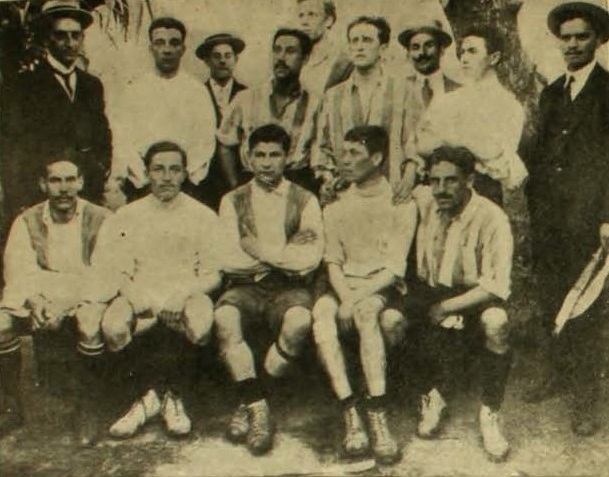
Selección de fútbol estudiantil de la Universidad de Chile en 1909, que jugó el primer Clásico universitario.

Sin embargo, el primer equipo representativo de la Universidad de Chile apareció el 1 de noviembre de 1909, fecha en que disputó el primer Clásico universitario con la selección de la Universidad Católica. El partido, del cual se hablaba como «desafío interuniversitario», se efectuó en la cancha de calle El Carmen, cedida por el Cricket Club, y terminó con un empate de 3-3. Luego, el 14 de noviembre de 1909, se jugó en la misma cancha el return-match (partido de vuelta), con victoria del cuadro de la Universidad Católica por 4-1.

## Proceso fundacional (1911-1934)

### El Club Atlético Internado Barros Arana

Carlos Fanta, fundador, jugador y primer presidente del Club Atlético Internado Barros Arana.

Hacia la década de 1910, jugadores y directivos del Internado Nacional Football Club junto con alumnos de la Universidad de Chile egresados del Internado Nacional Barros Arana, encabezados por Carlos Fanta Tomaszewski, propusieron ir más allá de las competiciones estudiantiles y decidieron incorporar un equipo a la Asociación de Football de Santiago (AFS), entidad en la que se desempeñaban los principales clubes de la capital. Finalmente, el 25 de marzo de 1911, con el respaldo de la Federación de Estudiantes de Chile (FECH), fue formado el «Centro de Alumnos y ex-Alumnos del Internado Nacional Barros Arana», con dos secciones: una literaria, científica y musical, y otra deportiva. Esta última era el Club Atlético Internado Barros Arana, cuyo equipo adulto de fútbol, el Internado Football Club, representaría a los futbolistas universitarios en las distintas competencias que organizaba la AFS, mientras la rama escolar continuaría participando en la Asociación Arturo Prat.
En abril de 1911, en asamblea general desarrollada en los salones de la FECH, quedó conformado el directorio definitivo: como presidente, Carlos Fanta Tomaszewski; como secretario, Guillermo Negrón Angulo; y como directores, Juan Tapia Carrasco, Darío Pérez Barrales y German Gabler Herrera.
En la reunión de fundación del club, no obstante, fue adoptada la determinación de no inscribirse en la Asociación de Football de Santiago, debido a que la mayoría de los jugadores de la naciente institución militaban en otros clubes. Es así que, en la temporada 1911, el club fue inscrito en la Asociación Arturo Prat (AAP) para participar en la Copa Chile, donde presentó dos equipos: Caupolicán y Lautaro, los cuales finalmente no disputaron ningún partido debido a la falta de participantes en ese torneo. En cuanto al uniforme del equipo de fútbol, mantuvo el mismo hasta 1934: camiseta blanca, y pantalón y medias oscuras.
Luego de un año de espera, el 30 de marzo de 1912 el Club Atlético Internado se inscribió en la Asociación de Football de Santiago con dos teams, para la disputa de la Copa Unión de la Primera División contra los siguientes clubes: Gimnástico, Arco Iris, Wellington y Magallanes. El 16 de junio de ese año, Internado debutó en el torneo ante Arco Iris, partido que no termina por falta de tiempo y que finalizó 1-0 en favor de este último. Luego, el 4 de agosto de 1912, tuvo lugar el primer gol y triunfo del club en su historia, por 1-0 ante Wellington. En la cancha de Independencia #1257 y arbitraje de Luis Miranda, el equipo estudiantil presentó la siguiente formación: Carlos Fanta, Julio Castillo, Humberto Rojas (capitán), Horacio Balbontín, Carlos Hunt, Pedro Rosende, Francisco «Guari» Espinoza, Luis Silva, Oscar García (anotador del gol), Víctor Gálvez y Mauricio Jorquera.
En la temporada 1914, los jugadores que actuaron en la Primera División de la Asociación de Football de Santiago eran: Horacio Balbontín, Alfredo Fanta, Carlos Fanta, Ricardo Fletcher, Tomás Figueroa, Vesubio González, Guillermo Greve, Osvaldo Hiriart, Jorge Ibarra, Manuel Leyton, Enrique Riveros, Humberto Rojas, Luis Silva, Eliseo Peña, Rigoberto Villablanca.

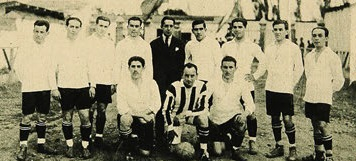
Internado Football Club en 1923.

A fines de abril de 1919, se acordó la reorganización del Internado Football Club, dejándose establecido que la institución no tendría en lo sucesivo relación alguna con el establecimiento cuyo nombre llevaba. Asimismo, el club se desligó de los equipos escolares e infantiles del Internado Nacional Barros Arana para presentarse con un solo cuadro en la competencia de la Copa Chile de la Asociación de Football de Santiago (AFS), en la que jugó ininterrumpidamente hasta 1926, habiendo sido campeón en varias de sus ediciones.

### La Liga/Federación Universitaria de Deportes

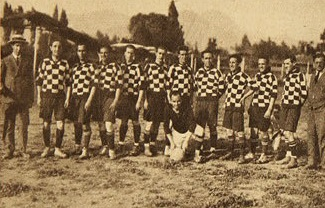
Equipo de la Federación Universitaria de Deportes en 1923.

Si bien, durante las décadas de 1910 y de 1920 existieron diversos equipos de distintas disciplinas dentro de la Universidad de Chile, entre las que se incluyó el fútbol, la primera organización deportiva oficial nació el 13 de junio de 1919, con la creación de la Liga Universitaria de Deportes, que al poco tiempo fue renombrada como Federación Universitaria de Deportes, cuyo primer presidente provisorio fue Hernán Alessandri y su primer presidente efectivo Carlos Haupt G.
En 1923, estudiantes de la Universidad de Chile generaron un movimiento espontáneo que condujo a la creación de la Federación Deportiva de la Universidad de Chile, organismo paralelo formado por las distintas facultades y escuelas de la época, siendo su primer presidente Arturo Flores Conejeros, también presidente del Internado Football Club. Aquello evidencia el estrecho vínculo entre los estudiantes de la Universidad de Chile y los estudiantes del Internado Nacional Barros Arana.
De manera independiente, el 19 de agosto de 1925 se creó el Club Atlético Universitario, cuyo primer presidente fue Roberto Müller Hess, y el 21 de abril de 1926 se creó el Club Náutico Universitario, que llegó a constituirse, con posterioridad a la construcción de la Piscina Escolar en 1929, como unas de las principales potencias deportivas nacionales en las especialidades de natación y polo acuático.

### El Club Universitario de Deportes de Chile

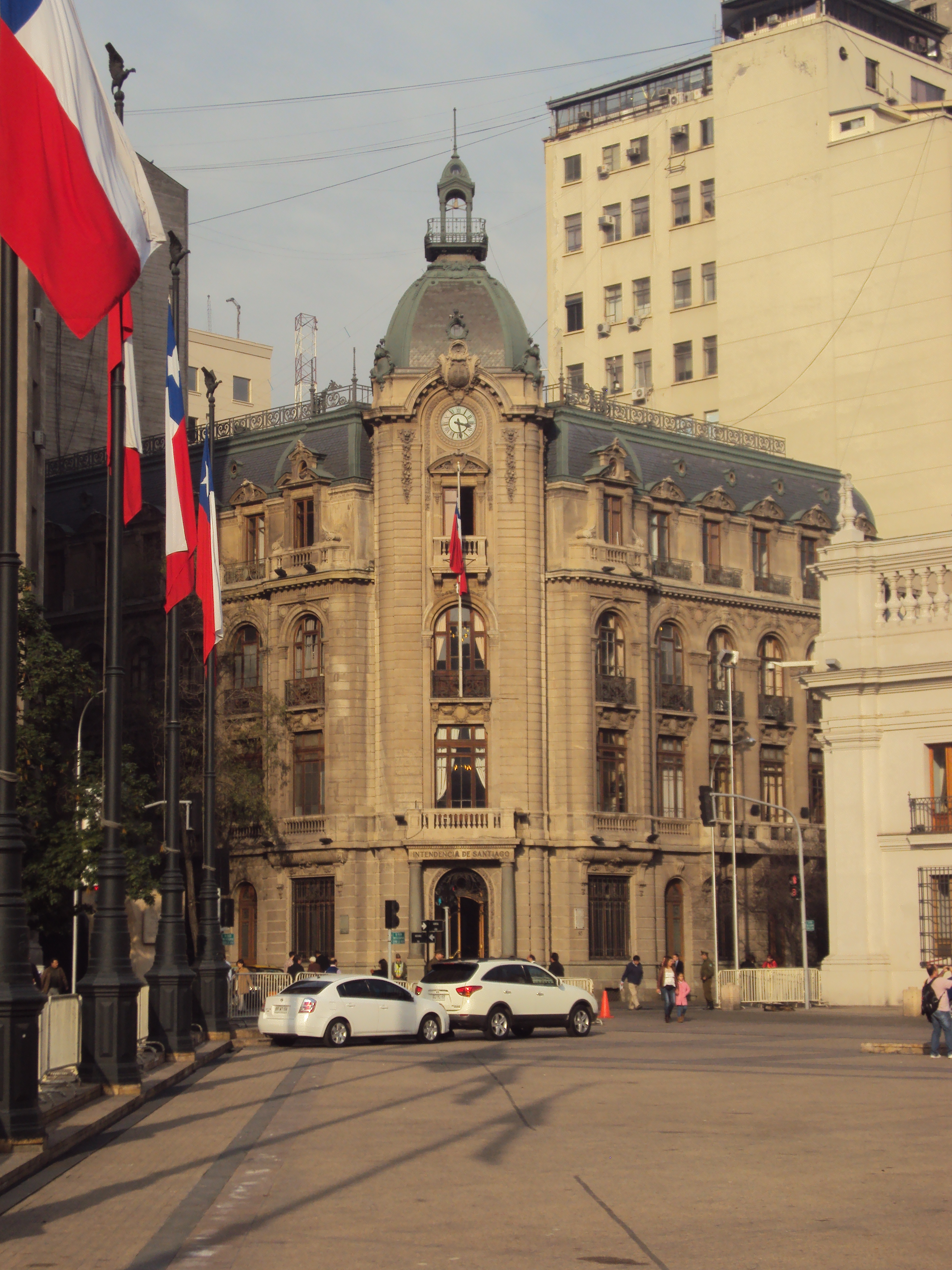
Edificio de la Intendencia de Santiago, ubicado en Morandé con Moneda, antigua sede de El Diario Ilustrado y del Internado Football Club.

El 19 de abril de 1927 fue fundada la Liga Central de Football de Santiago (LCF), producto de la fusión de las cuatro asociaciones más importantes de Santiago, entre ellas, la propia Asociación de Football de Santiago. Para ese entonces, el abogado y presidente del Internado Football Club, Arturo Flores Conejeros, tenía la aspiración de que un solo gran club representara a todos los universitarios en esta nueva liga, bajo el nombre de «Universitario».
Después de frustradas negociaciones con Green Cross para una fusión, el Internado F. C. celebró en la noche del martes 24 de mayo de 1927 su junta general anual, en los salones de El Diario Ilustrado, ubicado en Morandé con Moneda, de la ciudad de Santiago. Se encontraban además los representantes del Club Atlético Universitario, del Club Náutico Universitario y de la Federación Universitaria de Deportes, con los cuales se proyectaría la creación de un club de deportes de carácter universitario.

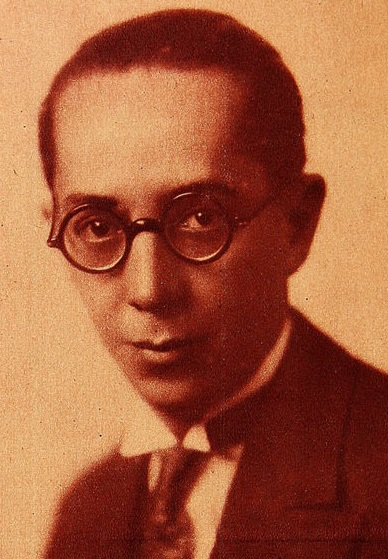
Arturo Flores Conejeros.

Concluida la rendición de cuentas de las actividades de la temporada pasada, Arturo Flores hizo ver la conveniencia de cambiar el nombre de «Internado» por el de «Universitario», ante lo cual, los socios presentes llegaron al acuerdo unánime de efectuar este cambio. Al efecto, se propuso el nombramiento de comisiones destinadas a intensificar la propaganda del club, especialmente dentro de las escuelas de la Universidad de Chile: Marcial Baeza y Félix Cantín en la Escuela de Medicina; Pablo Sainte-Marie en Dentística; Salas en Leyes y Educación Física; y Merello y Roa en Farmacia. Además, Sainte-Marie, manifestó que el Club Atlético Universitario, al cual representaba, estaba en completo acuerdo en llegar a la fundación de un club de deportes que reuniera en su seno a todos los deportistas estudiantiles, por lo que propuso el nombramiento de un comité que se encargaría de redactar las bases, reglamentos y estatutos de la nueva entidad, para luego proceder a la elección de un directorio. El comité quedó compuesto por Arturo Flores Conejeros, Darío Sainte-Marie, Pablo Sainte-Marie y Alfredo Nazar, quienes se encargarían de reglamentar el fútbol, la natación, el atletismo y la Federación, respectivamente. En la actualidad y bajo la administración de Azul Azul S.A., el 24 de mayo de 1927 se considera oficialmente como la fecha fundacional del club.
Dada la falta de acuerdo entre los clubes y la Federación de Football de Chile, la primera temporada de la Liga Central de Football sería conformada por 78 equipos, divididos en nueve series de Primera División, estipulándose, además, que los tres últimos posicionados de cada grupo serían desafiliados de la competición. En el primer campeonato de la LCF, el Internado F. C. debutó en la Serie F, junto a: La Cruz, Celta, Santiago Badminton, Primero de Mayo, Carioca, Sol de Mayo, Unión Camilo Henríquez y Germinar, equipo que fue su primer rival en la competencia. El conjunto estudiantil finalizó en la séptima posición, con cuatro puntos en total, por lo que le correspondía la desafiliación. Sin embargo, tras una apelación presentada por dirigentes del club a la V Zona de la Federación de Football de Chile, el equipo fue admitido formalmente en la LCF en enero de 1928, siendo reinscrito el 10 de abril, bajo la denominación de Club Universitario de Deportes de Chile.

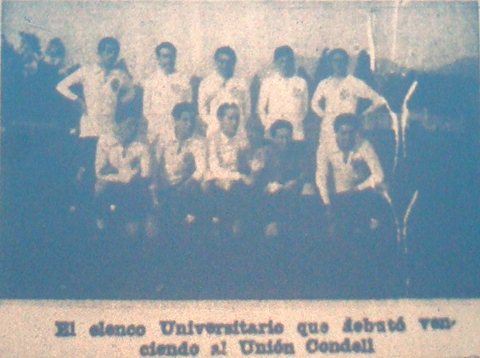
En 1928, Universitario presentó por primera vez el emblema del «chuncho» en su indumentaria.

En el ámbito institucional, el «chuncho», insignia del Club Náutico Universitario y cuyo diseño fue traído desde Alemania por Pablo Ramírez Rodríguez, fue adoptado por el club y Arturo Flores lo registró como marca intelectual y comercial, quedando para siempre como el emblema del cuadro laico. Su primera aparición en la camiseta del conjunto universitario fue el 15 de julio de 1928, ante Unión Condell, por la Serie E de la Liga Central de Football.
Posteriormente, en sesión de directorio del 21 de agosto de 1928, por acuerdo unánime, se resolvió tramitar la personería jurídica del «Club Universitario de Deportes de Chile». Así, con fecha 29 de octubre de 1928, los estatutos del club y el acta de reunión de su directorio —de 10 de septiembre de ese año— en que esos estatutos se aprobaron, fueron reducidos a escritura pública ante el notario Humberto Valenzuela Vargas, quien acreditó la comparecencia de Horacio Ramírez Rahaussen, debidamente facultado para efectuar dicho trámite. Figuraron como los diez primeros socios del club: Arturo Flores Conejeros, Óscar Castro V., Santiago Rebolledo E., Luis Tisné Brousse, Carlos Lund E., Eduardo Salgado C., Óscar Palma S., Raúl Vera I., Roberto Martínez R. y Eugenio Ampuero V. Hacia fines de ese año, el club de deportes contaba con quince secciones o ramas: natación, fútbol, box, tenis, tiro al blanco, esgrima, gimnasia, ajedrez, excursionismo, equitación, ping-pong, baloncesto, ciclismo, atletismo y deportes nacionales (chueca, linao, etc.).

### Campañas futbolísticas de Universitario (1928-1933)
En la Primera División de 1928, Universitario fue ubicado en la Serie E y debutó ante Río de Janeiro, el 22 de abril. Posteriormente, enfrentó a Magallanes, el 6 de mayo, y perdió por 1-2, en partido que se suspendió a quince minutos del final por falta de luz. El único gol de Universitario lo marcó Ramírez. En este torneo, el conjunto estudiantil terminó en la cuarta posición.
Dada la ubicación de Universitario en la temporada pasada, en 1929 las autoridades de la Liga Central de Football determinaron que el club debía disputar una competencia especial frente a Unión Condell, Lautaro Atlético y Río de Janeiro, de la cual, los tres mejores posicionados seguirían participando en la máxima entidad del fútbol amateur de Santiago, debido a que, en marzo de 1929, la LCF decidió reducir a 38 el número de clubes participantes en la temporada 1929, forzando en consecuencia la fusión de algunas instituciones y la desaparición de otras. No obstante, tras una serie de apelaciones presentadas por varias entidades deportivas de la capital, entre ellas Universitario y Sport Français, se resolvió readmitir a algunos clubes que habían sido descartados previamente, así como cancelar los encuentros de definición. Finalmente, fueron establecidas tres divisiones con un sistema de ascensos y descensos, siendo Universitario relegado a la Segunda División de la LCF.
El 3 de marzo de 1930, tras una reunión en las dependencias de la Federación de Football de Chile entre los representantes del Club Universitario de Deportes, de la Federación Deportiva de la Universidad de Chile y de la Federación Deportiva de la Universidad Católica, instituciones que de cierta forma constituían la élite deportiva santiaguina y universitaria de la época, se acordó el reconocimiento y refundación de la Confederación Universitaria de Deportes en el Club Universitario de Deportes de Chile (con las siglas «CUD» en el escusón de la insignia). Ese mismo año, además, Universitario alcanzó la tercera posición de la Segunda División de la ahora Asociación de Football de Santiago, tras perder en la definición por el ascenso frente a Carlos Walker y Carioca. Asimismo, en 1931 estuvo nuevamente cerca de conseguir el ascenso, sin embargo, debió resignar sus opciones al finalizar en la segunda ubicación del torneo, por detrás de Carioca, pese a sus constantes requerimientos a la Federación de Football de Chile para aumentar el número de cupos en las categorías superiores. En ese año, la rama de fútbol contaba con cinco equipos adultos y tres infantiles.
En 1933, estudiantes de arquitectura de la Universidad de Chile que viajaban a bordo del barco Reina del Pacífico crearon el himno oficial del club deportivo: Romántico Viajero, frase acuñada por Julio Cordero Vallejos, quien compuso la melodía y a quien se le reconoce su autoría. En ese mismo año, gracias a la escisión de varios clubes que se retiraron para formar la Liga Profesional de Football de Santiago (LPF), Universitario pasó a formar parte de la segunda categoría de la Asociación de Football de Santiago.

### El Club Deportivo de la Universidad de Chile

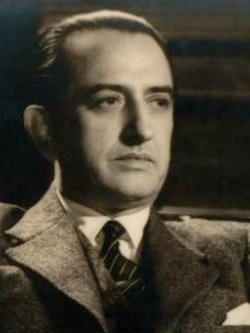
Juvenal Hernández, rector de la Universidad de Chile (1933-1953) e impulsor del Club Deportivo de la Universidad de Chile.

En 1934, con la creación en la AFS de una Sección Profesional y de una Sección Amateur, el club permaneció en esta última, en la cual se coronó campeón invicto de la División de Honor, habiéndose ganado el derecho de representar a Santiago en el Campeonato Nacional Amateur de Chile 1935. En la temporada, destacaron los nombres de Víctor Alonso, Luis Tirado y Ángel Miranda, capitán del equipo. 
Previamente, el 8 de abril de 1934, siendo rector Juvenal Hernández Jaque, se produjo una reestructuración interna impulsada por la Universidad de Chile que terminó por apropiarse del Club Universitario de Deportes, a través del Decreto N.º 72 que creaba el cargo de «Consejero de Deportes», siendo designado un representante de la universidad dentro del CUD, ante el rector y los distintos funcionarios, con lo cual el club pasó a llamarse definitivamente Club Deportivo de la Universidad de Chile. Este decreto, a su vez, estableció que todos los alumnos de la universidad pasaban a ser automáticamente socios del club deportivo y designó un directorio nacional encabezado por Arturo Flores Conejeros. Sin perjuicio de aquello, en ese año, la prensa y documentos oficiales registraban indistintamente al equipo de fútbol con el nombre de «Universitario» o «Universidad». Además, su uniforme fue modificado: en ese año la camiseta titular pasó a ser azul, color que se ha conservado hasta la fecha, con una letra «U» blanca en el pecho, a la usanza de los universitarios, mientras el pantalón era blanco y las medias negras con franjas de color azul.
Al poco tiempo, en 1936, los estudiantes de la Universidad Católica que pertenecían al entonces Club Universitario de Deportes, se retiraron para formar en 1937 el club deportivo de esa casa de estudios.

#### Controversias sobre la fecha de fundación
Cabe mencionar que el 24 de mayo de 1927 no siempre fue reconocido como la fecha oficial de fundación del club de fútbol. Al efecto, durante su existencia, distintas fechas han sido postuladas y reconocidas como las fundacionales:
- 20 de mayo de 1902: fecha postulada por el doctor Eduardo Herrera Celis, quien, como resultado de una investigación solicitada por el Honorable Consejo del Club Deportivo de la Universidad de Chile a mediados de los años 1960, llegó a la conclusión de que, más que una nueva institución, el Club Universitario de Deportes corresponde a la misma entidad con el Internado Nacional Football Club, que nunca perdió su continuidad histórica desde 1902, cuando se formó como equipo escolar.[18] Para sustentar dicha afirmación, se basó en varias notas de los medios de comunicación de la época que apuntan simplemente a un cambio de denominación de la institución, de Internado a Club Universitario de Deportes, así como a la conmemoración en 1927 de su aniversario número 25 —o bodas de plata— con fecha 21 de mayo.[56][57]
- 25 de marzo de 1911: fecha registrada por el club en su ingreso al fútbol profesional y reconocida en la revista «La U», órgano oficial del Club Deportivo de la Universidad de Chile desde 1945, que corresponde a la creación de la sección deportiva del «Centro de Alumnos y ex-Alumnos del Internado Nacional Barros Arana», cuyo equipo de fútbol —conformado principalmente por estudiantes universitarios— se inscribió en 1912 en los registros de la Asociación de Football de Santiago con el nombre de «Club Atlético Internado Barros Arana», perpetuando la continuidad de sus derechos de afiliación y federativos, pasando por los distintos cambios de nombre y la inscripción en el profesionalismo, hasta el presente como Club Universidad de Chile. El rector del Internado Nacional Barros Arana en ese año, Eduardo Lamas García, dejó registrado el hecho en sus documentos personales con aquella fecha.[28]
- 1 de abril de 1919: el doctor Eduardo Herrera Celis también propuso esta fecha, que correspondería a la del nacimiento de la Federación Universitaria de Deportes. Como conclusión a la investigación iniciada por el Honorable Consejo del Club Deportivo de la Universidad de Chile, esta fecha fue resuelta en la década de 1960 como la de fundación oficial, aunque especificando que era válida para el Club Deportivo —sucesor de la Federación Universitaria de Deportes—, y no necesariamente para la entonces llamada rama de fútbol. Fue también reconocida a mediados de la década del 2000, en los últimos años de actividad de la CORFUCH. En el año 2020, una investigación redescubrió la fecha original de fundación de la Federación Universitaria de Deportes/Club Deportivo de la Universidad de Chile: el 13 de junio de 1919.[29][30]
- 29 de octubre de 1928: fecha de la aprobación de la personería jurídica del club o nacimiento legal de la «U» como club polideportivo (y no sólo de fútbol), oficializada en la década de 1980 hasta inicios de la década de 2000. Esta fecha fue postulada por el doctor Óscar Castro V. ante el Honorable Consejo del Club Deportivo de la Universidad de Chile a mediados de los años 1960 y reconocida oficialmente en 1977 en el libro Club Deportivo Universidad de Chile de Víctor Alonso Raggio.

## Del amateurismo al profesionalismo (1935-1939)

### El bicampeonato de la Serie B

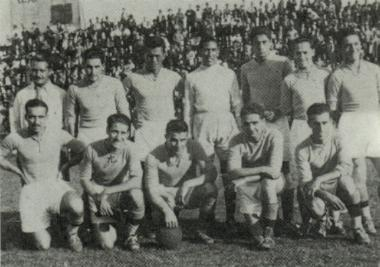
Universitario, subcampeón nacional amateur en 1935.

En 1935, en representación de Santiago, el club participó en el Campeonato Nacional Amateur de Chile, en el que resultó subcampeón luego de perder la final frente a San Enrique de Iquique por 1-3. Ese mismo año, el club se integró a la Serie B Profesional de la AFS, formada por los clubes eliminados en el torneo profesional de Primera División de 1934, más Universidad de Chile como campeón de la Sección Amateur. En el primer campeonato de esta categoría, el club solo remató en la tercera posición.

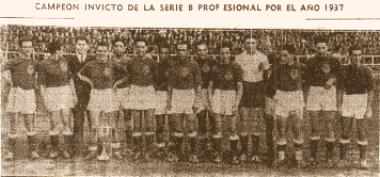
Universidad de Chile, campeón invicto de la Serie B de la AFS en 1937.

Al año siguiente, la «U» obtuvo el campeonato de la Serie B, para luego repetir la marca en la edición de 1937, como campeón invicto. En esa última temporada, el primer equipo logró la mayor goleada registrada en su historia al vencer a Santiago Morning "B" por 14-1, el 17 de octubre.

### Ingreso al profesionalismo
En 1938, tanto Universidad de Chile como Universidad Católica solicitaron el ingreso a la serie profesional de honor, pero los dirigentes de la Asociación Central de Fútbol (ACF), ente rector del fútbol profesional constituido ese mismo año, estimaron que solo se podía recibir a un equipo universitario. Para definir cuál ascendería, los directivos optaron que los dos equipos participaran y fuesen examinados en el Campeonato de Apertura de ese año. El 1 de abril, Universidad Católica enfrentó a Colo-Colo, pero como perdió por un marcador de 2-6, quedó descartada su opción para llegar a Primera División, al menos por ese año.
En tanto, el 17 de abril de 1938, Universidad de Chile enfrentó a Audax Italiano en los Campos de Sports de Ñuñoa, con arbitraje de Felipe Horta. La formación de la «U» para el partido fue la siguiente: Eduardo Simian en el arco, Ángel Miranda, Hermógenes Murúa, Juan Las Heras, Óscar Sánchez, Gustavo Becerra, Raúl Davanzo, Sergio Molina, Manuel Suárez, el peruano Jorge Góngora, Guillermo Riera y Rodríguez. El encuentro se inició a las 14:45 horas. A los 20 minutos de la primera fracción, Suárez convirtió el primer gol para Universidad de Chile. Sin embargo, a los 37 minutos, un cabezazo de Bolaños puso el empate para el cuadro itálico. El segundo tiempo no sufrió alteraciones en el marcador y se debió llegar al tiempo suplementario para definir al ganador. Al no resultar, el partido tuvo que definirse por «muerte súbita» (gol de oro), en el cual Audax Italiano convirtió el gol del triunfo por intermedio de un tiro libre de Giudice. Sin embargo, la actuación de Universidad de Chile dejó conformes a los dirigentes del fútbol rentado, quienes aceptaron su ingreso a Primera División. Un periódico de la época tituló:

«¡La 'U' perdió el partido, pero ganó el campeonato!».

### Primeros años en el profesionalismo
El 29 de mayo de 1938, la «U» debutó en el fútbol profesional enfrentando en los Campos de Sports de Ñuñoa a Magallanes. La formación del cuadro universitario era la siguiente: Simian, Murúa, Miranda, Lira, Sánchez, Las Heras, Becerra, Góngora, Davanzo, Holzaphel y Riera. El partido inició a las 14:18 horas con una concurrencia de alrededor de 4000 personas. El primer gol de Universidad de Chile en su historia profesional en Primera División lo anotó Gustavo Becerra, con un cabezazo a los tres minutos de juego. Sin embargo, la «U» perdió el partido por un marcador de 1-3. En la fecha siguiente, Universidad de Chile consiguió su primer triunfo profesional al vencer a Unión Española por 4-3, con dos goles de Becerra, uno de Holzaphel y otro de Góngora.
Finalmente, de un total de 12 partidos, la «U» concluyó su primera campaña profesional en el séptimo y último lugar de la tabla: dos victorias, dos empates y ocho derrotas. Los universitarios recibieron 39 goles en contra y anotaron 17. El máximo anotador del equipo fue Becerra, con cinco tantos. El primer empate fue ante Santiago Morning con un 1-1, siendo aquella ocasión la primera vez que el club jugó de azul, según crónicas de la época.
Al año siguiente, en el campeonato de 1939, se jugó el primer Clásico universitario profesional, con Universidad Católica ya ascendida a Primera División. El partido se efectuó el 2 de julio de 1939, en el Estadio Nacional, con un marco de 25 000 espectadores, además de la presencia de monseñor Carlos Casanueva y Juvenal Hernández Jaque, rectores de la Universidad Católica y la Universidad de Chile, respectivamente. Arbitró Alfredo Vargas, quien dio iniciado el encuentro a las 16:10 horas. El resultado fue un triunfo de la «U» por 2-0, con goles de Jaime Riera (44') y Guillermo Riera (76'). Al término de la campaña, con diez clubes participantes, Universidad de Chile volvió a posicionarse séptimo, resaltando como figura el arquero Eduardo «Pulpo» Simian.

## Años 1940: el primer campeonato nacional
En 1940, en el plano institucional, la Universidad de Chile prohibió a sus alumnos defender a otros clubes en virtud del Decreto 230. Los directores de la casa de estudios opinaron:

«El alumno, por cariño a su escuela, está muy obligado a defender y a prestigiar sus colores deportivos».

Pese a que hubo reacciones al respecto, el impasse se resolvió, finalmente, con la compra de algunos jugadores universitarios por parte de los clubes nacionales. En 1941, el presidente del club deportivo, Benjamín Claro Velasco, formó una comisión para rediseñar el emblema, recayendo la tarea en el presidente de la filial de la «U» en Temuco, Miguel González. Se mantuvo la figura del chuncho, de colores azul, rojo y blanco, pero se agregó una «U» blanca en el escusón, constituyendo así la actual insignia del club, la cual fue inscrita en conformidad a la Ley de la Propiedad Industrial en el Registro de Marcas en 1943.

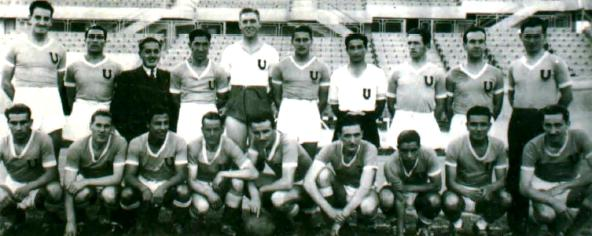
Plantel de Universidad de Chile que, después de solo dos años en el fútbol profesional, logró su primer título en 1940.

En tanto, en el plano futbolístico, en 1940, la «U» participó en el Campeonato de Apertura, habiendo eliminado en la semifinal a Universidad Católica por 2-0 (con tantos de Abanés Passalacqua), y llegando a la final, en la que cayó ante Colo-Colo por 2-3. No obstante, bajo la conducción del exjugador del club Luis Tirado, quien había asumido como entrenador en 1938, Universidad de Chile se adjudicó el campeonato de la máxima categoría profesional por primera vez en su historia. Esto ocurrió el 8 de diciembre de 1940, en el Estadio Nacional, luego de derrotar a Santiago National Juventus por 2-0, con anotaciones de Víctor Alonso (17') y Abanés Passalacqua (23'). La «U» finalizó el torneo con 26 puntos, tres de ventaja sobre Audax Italiano, con un total de 18 partidos jugados: doce victorias, dos empates y cuatro derrotas. El plantel campeón era el siguiente: Eduardo Simian, Rafael Breñas, Francisco Las Heras, Luis Castro, Óscar Sánchez, Eduardo De Saa, Abanés Passalacqua, Antonio Rossi, Ulises Ramos, José Balbuena y Víctor Alonso, siendo este último el máximo artillero de la temporada junto a Eduardo Valenzuela de Magallanes, ambos con 20 tantos.
En los años posteriores, Universidad de Chile no consiguió realizar grandes campañas, ubicándose normalmente en la medianía de la tabla de posiciones: en el campeonato de 1941 terminó penúltimo; en el de 1942, quinto; y tanto en el de 1943 como en el de 1944, octavo. No obstante, resaltaron jugadores como el portero Mario Ibáñez, el central Mario Baeza, José «Chepo» Sepúlveda, Miguel Busquets, el argentino Alejandro «Conejo» Scopelli, quien en 1942 fue delantero y entrenador a la vez, y el uruguayo Pedro Vigorito.

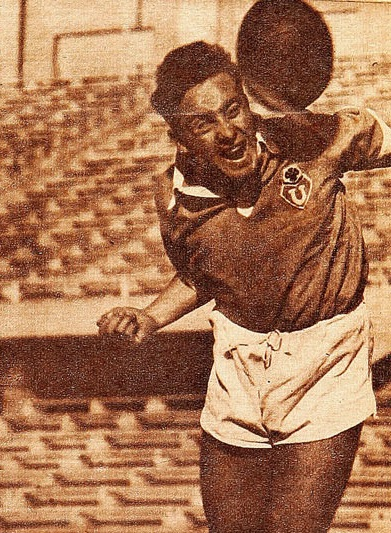
Juan Negri (1947).

En el torneo de 1945, el club volvió a realizar una buena presentación al posicionarse tercero, cuatro puntos por debajo del campeón Green Cross. Y en el campeonato de 1946, la «U» nuevamente se ubicó en la tercera posición, por detrás de Magallanes y Audax Italiano, este último campeón del torneo. En ambas temporadas, el goleador del campeonato fue el delantero uruguayo Ubaldo Cruche, con 17 y 25 anotaciones respectivamente. Además, destacaron figuras como el argentino Óscar García y el seleccionado nacional Juan Negri.
En 1947, el plantel efectuó una de las primeras giras de su historia. En febrero viajó a Argentina, sin embargo, perdió los tres partidos que disputó: 0-7 ante Estudiantes de La Plata, 2-3 ante Independiente y 0-2 ante Newell's Old Boys. Luego, en mayo, el equipo viajó al Norte Grande de Chile y enfrentó a selecciones amateurs, logrando dispares resultados. En ese año, tras repetir el tercer lugar en el campeonato profesional, el club comenzó a descender en su rendimiento deportivo, finalizando séptimo en 1948 y sexto en 1949.
En 1948, en el ámbito institucional, con un valor de 1000 pesos por acción, se constituyó la «Sociedad Anónima Deportiva Universidad de Chile», cuya finalidad fue la construcción de un recinto deportivo en el fundo La Castrina, que sería el más grande de Sudamérica en ese entonces, y que incluiría un estadio de fútbol, que se bautizaría como «Estadio Monumental Universidad de Chile», además de canchas y campos destinados a las diversas ramas del club deportivo, más piscina, casino, un autódromo y un aeródromo. El impulsor de la idea fue Juvenal Hernández Jaque, rector de la casa de estudios, mientras que Jorge Pica fue designado como gerente general y Mario Recordón como arquitecto de la construcción. No obstante, pese al apoyo del presidente Gabriel González Videla, el proyecto no pudo concretarse, ya que no se alcanzó a vender la totalidad de las acciones (3800 de ellas).

## Años 1950: el proceso de Luis Álamos
La década de 1950 no comenzó de gran forma para el club, ubicándose en la parte baja de la tabla de posiciones: terminó décimo en el torneo nacional de 1950, sexto en el de 1951 y noveno en el de 1952. Pese a ello, Universidad de Chile consiguió romper esa tendencia en el campeonato de 1953, en el que se posicionó en la quinta ubicación, a solo tres puntos del subcampeón, Palestino. Esa temporada marcó el debut del delantero Leonel Sánchez, quien convirtió su primer tanto en el profesionalismo frente a Rangers, el 5 de diciembre de 1953. No obstante lo anterior, al año siguiente el club finalizó en la penúltima ubicación de la fase clasificatoria del campeonato nacional, por lo que debió disputar la liguilla del descenso. Ante esa situación, Luis Álamos, apodado el «Zorro», exjugador y entrenador de la serie de cadetes de Universidad de Chile, fue llamado por la dirigencia del club para asumir la dirección técnica del primer equipo, en reemplazo del húngaro Jorge Ormos. Los objetivos eran los siguientes: primero, ayudar al equipo superior con los mejores cadetes y evitar el descenso; y segundo, si lo anterior fallaba, preparar y adaptar a los jugadores jóvenes para ser la base del equipo en ascenso. Tras realizar una buena presentación, la «U» logró mantener la categoría al concluir en la undécima posición de la tabla final, y a la temporada siguiente, Álamos regresó a las divisiones inferiores. En la primera mitad de aquella década, destacaron jugadores como Jaime Ramírez Banda, Sergio Yori y el español José «Passeiro» Fernández.
Los años posteriores, en tanto, estuvieron marcados por la irregularidad en el club, posicionándose tercero en la tabla final de 1955, undécimo en 1956 con Luis Álamos nuevamente en el primer equipo, y subcampeón del torneo nacional de 1957, con 31 puntos y a solo tres de Audax Italiano. En ese año destacaron las incorporaciones de René Meléndez, y de los argentinos Óscar Giaggino y Carlos Poretti.
A comienzos de 1958, la «U» efectuó una gira a Bolivia, disputando tres encuentros: derrotó a The Strongest por 5-0 y a Bolívar por 3-1, y empató sin goles con Wilstermann. Iniciado el campeonato nacional de ese año, el club debutó en Valparaíso, perdiendo 1-3 con Santiago Wanderers, que a la larga sería el campeón, mientras que Universidad de Chile terminó el año en la quinta posición de la tabla.

### El campeonato nacional de 1959

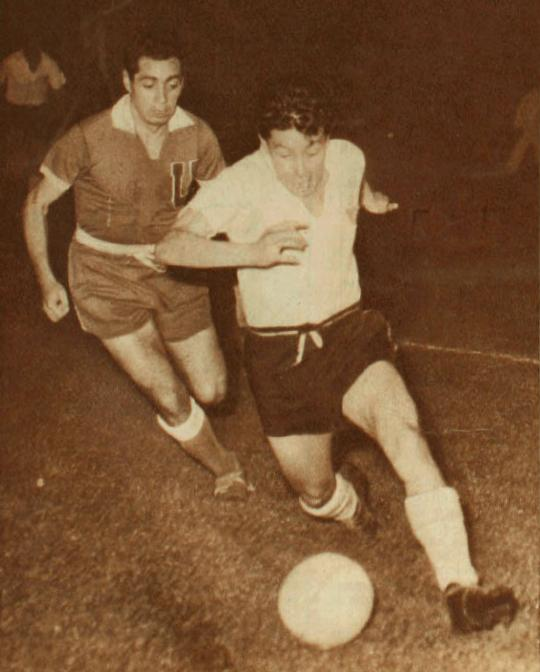
Juan Soto de Colo-Colo y Hugo Núñez de Universidad de Chile, en el partido final del campeonato de 1959.

Hacia finales de la década, concretamente en 1959, Universidad de Chile cambió su uniforme: camiseta color azul rey, pantalón y medias del mismo tono, abandonando definitivamente el pantalón blanco. En ese año, bajo la dirección técnica del «Zorro» Álamos, la «U» armó su equipo titular con diez jugadores formados en las divisiones inferiores, más el argentino Ernesto Álvarez. El inicio del campeonato fue positivo para el cuadro laico: de los primeros 14 puntos que disputó, ganó 13, sin embargo, desde la octava fecha el equipo pasó siete fechas sin ganar. Pese a ello, Universidad de Chile, desde el octavo lugar logró escalar hasta el segundo, con una racha que contempló la obtención de 23 de los 24 últimos puntos que disputó. En la penúltima fecha, luego de ir perdiendo por 0-2, dio vuelta el marcador derrotando por 3-2 a Colo-Colo, a quien escoltaba por dos puntos, quedando de esa forma igualados en la tabla, hasta el final de la temporada, con 38 puntos. Finalmente, para determinar al campeón, se efectuó el 11 de noviembre de 1959 un único partido de definición en el Estadio Nacional: con 40 744 espectadores y arbitraje del argentino José Luis Praddaude, Universidad de Chile se impuso a Colo-Colo por 2-1, con anotaciones de Leonel Sánchez (tiro libre a los 39') y Ernesto Álvarez (50'), adjudicándose por segunda vez en su historia el campeonato nacional. La oncena titular de la «U» en la final estuvo compuesta por: René Pacheco; Luis Eyzaguirre, Humberto Donoso, Sergio Navarro; Hugo Núñez, Alfonso Sepúlveda; Braulio Musso (capitán), Ernesto Álvarez, Carlos Campos, Leonel Sánchez y Osvaldo Díaz. Además, en el plantel campeón destacaron Carlos Contreras, Hugo Lepe, Luis Ibarra, Guillermo Olivares, Hugo Villanueva, José Moris y Raúl Vásquez, todos bajo la dirección de Luis Álamos. Aquel campeonato no solo marcó el inicio del denominado Ballet Azul, sino que también agudizó la rivalidad con Colo-Colo.

## Años 1960: el Ballet Azul
Durante la década de 1960, Universidad de Chile logró su apogeo en el plano deportivo, al haber conseguido cinco títulos de Primera División en total. Para referirse al equipo, los medios de comunicación utilizaron el apodo con el que se conoció a Millonarios de Colombia durante los años 1950: el Ballet Azul, debido al buen juego mostrado en cada uno de sus partidos.
En el verano de 1960, la «U», en su condición de campeón de 1959, participó en la primera edición de la Copa Libertadores, llamada en ese entonces Copa de Campeones de América. Los resultados en el torneo fueron negativos: cayó en primera fase ante Millonarios por 0-6 en el Estadio Nacional y por 0-1 en Bogotá. Ese mismo año, en el campeonato nacional, el club se ubicó en la tercera posición de la tabla. y al año siguiente lograría el subcampeonato, al perder la definición del título frente a Universidad Católica por 2-3. No obstante, Carlos Campos fue el goleador del torneo, con 24 anotaciones, junto a Honorino Landa de Unión Española.

### El campeonato nacional de 1962

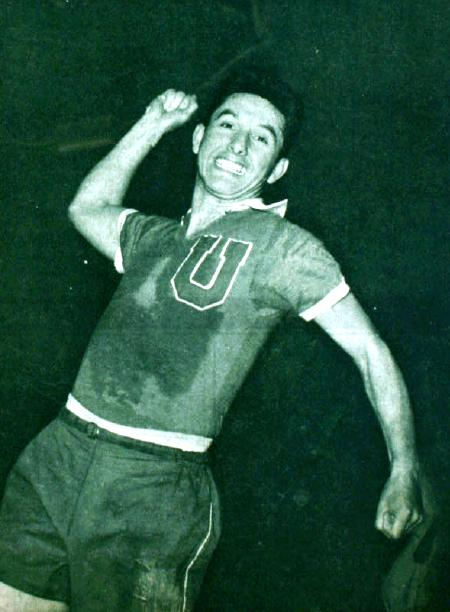
Leonel Sánchez fue una de las grandes figuras del Ballet Azul.

En enero de 1962, Universidad de Chile inició una gira a México, disputando un cuadrangular amistoso contra Guadalajara, Atlas, Oro de Jalisco y Flamengo, empatando 1-1 con el primero y con el tercero, venciendo al segundo por 4-3 y perdiendo contra el club brasileño por 0-2. Respecto a la Copa Mundial de Fútbol efectuada en Chile, la «U» fue el club que más jugadores aportó a la selección chilena, que alcanzó el tercer puesto del certamen, con nueve jugadores escogidos por Fernando Riera, el director técnico de la selección; sin embargo, uno de ellos, Alfonso Sepúlveda, sufrió una lesión durante la gira que efectuó la «U» en tierras aztecas, que lo marginó de la cita.
Luego de la Copa Mundial y previo a la competencia local, la «U» enfrentó al campeón de la Division 1 de Francia de 1961-62, Stade de Reims, y lo derrotó 2-1 en el Estadio Nacional.
En tanto, en el campeonato nacional de 1962, el club logró la mayor goleada de su historia en Primera División, al vencer por un marcador de 9-1 a Magallanes. Al final del torneo, Universidad de Chile terminó empatado en puntaje (50 puntos) con Universidad Católica, por lo que ambas escuadras tuvieron que disputar un partido de definición por el título. El encuentro, con arbitraje de Domingo Massaro, se efectuó el 16 de marzo de 1963, en el Estadio Nacional, con una asistencia de 74 163 espectadores, resultando vencedor Universidad de Chile con un marcador de 5-3. Los goles del cuadro azul fueron efectuados por Carlos Campos (12' y 29'), Ernesto Álvarez (52' y 68') y Leonel Sánchez (87'), mientras que Armando Tobar (41') y Alberto Fouillioux (49' y 80') fueron los anotadores del cuadro cruzado. Con esto, la «U» cobró revancha del título perdido de 1961 y se coronó por tercera vez en su existencia como campeón nacional, condición que además le permitió clasificar a la Copa de Campeones de América 1963. Poco antes del partido final, Universidad de Chile disputó el 6 de febrero de 1963, en el Estadio Nacional, un partido amistoso contra el campeón intercontinental de clubes de 1962, el poderoso Santos de Brasil, con Pelé como su máxima figura. La «U» ganó por 4-3 con goles de Campos (27'), Sepúlveda (43'), Musso (55') y Sánchez (72'), en tanto que los goles del equipo brasileño fueron anotados por Pelé (31' y 79') y Coutinho (50'), quitándole así el invicto que traía desde hace un año el cuadro de «O Rei».
En aquella temporada, la plantilla del club estuvo compuesta por: Manuel Astorga, Luis Eyzaguirre, Carlos Contreras, Sergio Navarro, Braulio Musso, Carlos Campos, Ernesto Álvarez, Leonel Sánchez, Rubén Marcos, José Moris, Hugo Villanueva, Humberto Donoso, Alfonso Sepúlveda, Osvaldo Rojas, Oscar Coll, René Pacheco, Fernando Hurtado, Raúl Angulo, Alejandro Mesías y Roberto Hodge, con Luis Álamos como director técnico. El «Tanque» Campos se consagró nuevamente como el máximo anotador del torneo nacional, con 34 goles.

### La gira internacional de 1963
Después de enfrentar a Peñarol, a Colo-Colo, a Universidad Católica y a Vasco da Gama, y ganar el Torneo Pentagonal de Verano de 1963, en abril de ese año, Universidad de Chile inició una gira a Europa con el fin de enfrentar a los mejores equipos de ese continente, incluyendo algunas selecciones, más un recorrido en Oriente Próximo y África. La «U» debutó el 23 de abril contra Standard Lieja, derrotándolo por 3-2. Al encuentro siguiente se enfrentó con F. C. de Grenoble, en Francia, ganándole por 2-1. En el tercer partido, con la selección de Israel, el club estudiantil sufrió su primera derrota, cayendo por 0-1, pero se recuperó al empatar sin goles con Panathinaikos F. C. de Grecia. Sin embargo, la selección de Rumania, en el quinto partido, le propinó a la «U» la mayor goleada de la gira: 2-6. La rehabilitación del cuadro azul llegó ante el equipo que estaba considerado como el mejor de Europa en ese momento y que, faltando todavía dos fechas para el final, ya se había consagrado como campeón en Italia: Universidad de Chile venció por 2-1 a Inter de Milán, en el Estadio San Siro. Luego, caería ante Sampdoria por 0-1, empataría 1-1 con F. C. Colonia, y perdería por un marcador de 0-2 y 2-3, frente a TSV Schwaben Augsburg de Alemania y Admira Energie de Austria, respectivamente. Finalmente, la «U» culminaría su gira en Casablanca, Marruecos, derrotando a Botafogo por 3-2.
| País      | Ciudad     | Rival                 | Resultado | Goles de la «U»      |
| --------- | ---------- | --------------------- | --------- | -------------------- |
| Bélgica   | Lieja      | Standard Lieja        | 3-2       | Sánchez, Musso, Coll |
| Francia   | Grenoble   | F. C. de Grenoble     | 2-1       | Coll, Campos         |
| Israel    | Tel Aviv   | Israel                | 0-1       |                      |
| Grecia    | Atenas     | Panathinaikos F. C.   | 0-0       |                      |
| Rumania   | Bucarest   | Rumania               | 2-6       | Sánchez, Marcos      |
| Italia    | Milán      | Inter de Milán        | 2-1       | Sánchez, Rojas       |
| Italia    | Génova     | Sampdoria             | 0-1       |                      |
| Alemania  | Colonia    | F. C. Colonia         | 1-1       | Sepúlveda            |
| Alemania  | Augsburgo  | TSV Schwaben Augsburg | 0-2       |                      |
| Austria   | Viena      | Admira Energie        | 2-3       | Coll, Sánchez        |
| Marruecos | Casablanca | Botafogo              | 3-2       | Álvarez (2), Coll    |

En la Copa de Campeones de América de ese año, Universidad de Chile participó en el grupo 3 con Boca Juniors y Olimpia. El club cayó derrotado ante el cuadro xeneize por 0-1 en Buenos Aires y por 2-3 en Santiago, mientras que con el cuadro paraguayo logró una victoria en casa por 4-1 y una derrota en Asunción por 2-1. Con esos resultados, la «U» quedó fuera en primera ronda del torneo continental.
Y en el campeonato nacional de 1963, Universidad de Chile resultó subcampeón con 52 puntos, uno menos que Colo-Colo, que se adjudicó el título.

### El primer bicampeonato nacional
Universidad de Chile mantuvo un plantel conformado por: Astorga; Eyzaguirre, Donoso, Contreras, Navarro; Sepúlveda, Marcos; Araya, Campos, Álvarez y Sánchez. Y en la banca estaban Villanueva, Musso, Hodge, Olivares, entre otros, con Luis Álamos como entrenador.
En 1964, el club logró ganar la Copa Internacional de Santiago en su segunda participación en el Torneo Pentagonal de Verano, tras derrotar a Nacional, a Flamengo, a Colo-Colo y a Racing Club. En ese mismo año, comenzó en el campeonato nacional con triunfos estrechos, aunque mejoró su nivel logrando una racha de 16 victorias consecutivas contadas desde la vigesimoxesta fecha del torneo nacional de 1963 (2-1 ante San Luis) hasta la séptima fecha del torneo nacional de 1964 (2-0 ante Colo-Colo), marca que no ha sido igualada por ningún equipo chileno. Así, el club terminó con 24 puntos la primera rueda, igualado con Universidad Católica. En la mitad del campeonato, e iniciada la segunda rueda, el club cosechó catorce fechas en calidad de invicto. Faltando tres fechas para el final, a la «U» le bastaba un empate para obtener el título. Esto tuvo lugar el 4 de diciembre de 1964, en el Estadio Nacional, con un marco de 72 504 espectadores y arbitraje de Claudio Vicuña: el marcador fue un 0-0 frente a Universidad Católica, resultado que consagró por cuarta vez a Universidad de Chile, con 52 puntos en total, como campeón nacional.
Asimismo, en 1965, la «U» inició el torneo nacional de manera regular, pero a partir de la sexta fecha, el club consiguió nueve victorias consecutivas que le permitieron asegurar la punta. Finalmente, a solo tres fechas del final, el club volvió a adjudicarse el título al derrotar en Playa Ancha, el 12 de febrero de 1966, a Santiago Wanderers por un marcador de 1-0, con gol de Rubén Marcos (22'). Universidad de Chile logró un total de 57 unidades y por primera vez en su historia conquistó un bicampeonato nacional. En ese mismo año, el club disputó la Copa Libertadores (ex Copa de Campeones de América), enfrentando en primera fase a Santos y a Universitario de Deportes en el grupo 2: contra el club brasileño perdió por 1-5 en Santiago y por 0-1 en São Paulo, y contra su símil peruano perdió por 1-0 en Lima y ganó por 5-2 en casa, resultados que no le sirvieron para acceder a la siguiente ronda.

### Los últimos campeonatos del Ballet Azul
En 1966, con la privación de jugadores titulares durante casi toda la primera rueda del torneo nacional, por estar convocados a la selección chilena para disputar la Copa Mundial de 1966, y con la salida de Luis Álamos por discrepancias al interior del plantel, siendo reemplazado por Alejandro Scopelli, Universidad de Chile solo pudo lograr el cuarto lugar del campeonato. No obstante, Carlos Campos se consagró por tercera vez como goleador del campeonato, junto a Felipe Bracamonte de Unión San Felipe, con 21 anotaciones. En la Copa Libertadores de ese año, ocasión en que por primera vez participaban dos equipos por país, la «U» compartió el grupo 2 con Universidad Católica y con los clubes paraguayos Guaraní y Olimpia, sin embargo, otra vez quedó fuera en primera fase, con cinco puntos, luego de empatar sus dos partidos con la «UC», ganar y empatar con Guaraní y perder sus dos partidos con Olimpia.

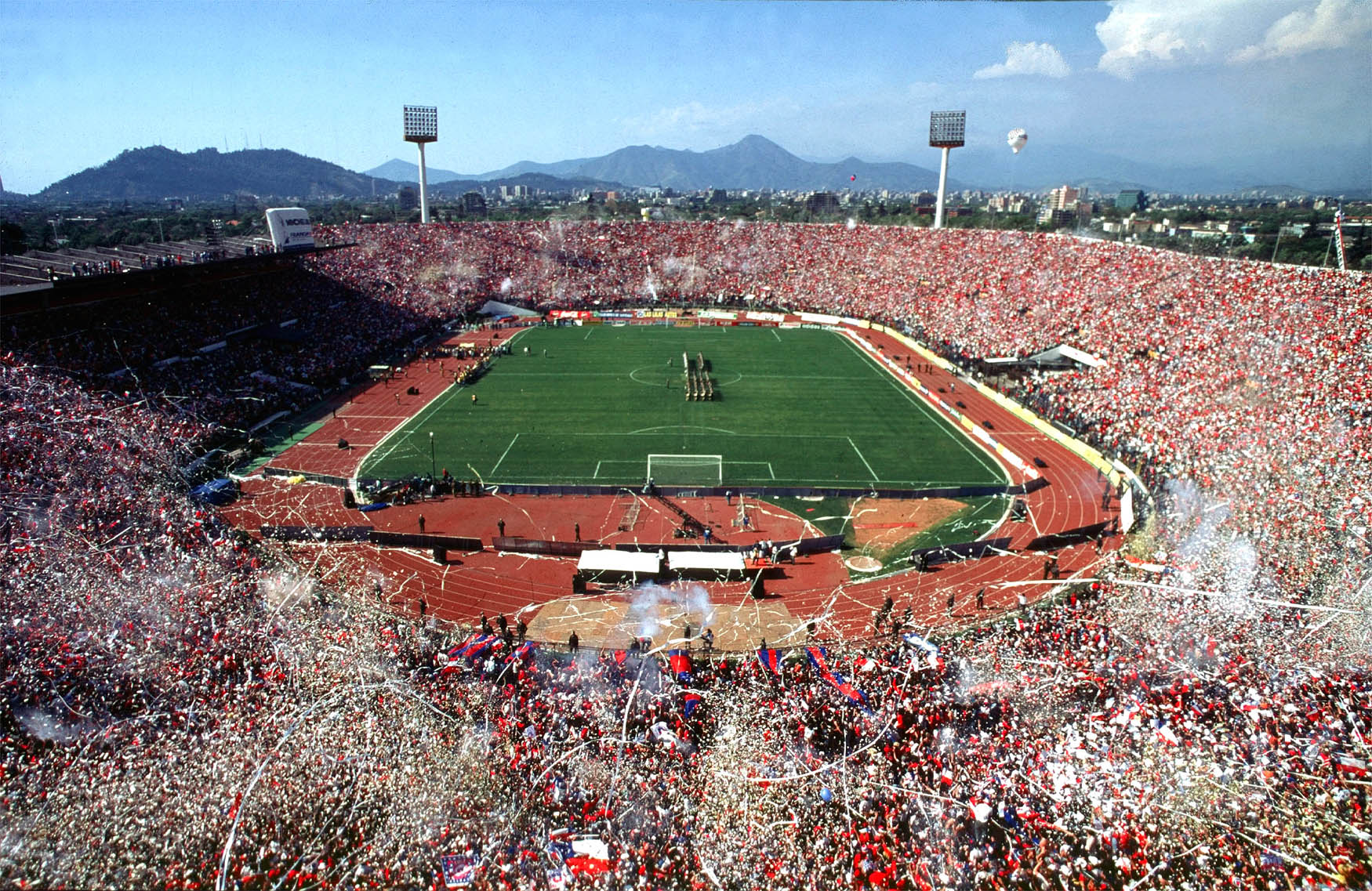
El Estadio Nacional fue el escenario en el que el Ballet Azul obtuvo sus dos últimos títulos. En el presente, sigue siendo el recinto donde el club juega en calidad de local.

En 1967, con un estilo de juego pragmático, más completo y sólido, y con la consagración de nuevos jugadores en el equipo como Adolfo Nef, Alberto Quintano, Juan Carlos Oleniak, Juan Rodríguez y Guillermo Yávar, Universidad de Chile ganó por sexta vez el campeonato nacional, con una diferencia de 12 puntos de ventaja sobre el subcampeón: el 25 de noviembre de 1967, faltando cuatro fechas para el final, el club logró vencer a Everton por 3-1, con goles de Araya (6') y Campos (79' y 88'), mientras que para el cuadro ruletero anotó Manuel Rojas (24'). El encuentro se disputó en el Estadio Nacional, con un público de 17 576 espectadores y arbitraje de Mario Gasc.
En 1968, con un nuevo sistema de campeonato que incluía varios torneos en uno solo, el club, pese a lograr el primer lugar en el Torneo Metropolitano, terminó en la tercera posición de la fase final, detrás de Universidad Católica, club con el cual pierde en la definición Pre-Libertadores 1968, y Santiago Wanderers, que resultó campeón. En tanto, en la Copa Libertadores 1968, la «U» repitió malos resultados tras perder sus dos partidos con Universidad Católica, empatar y perder con Emelec, y perder y ganar con El Nacional, sus rivales en el grupo 3.
Al año siguiente, con Ulises Ramos como director técnico y con serias desavenencias al interior de la institución, el equipo ganó en calidad de invicto el Torneo Metropolitano, para luego jugar el resto del campeonato nacional y clasificar a la liguilla final. En ella, en partidos únicos, logró victorias frente a Unión Española, Rangers y Santiago Wanderers, y un empate con Colo-Colo. Su último partido, bastando un empate para lograr el título, lo disputó frente a Green Cross de Temuco, el 11 de enero de 1970, en el Estadio Nacional, con aproximadamente 50 000 espectadores y arbitraje de Lorenzo Cantillana: con un solitario gol de Guillermo Yávar (65'), Universidad de Chile se coronó como campeón por séptima ocasión. Además, a mediados de 1969, la «U», en su calidad de campeón del Torneo Metropolitano, disputó y ganó la Copa Francisco Candelori, torneo nacional de carácter oficial, tras enfrentarse en partidos de ida y vuelta con Rangers, equipo campeón del Torneo Provincial, venciéndolo el 29 de junio por 1-0 en Santiago y habiendo igualado 1-1 en Talca, el 6 de julio. Del plantel, destacaron las figuras de los hermanos Juan y Manuel Rodríguez Vega, el portero Adolfo Nef, el central Alberto Quintano y el argentino Jorge Américo Spedaletti, pese a que aquel campeonato marcaba el ocaso de la generación del Ballet Azul.

## Años 1970: la era de la mística

### Semifinalista de la Copa Libertadores 1970
La década de 1970 inició de forma aceptable para Universidad de Chile, pese a no deslumbrar a como lo hiciera el Ballet Azul. La «U», en su condición de campeón de 1969, disputó la Copa Libertadores 1970 accediendo al grupo 3, integrado por Rangers, los paraguayos Guaraní y Olimpia, y los colombianos Deportivo Cali y América de Cali. El club tuvo un mal inicio: el 15 de febrero perdió por un marcador de 2-0 frente a Deportivo Cali, en tierras colombianas. En el segundo encuentro, frente a América de Cali, empató a dos, luego de ir en ventaja de 2-0. Contra Olimpia, en Paraguay, rescató un empate de 1-1, pero cayó derrotado frente a Guaraní, también en Paraguay, por 1-0. Sin embargo, cinco victorias consecutivas y un empate le permitieron acceder a la siguiente fase, por primera vez desde sus participaciones en Copa Libertadores de América: venció por 2-1 a Rangers; remontó contra Deportivo Cali ganando por 3-1; luego, logró un laborioso triunfo de 2-1 frente a América de Cali; el cuarto, una goleada de 7-1 a Rangers, en Talca; un 2-1 sobre Olimpia; y finalmente un empate a cero con Guaraní.
Universidad de Chile, como el segundo mejor equipo de su grupo, clasificó a la segunda fase, en la cual enfrentó a Nacional de Uruguay. El 15 de abril, en el Estadio Nacional, el cuadro estudiantil rubricó una victoria de 3-0, con tantos de Pedro Araya. No obstante, una derrota de 0-2 en el Estadio Centenario obligó a definir el paso a semifinales en Porto Alegre, partido que dio vuelta la «U» ganando al cuadro uruguayo por 2-1, con goles de Araya y de Peralta, quien anotó en la prórroga.
En semifinales, el club jugó contra Peñarol, cuyo zaguero central era el chileno Elías Figueroa. El 9 de mayo, en Santiago, Universidad de Chile venció a los uruguayos por 1-0, con gol de Pedro Araya. Sin embargo, cuatro días después, en el Estadio Centenario, volvió a perder por 0-2. Nuevamente hubo que definir, esta vez en el Estadio Presidente Perón, en Buenos Aires. Para ese encuentro la formación del cuadro universitario fue la siguiente: Adolfo Nef; Juan Rodríguez Vega, Alberto Quintano, Nelson Gallardo, Manuel Rodríguez Vega; Roberto Hodge, Guillermo Yávar (reemplazado por Eduardo Peralta), Rubén Marcos, Esteban Aránguiz (reemplazado por Carlos Arratia), Pedro Araya y Jaime Barrera. En el partido, Peñarol anotó el primer tanto, sin embargo, Marcos anotó a los 27 minutos el empate para los azules y en los 8 minutos del alargue marcó Roberto Hodge. Con aquel resultado la «U» llegaba a la final, pero cuando restaban tres minutos para el término, el uruguayo Jorge Peralta empalmó una pelota servida desde el córner que a Nef se le soltó y se introdujo en el arco. Esto no solo significó el empate, sino que también la eliminación de los universitarios del torneo, debido a la diferencia de goles con los uruguayos, quienes llegaron a la final para enfrentar a Estudiantes de La Plata.
Otros jugadores que integraban el plantel eran Jorge Américo Spedaletti, Luis Ventura, Jorge Zelada y Humberto Canobra. Los goleadores del equipo en el torneo fueron: Pedro Araya, Esteban Aránguiz y Carlos Arratia, con cinco goles; Rubén Marcos, con cuatro goles; Roberto Hodge, con tres goles; Jaime Barrera y Guillermo Yávar, con dos goles; y Eduardo Peralta, con un gol.

### Años 1970-1977
En 1970, en plena participación por la Copa Libertadores, Universidad de Chile disputó el Torneo Metropolitano, ubicándose finalmente en la cuarta posición, que le otorgó dos puntos de bonificación para el resto del campeonato. Pese a clasificar a la liguilla que definía al campeón, el club solo obtuvo el tercer lugar, por detrás de Colo-Colo y Unión Española, que se adjudicó el título.

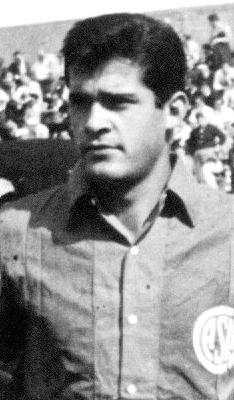
El delantero paraguayo Eladio Zárate, fue el goleador del torneo de Primera División de 1971, con 25 anotaciones.

En 1971, el club inició de manera negativa el campeonato nacional: de doce puntos en juego, solo obtuvo tres, quedando como colista en la tabla de posiciones. No obstante, la «U» logró repuntar, resultando subcampeón, por detrás de Unión San Felipe, además de clasificar a la Copa Libertadores 1972 luego de derrotar por 5-4 a O'Higgins, en el Estadio Nacional. El paraguayo Eladio Zárate, delantero del club, fue el goleador del torneo con 25 conquistas.
En 1972, Universidad de Chile disputó la Copa Libertadores y se ubicó en el grupo 4, junto a Unión San Felipe, Universitario de Deportes y Alianza Lima. El club quedó fuera en primera fase, luego de haber perdido por 2-3 y ganado por 2-1 contra Unión San Felipe, haber perdido en Santiago por 2-3 y ganado en Lima por 4-3 contra Alianza Lima, y haber ganado en casa por 1-0 y perdido afuera por 2-1 frente a Universitario de Deportes. En tanto, en el torneo nacional de ese año, solo remató en el tercer lugar.
Las campañas posteriores en el campeonato nacional estuvieron negativamente marcadas para el equipo, que finalizó en decimotercer lugar tanto en 1973, como en 1974 y 1975. No obstante, resaltaron jugadores como el argentino Juan Carlos Sarnari, Héctor Pinto y Jorge Zelada.
El año 1976, en tanto, fue una buena temporada para la «U». A inicios de ese año, el club hizo una gira por América Central cuyos resultados fueron regulares: partió con dos derrotas (2-4 y 2-5) frente a la selección de Guatemala; siguió con dos triunfos (3-0 y 2-1) frente a Zacapa; un empate ante la selección de El Salvador; y finalmente una victoria sobre Cartaginés y una derrota ante la selección de Panamá. En aquel año, bajo la dirección técnica de Luis Ibarra y con figuras como el portero argentino Hugo Carballo, Vladimir Bigorra, Manuel Pellegrini, Jorge Socías y Arturo Salah, se sumaron al plantel nuevas incorporaciones tales como Pedro Chirinos, Juan Koscina y Julio Guerrero, desde La Serena; Johnny Ashwell, desde O'Higgins; Jorge Neumann y Juan Soto, desde Ñublense; y Jorge Ghiso, exdelantero de River Plate y de la selección de Argentina. Además, al club volvieron Manuel Rodríguez, Esteban Aránguiz y Jaime Barrera. En septiembre de ese año, Universidad de Chile organizó la Copa de Ciudades Universitarias, torneo internacional de carácter amistoso en el que participaron Universidad Católica de Chile, Universitario de Deportes de Perú y Universidad Católica de Ecuador. La «U» de Chile debió eliminarse con la «UC» chilena, goleándola por 6-1. Clasificó y viajó a Lima, donde empató a dos con Universitario de Deportes, y luego fue a Quito, igualando a cero con la «UC» ecuatoriana. Finalmente, de vuelta en Santiago, superó por 3-0 al club quiteño y el 16 de noviembre de 1976, el cuadro azul se tituló campeón del torneo, tras vencer por 2-0 a la «U» peruana. En ese mismo año, el club terminó el campeonato nacional en la tercera posición, escoltando a Unión Española y a Everton, que resultó campeón. No obstante, la «U» disputó la Liguilla Pre-Libertadores 1976, en la cual derrotó a Palestino por 4-2, empató a dos con Colo-Colo y con Unión Española, marcando Jorge Ghiso (80') y Juan Soto (86') en ese último partido. Finalmente, tuvo que definir con Palestino, consiguiendo una igualdad de dos goles, resultado que, por mejor diferencia de gol en la tabla, clasificó a Universidad de Chile a la Copa Libertadores 1977.
En 1977, en la Copa Libertadores, el club, pese a ganar todos sus partidos en Santiago, no ganó ningún punto como visitante en sus duelos con Everton (0-2), Olimpia (0-1) y Libertad (0-3): la «U» resultó segunda en su grupo, con seis puntos, posición que la dejó fuera del torneo internacional. En tanto, en el torneo nacional terminó en quinto lugar.

### La CORFUCH

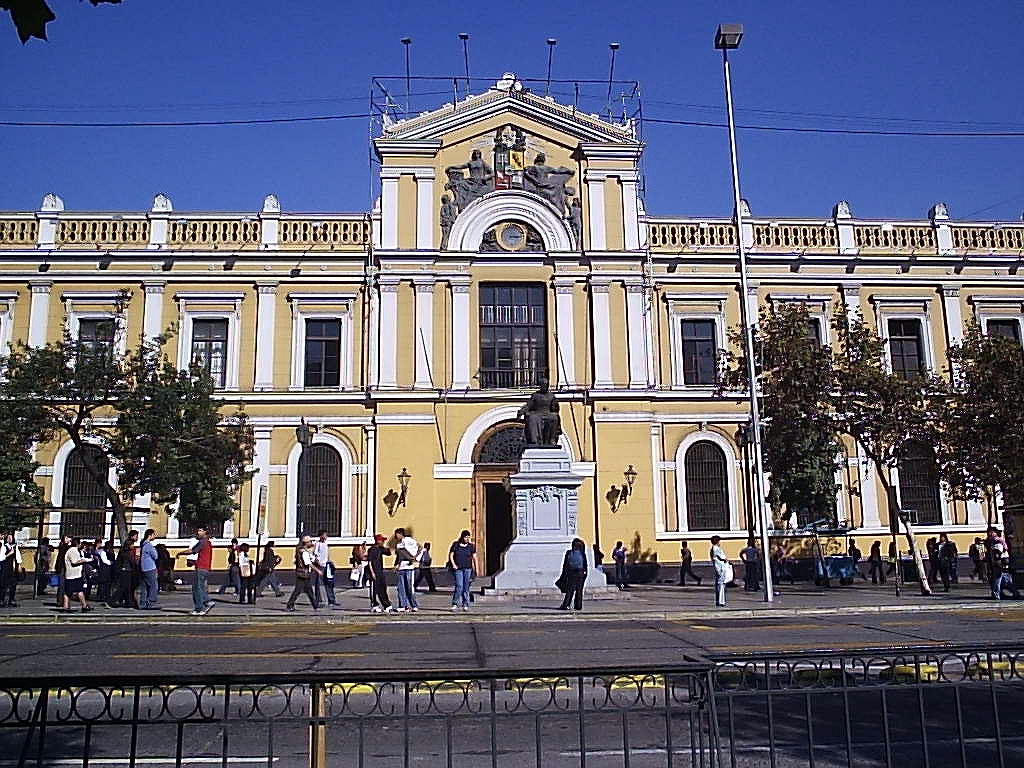
Tras la creación de la CORFUCH, en 1980 se separaron definitivamente la Universidad de Chile y su rama de fútbol profesional.

Durante la dictadura militar de Augusto Pinochet (1973-1990) se decretaron una serie de medidas en las universidades estatales, la Universidad de Chile y la Universidad Técnica del Estado, en virtud de las cuales, ningún funcionario podía recibir una remuneración más alta que un decano. Esta decisión fue en desmedro directo del equipo de fútbol, que debió dejar partir a varios jugadores, así como verse imposibilitado de competir económicamente con otros clubes de la época. La situación provocó que, a mediados de la década de 1970, la institución se encontrase sumida en una profunda crisis económica, ante lo cual, Rolando Molina, presidente de la rama de fútbol, y un grupo de dirigentes solicitaron a la Junta de Gobierno de la dictadura militar, en 1974, la intervención formal del club. No obstante, ante la disposición de la FIFA de desafiliar a las federaciones que permitiesen la intervención gubernamental en la administración de algún club, la solicitud fue rechazada. Cabe mencionar que, durante la dictadura militar, los presidentes y dirigentes de los clubes deportivos universitarios, tanto de la Universidad de Chile como de la Universidad Católica, no eran escogidos por sus socios, sino por el gobierno bajo el sistema de rectores-delegados.
Finalmente, el 1 de diciembre de 1978, año en que Universidad de Chile terminó el campeonato nacional en la séptima posición, bajo la presidencia de Rolando Molina, la rama de fútbol profesional del Club Deportivo de la Universidad de Chile se transformó en la Corporación de Fútbol Profesional de la Universidad de Chile (CORFUCH), entidad de derecho privado presidida por el mismo Molina a través de una directiva provisoria, que luego fue reelegida en 1979. El 5 de diciembre fueron aprobados su acta de fundación y sus estatutos ante el notario Álvaro Bianchi, y el 16 de enero de 1979 se le concedió la personería jurídica, en virtud del Decreto Nº 36.
Al ser creada la CORFUCH, hubo un informe de la Rectoría de la Universidad de Chile respecto a la situación de la rama de fútbol, cuyas conclusiones eran negativas: los azules tenían deudas por 1 700 000 dólares, lo que implicaba que para formar la corporación bajo el alero de la universidad era necesario, además, soportar un millonario ejercicio deficitario. Por lo tanto, desde el 1 de septiembre de 1980, la CORFUCH se desvinculó jurídica, administrativa y financieramente de la casa de estudios fundada por Andrés Bello, conservando de esta, únicamente, el nombre de «Universidad de Chile» y sus emblemas, en virtud de un comodato. No obstante lo anterior, el medio nacional y la Asociación Central de Fútbol (actual ANFP) siguieron reconociendo en la CORFUCH al Club Deportivo de la Universidad de Chile. Su denominación completa, en el plano deportivo, fue Club de Fútbol Profesional de la Universidad de Chile.

### Campeón de la Copa Polla Gol 1979
En 1979, bajo la dirección técnica de Fernando Riera, Universidad de Chile disputó el Campeonato de Apertura (actual Copa Chile), cuyo título fue la «Copa Polla Gol». El club se ubicó en el grupo 4, junto a Colo-Colo, Deportes Aviación, Audax Italiano, Santiago Morning y Ñublense. Luego de disputar partidos de ida y de vuelta, la «U» terminó en el segundo lugar de su grupo, con 16 puntos, clasificando a la siguiente ronda del torneo: en cuartos de final, el club enfrentó a Naval, empatando sin goles en el partido de ida y venciendo por 4-1 como visita, resultados que le permitieron llegar a semifinales. En aquella fase, enfrentó a Unión Española en un partido único, en el que el cuadro azul ganó por 2-1, accediendo a la final, en la que disputaría el título con su compañero de grupo y archirrival, Colo-Colo. El encuentro tuvo lugar la noche del 14 de abril de 1979, en el Estadio Nacional, con una asistencia de 74 111 espectadores y arbitraje de Alberto Martínez. A los tres minutos del cotejo, Atilio Herrera anotó para el cuadro albo, luego de un córner servido por Ramón Héctor Ponce. No obstante, luego de salidas profundas y pases en profundidad, la «U» logró el empate con gol de Luis Alberto Ramos, a los 18 minutos. Posteriormente, al minuto 34, se produjo un penal contra «El Mariscal» Quintano, el cual fue errado por Juan Soto, sin embargo, en la segunda etapa, un lateral servido por el «Lulo» Socías para Ramos, terminó en un tiro arrastrado y fuerte de Héctor Hoffens (51'), que marcó la victoria por 2-1 de Universidad de Chile, que se tituló campeón de la Copa Polla Gol. La formación titular de los azules para el partido fue la siguiente: en el arco Carballo; Ashwell, Quintano, Mosquera, Bigorra; Soto, Montenegro, Socías; Hoffens, Ramos y Puyol. Además, Luis Alberto Ramos fue el goleador del torneo, con 12 anotaciones.
En el campeonato nacional de 1979, el club terminó posicionado en el cuarto puesto, accediendo a la Liguilla Pre-Libertadores 1979. Compartió grupo con Cobreloa, Unión Española y O'Higgins, empatando con este último el primer lugar de la tabla (con cinco puntos), lo que obligó a un partido único de definición, en el que cayó la «U» por 0-1, quedando descartada su opción de llegar a la Copa Libertadores 1980.

## Años 1980: crisis institucional y descenso

### Subcampeón nacional y la Liguilla Pre-Libertadores de 1980
En 1980, junto con desvincularse por problemas financieros de la casa de estudios el 1 de septiembre, Universidad de Chile disputó el campeonato nacional, habiendo empatado con Cobreloa en el primer lugar de la tabla, con 44 puntos, en la penúltima fecha. En aquella, enfrentó a Lota Schwager en el Estadio Municipal Federico Schwager, encuentro que si lo ganaba el cuadro azul, lo convertía en campeón. Sin embargo, pese a ir venciendo la «U» por 1-0, al minuto 92, el árbitro Enrique Marín decretó un penal en favor de Lota Schwager, cuya ejecución realizada por Carlos González sepultó las aspiraciones de los azules por la corona nacional. El club terminó subcampeón del torneo, por detrás de Cobreloa, que se adjudicó el título.
Pese a lo anterior, la «U» disputó la Liguilla Pre-Libertadores 1980: venció por 1-0, tanto en la ida como en la vuelta, a Deportes Concepción; empató por 2-2 y 1-1 con Colo-Colo; y perdió por 0-3 como visitante y ganó por 1-0 como local a O'Higgins. El club universitario quedó en igualdad de ocho puntos con Colo-Colo, lo que implicaba un partido de definición entre ambos para la clasificación a la Copa Libertadores 1981. Este Superclásico tuvo lugar el 3 de enero de 1981, en el Estadio Nacional, con un público de 74 000 personas y arbitraje de Hernán Silva: durante los primeros 20 minutos, el cotejo se caracterizó por la mala entrega, producto del nerviosismo de ambos equipos, que luego fue superado con la generación de llegadas a los arcos contrarios. No obstante, un tiro libre de Vasconcelos (42') desequilibró el encuentro en favor del cuadro albo. En el segundo tiempo, con algunos cambios, el equipo azul logró reaccionar y, luego de una serie de rebotes, igualó las cifras con un tanto de Castec (60'), lo que aun así, le bastaba a los albos para clasificar. Posteriormente, a seis minutos del final, el árbitro Silva cobró penal en favor de Colo-Colo ante una supuesta mano de Ashwell. Sirvió Carlos Rivas, pero el portero Carballo desvió el disparo con los pies, para luego salir la «U» en contragolpe por intermedio de Hoffens, quien internado en el área colocolina, tocó a Salah que finiquitó con tiro seco a los 85 minutos: Universidad de Chile ganó por 2-1 y logró la clasificación para la Copa Libertadores 1981. La formación de los azules en aquel encuentro fue la siguiente: Carballo; Ashwell, Pellegrini, Quintano, Bigorra; Montenegro, Aránguiz (reemplazado por Mondaca) y Socías; Ramos (reemplazado por Hoffens), Castec y Salah, con Fernando Riera como entrenador.

### Problemas económicos
En 1981, en su novena participación en la Copa Libertadores, el club se ubicó en el grupo 5: empató sin goles y perdió por 0-1 con Cobreloa; perdió por 2-3 y empató 1-1 con Sporting Cristal; y ganó de visita por 1-2 y de local por 3-0 ante Atlético Torino. La «U» quedó en la tercera posición, con seis puntos, y quedó fuera del certamen continental. En tanto, en el torneo nacional, con nuevas incorporaciones como Miguel Ángel Gamboa y el brasileño Liminha, el equipo remató en la tercera posición, por detrás de Cobreloa y Colo-Colo, que fue campeón de la temporada. Además, pese a disputar la Liguilla Pre-Libertadores 1981, el club perdió su opción de acceder al torneo internacional, tras terminar en el segundo lugar de la tabla. En ese año, bajo la presidencia de Rolando Molina, la CORFUCH compró en Brasil, a través de la Inmobiliaria Deportiva Andrés Bello S.A., un conjunto de estructuras metálicas destinado a la construcción de un estadio que sería edificado en un terreno de siete hectáreas, ubicado en Américo Vespucio y Las Torres: este sería llamado «Estadio José Miguel Carrera», en honor al prócer chileno, e iba a tener una capacidad para 25 000 personas. Para recaudar fondos a fin de pagar los gastos de internación de las estructuras, que se retuvieron en el puerto de Iquique, se hicieron campañas y rifas entre los socios e hinchas, quienes compraron palcos, plateas y galerías; no obstante, el proyecto fracasó debido al aumento de las deudas en el club y a la crisis económica de 1982, permaneciendo las piezas del estadio en Iquique hasta su enajenación en la década de 1990.
En 1982, tras la negativa participación de la selección chilena en la Copa Mundial de España, Rolando Molina tomó el mando de la Asociación Central de Fútbol de Chile (ACF), mientras que Ambrosio Rodríguez fue designado presidente de la CORFUCH, cargo que asumiría de forma paralela a sus labores como procurador general de la República. En ese año, la «U» volvió a terminar en el tercer puesto de la tabla del campeonato nacional, al igual que en 1983.
En cuanto a la labor de Rodríguez al mando del club, esta no fue satisfactoria. Los sueldos no eran pagados en la fecha estipulada y eso provocaba el malestar entre los jugadores. Hubo hasta conatos de huelga, con el plantel negándose a jugar en algunos fines de semana. El 23 de julio de 1984 se produjo el primer quiebre en la corporación, con la renuncia de Gustavo Crisóstomo como integrante del Consejo Superior, por no compartir las políticas de Ambrosio Rodríguez al interior de la institución y argumentando que no se habían tomado medidas para solucionar los problemas económicos que afectaban cada vez más a la CORFUCH. En agosto de 1984, los dirigentes desmintieron los rumores de embargos a los bienes del club, mientras que Rodríguez descartó una posible intervención a la «U» por parte de la ACF, argumentando que todo estaba bajo control y que «la deuda histórica está renegociada y el ejercicio actual está financiado». Por lo tanto, para poder solventar al club económicamente, los dirigentes decidieron rebajar, en un porcentaje considerable, los sueldos de los integrantes del cuerpo técnico, así como el de muchos jugadores.

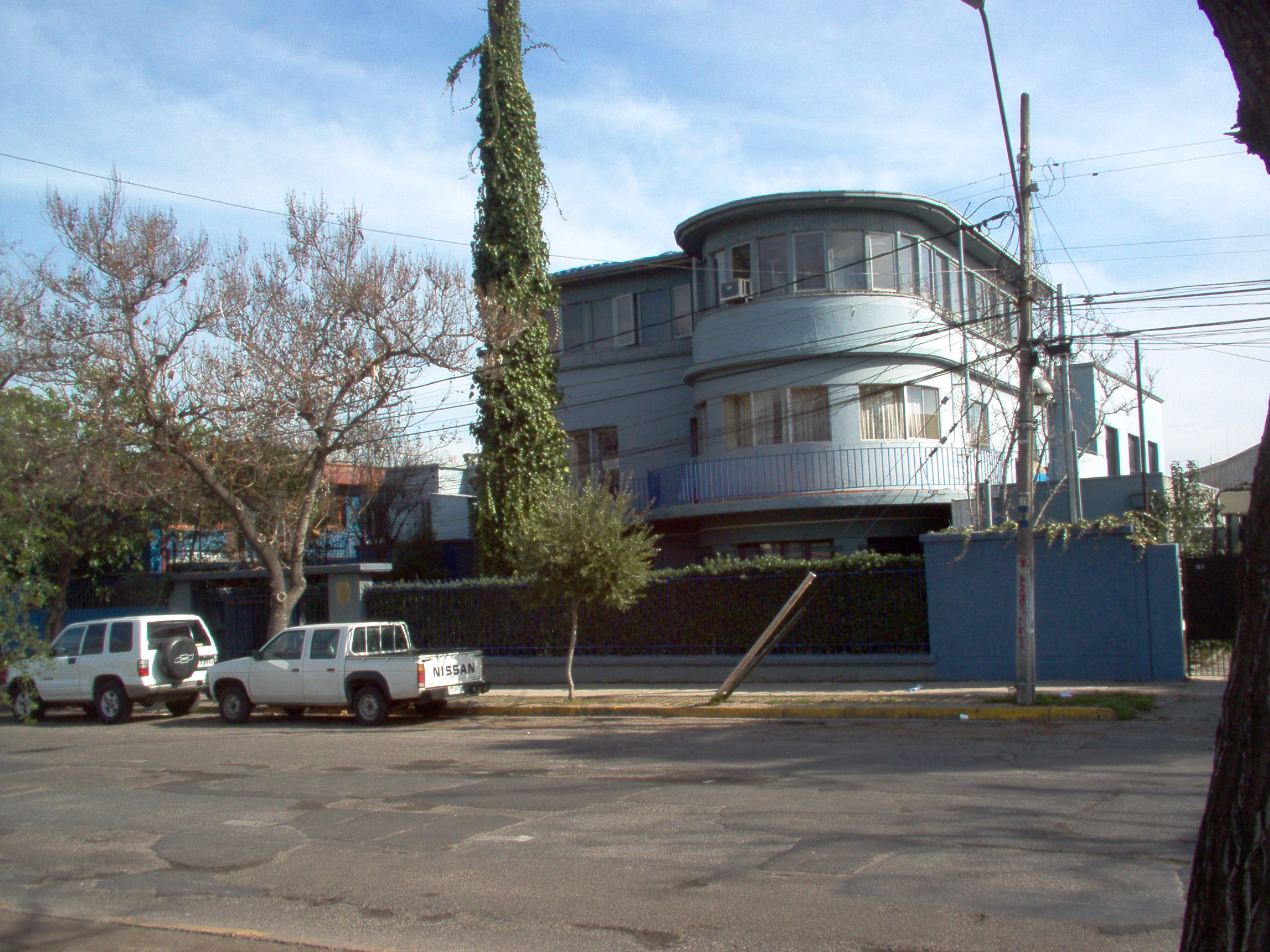
Exsede de la CORFUCH, en la comuna de Ñuñoa, Santiago de Chile.

Sin embargo, esta crisis económica no solo repercutió en la «U», sino también en la generalidad del fútbol chileno, la que tuvo que ser paliada gracias a aportes estatales, que también sirvieron para costear algunas incorporaciones. Además, bajo la gestión de Molina al frente de la ACF, la deuda de este organismo y de los clubes que lo integraban aumentó proporcionalmente diez veces: la deuda de los clubes a la ACF creció de 97 000 000 de pesos en 1978 a 907 000 000 millones en 1984; y la deuda de la ACF con el sector financiero creció de 21 000 000 a 873 000 000 de pesos en el mismo período. De las acreencias totales del fútbol chileno, el 43 % eran representadas por deudas de la CORFUCH, a quien la ACF sirvió de aval anteriormente.
En tanto, en el plano futbolístico, en el torneo nacional de 1984, Universidad de Chile disputó la Zona Sur, rematando quinto en la tabla y quedando descartada su opción de jugar la liguilla por el título.
En marzo de 1985, tras una serie de discusiones y renegociaciones, la intervención externa en la institución fue un hecho, formándose un nuevo directorio compuesto casi en su totalidad por representantes de los bancos acreedores. Rodríguez no tuvo salida y presentó su renuncia a la «U», siendo reemplazado por el doctor Julio Montt. La crisis institucional se tradujo en una caída en el rendimiento futbolístico del equipo, que terminó noveno de la tabla de posiciones del campeonato nacional de 1985 y octavo en el campeonato nacional de 1986, debido a la desmantelación del plantel, ya que figuras como Martín «Tincho» Gálvez, Carlos «Búfalo» Poblete, Mariano Puyol, Luis Mosquera y Luis Rodríguez fueron transferidos al fútbol mexicano, principalmente para pagar las deudas del club.
En 1987, Universidad de Chile mejoró su rendimiento en el torneo nacional tras finalizar en el quinto puesto de la tabla y acceder a la Liguilla Pre-Libertadores 1987, pese a terminar en el tercer lugar de ella y perder su opción de llegar a la cita continental.

### Descenso a Segunda División (1988)

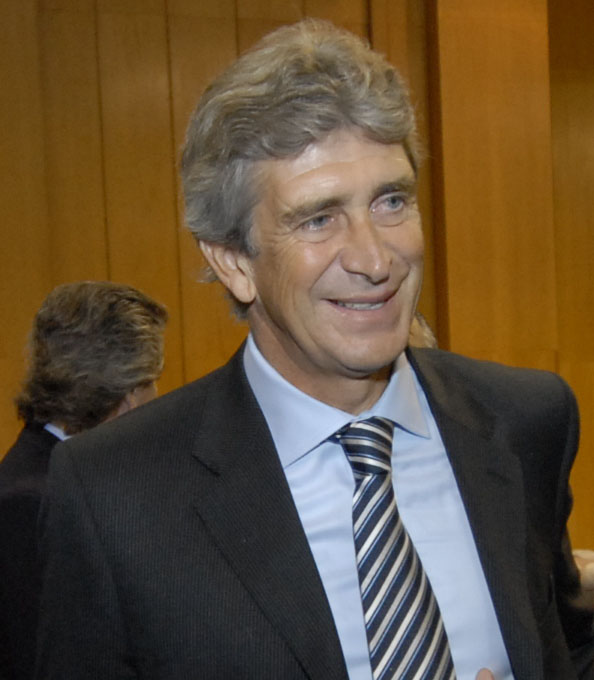
Manuel Pellegrini fue el entrenador de Universidad de Chile cuando este descendió por primera vez a Segunda División en enero de 1989.

En febrero de 1988, Universidad de Chile anunció la contratación del volante Jorge Pérez, quien sería el único refuerzo por aquel momento. Los resultados de la campaña anterior, en la que disputaron un cupo para la Copa Libertadores, daban argumentos para confiar en la calidad del equipo. Sin embargo, terminaron su vínculo con el club el portero Nicolás Villamil, el volante Orlando Mondaca y el delantero Eric Lecaros, mientras que el resto del plantel, dirigido por Alberto Quintano, continuó su preparación para disputar la Copa DIGEDER. En ella, el cuadro estudiantil culminó la primera fase con doce victorias, dos empates (que ganó en definición a penales) y cuatro derrotas. Anotó 46 goles y recibió 16. Pese a la buena campaña en esa ronda inicial, la «U» quedó eliminada en cuartos de final por Deportes Iquique.
En julio de 1988 comenzaron los primeros conflictos al interior del cuerpo técnico con la renuncia de Alberto Quintano por diferencias con la directiva del club, presidida por Waldo Greene. En esos últimos tres años, cuatro veces se repitió la misma operación en la dirección técnica de la «U»: Leonel Sánchez reemplazó a Luis Ibarra, Fernando Riera a Sánchez, Alberto Quintano a Riera, hasta que Manuel Pellegrini reemplazó a Quintano.
El club debutó en el campeonato nacional de 1988 con un empate a uno con Palestino. Luego, pese a mantener un invicto hasta la sexta fecha a medida que se desarrollaba el torneo, Pellegrini viaja a Londres a realizar un curso de Entrenador, dejando a cargo del equipo a su ayudante técnico, Carlos Urzúa. En septiembre perdió 0-1 con Everton, completando cinco fechas sin marcar un gol. Después sufrió una derrota en el Superclásico con Colo-Colo, tomando la situación otros ribetes después de una derrota con Unión Española, ya que al finalizar el partido, hinchas azules gritaron contra Pellegrini y apedrearon los automóviles de los jugadores. Al término de la primera rueda, tras una inapelable derrota por 5-0 ante Cobresal, en donde Waldo Greene declaró que "Da lo mismo perder por un gol que por varios", el equipo estaba en la parte inferior de la tabla de posiciones, con 12 puntos de un total de 30, mientras que más abajo se ubicaban Palestino, O'Higgins, Colo-Colo y Valdivia. En noviembre, cuando la campaña del equipo ya era mala, Pellegrini ignoró las peticiones de renuncia formuladas por la barra del club.
Finalmente, el 15 de enero de 1989, en la última fecha, con un marco de 15.079 espectadores en el Estadio Nacional, Universidad de Chile descendió por primera vez a Segunda División tras empatar 2-2 con Cobresal. Las cifras revelan que el club obtuvo en total 26 puntos de 30 partidos. Ganó siete encuentros, empató doce y perdió once. Anotó 26 goles y recibió 34, mientras que Unión Española y O'Higgins, que acompañaban al cuadro universitario en la tabla, sumaron igual cantidad de puntos, pero lo determinante estuvo en la diferencia de goles: menos siete contra menos ocho de la «U». El presidente Greene aceptó el fracaso y anunció que el club no apelaría para mantener la categoría. El descenso marcaría también el nacimiento espontáneo de la actual barra brava de la «U», Los de Abajo, sucesora de la barra oficial Imperio Azul.

### Ascenso a Primera División y campeón de Segunda División 1989
A inicios de 1989, con Mario Mosquera como nuevo presidente del club, Leonel Sánchez como ayudante de campo y Luis Ibarra como director técnico, Universidad de Chile disputó la Copa Coca-Cola DIGEDER, logrando dispares resultados y terminando en el tercer lugar del grupo B, con 24 puntos. Clasificaron a la segunda fase Universidad Católica y Colo-Colo, no obstante, previamente la «U» empató con ambos y los venció por lanzamientos penales, según la reglamentación del torneo.
El 25 de junio de 1989, el club debutó en Segunda División ante Curicó Unido, en el Estadio La Granja, con victoria del elenco local por 1-2. Los universitarios formaron con Eduardo Fournier al arco, José Díaz, Héctor Díaz, Horacio Rivas, Roberto Reynero, Marcelo Silva, Luis Musrri (reemplazado a los 87' por Pedro Pablo Díaz), Sandrino Castec, Héctor Hoffens, Marco Fajre (reemplazado a los 46' por Luis Valenzuela) y Cristián Olguín. Asistieron 8003 personas, arbitró Iván Guerrero y Pedro Pablo Díaz anotó el primer gol de la «U» en Segunda División.
El inicio de Universidad de Chile en el campeonato de Segunda División fue difícil, sin embargo, con el regreso de Orlando Mondaca y las incorporaciones de Severino Vasconcelos y Alejo Rodríguez, el equipo logró tomar el rumbo, logrando su primera victoria frente a Magallanes. Otros triunfos destacados fueron frente a General Velásquez y Deportes Temuco. La «U» terminó la primera fase con once partidos ganados, ocho empatados y tres perdidos.
Luego, el club accedió a la segunda fase y final, en el grupo de la Zona Sur, jugando diez partidos: ganó siete, empató dos y perdió uno. En el penúltimo partido de su grupo, el 14 de enero de 1990, tras vencer por 3-0 a Curicó Unido en el Estadio La Granja, la «U» logró definitivamente el liderato de la Zona Sur y ascendió a Primera División.
Finalmente, como líder del grupo de la Zona Sur, el cuadro azul disputó el título de Segunda División con Palestino, líder del grupo de la Zona Norte. El partido tuvo lugar el 27 de enero de 1990, en el Estadio Nacional: empataron 0-0 y, en definición a penales, con un 5-4, Universidad de Chile se adjudicó el trofeo. La formación de la «U» para aquel encuentro fue la siguiente: Fournier, Vásquez, Cisternas, Rivas, Reynero, Marcelo Silva (reemplazado a los 71' por Mondaca), Valenzuela, Vasconcelos, Olguín (reemplazado por Díaz), Fajre y Hoffens.

## Años 1990: la nueva «U»
En 1990, con Scania como su primer patrocinador oficial en la camiseta, Universidad de Chile volvió a disputar la Primera División, habiendo terminado en la undécima posición del campeonato nacional, mientras que en 1991, el club estuvo a punto de volver a descender a Segunda División, tras terminar en el decimocuarto lugar del torneo nacional y disputar la Liguilla de Promoción junto a Everton, Soinca Bata y Deportes Puerto Montt, asegurando la «U» y Everton su permanencia en la máxima categoría. Con un plantel renovado en aquellos años, destacaron Carlos Daniel Tapia, Martín Gálvez, Pedro Massacessi, Gabriel Díaz, Walter Fernández, José «Pepe» Castro y Franz «Otto» Arancibia, con Mariano Puyol como capitán del equipo. 
A fines de 1991, luego de realizadas las primeras elecciones democráticas en el club, desde su intervención por la dictadura militar, el médico René Orozco asumió la presidencia de la «U» en reemplazo de Rodrigo Norero. Su compromiso fue sanearla de la crisis deportiva y económica en la que se encontraba sumida y, con un proyecto de cinco años, entregó la responsabilidad de la dirección técnica a Arturo Salah, para realizar un trabajo a conciencia, como parte de un proceso que continuó Jorge Socías en 1994. En febrero de 1992, el club jugó la Copa Ciudad Viña del Mar, en cuya primera ronda venció por 4-1 a Santiago Wanderers y accedió a la final, en la cual derrotó por 3-1 a Everton, adjudicándose el título del torneo amistoso. En abril, bajo el patrocinio de Chilectra, el equipo cambió el color y diseño de su uniforme, pasando del azul rey a un azul marino, adoptando un estilo europeo. Para aquella temporada, el plantel sumó nuevas figuras: los argentinos Sergio Vargas y Ariel Beltramo, el paraguayo Rogelio Delgado, Luis Abarca, Eduardo Gino Cofré, entre otros, que permitieron a Universidad de Chile llegar al cuarto puesto del campeonato nacional y disputar la Pre-Liguilla Libertadores 1992. En ella enfrentó a Unión Española, venciéndolo de visita por 1-0, pero cayendo como local por 1-4. No obstante, como realizó una mejor campaña en el torneo nacional que Deportes Antofagasta y O'Higgins, que fueron eliminados en la Pre-Liguilla por Colo-Colo y Universidad Católica respectivamente, la «U» acompañó a estos últimos y a Unión Española a disputar la Liguilla Pre-Libertadores 1992, en partidos de todos contra todos en una sola rueda. Todos obtuvieron tres puntos, sin embargo, por diferencia de goles y goles a favor, Universidad de Chile y Universidad Católica definieron la clasificación, obteniendo el cuadro cruzado los pasajes para la Copa Libertadores 1993, tras derrotar al cuadro laico por 1-3.
En 1993, la «U» volvió a terminar en la cuarta posición del campeonato nacional y nuevamente accedió a la Pre-Liguilla Libertadores 1993. En ella venció por 3-0 y cayó por 0-1 frente a Unión Española, no obstante, logró llegar a la Liguilla Pre-Libertadores 1993, en la cual terminó con cuatro puntos que no le bastaron para clasificar a la Copa Libertadores 1994.

### Campeón después de 25 años y el segundo bicampeonato nacional
En 1994, Universidad de Chile participó en la Copa Chile, en el grupo 3, logrando positivos resultados, como un 4-0 frente a Unión Española y un 4-1 ante Colo-Colo. Clasificó como el mejor de su grupo, con 18 puntos, a la siguiente ronda, donde eliminó a Arturo Fernández Vial tras un 0-0 y un 4-0, para luego acceder a cuartos de final y golear de local por 5-0 y caer de visita por 1-3 frente a Regional Atacama. La «U» llegó a semifinales, sin embargo, tras empatar de visita por 3-3 ante O'Higgins, cayó de local con este por 1-2, quedando descartada su opción de llegar a la final del torneo. No obstante, el delantero Marcelo Salas, quien en ese año empezó a destacar, fue el goleador del torneo con 12 anotaciones, junto a Alejandro Glaría de Cobreloa.
El 7 de mayo de 1994, el club inició su campaña en el campeonato nacional derrotando por 5-0 a Provincial Osorno. Ocho días después venció a Colo-Colo por 3-1, y en la tercera fecha logró un 2-1 de visita ante Everton. Luego, mantuvo un rendimiento positivo en el torneo, sin embargo, el 29 de julio de 1994, Arturo Salah, entrenador del equipo, anunció que dejaba el cuadro azul para dirigir a Monterrey. En su reemplazo, Jorge Socías asumió la banca, debutando en la décima fecha con una derrota de 0-3 frente a O'Higgins en Rancagua. Pese a caer en una mala racha que incluyó una derrota de 0-1 frente a Universidad Católica, la «U» recuperó el rumbo en los últimos partidos de la primera rueda y luego, en la segunda rueda, logró triunfos como un 5-2 ante Unión Española, un 5-1 ante Deportes Antofagasta y un 4-2 de visita ante Cobreloa, siendo su primera victoria en la historia en Calama.
A cuatro fechas del final, Universidad de Chile y Universidad Católica, que se encontraban en igualdad de puntos en la cima de la tabla, disputaron el Clásico universitario, partido decisivo para la obtención del título: el 4 de diciembre de 1994, en el Estadio Nacional, con asistencia de 73 128 espectadores y arbitraje de Carlos Robles, la «U» venció, en un violento encuentro, por 1-0 al cuadro cruzado, con anotación del «Matador» Salas al minuto 80.

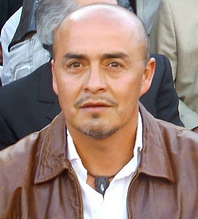
Luis Musrri fue el jugador y capitán que disputó más partidos por la «U».

Finalmente, tras derrotar a Rangers y a Coquimbo Unido, el club tuvo que enfrentar al descendido Cobresal, a quien debía ganar o al menos empatar para lograr el campeonato, ya que una derrota lo obligaba a jugar con Universidad Católica un partido definitorio el 21 de diciembre, en el Estadio Nacional. El encuentro entre azules y mineros tuvo lugar el 18 de diciembre de 1994, en el Estadio El Cobre de El Salvador, con un marco de 11 563 asistentes y arbitraje de Salvador Imperatore, quien dio el pitazo inicial a las 17:00 horas. Pese a ir cayendo por 0-1 con cabezazo de Adolfo Ovalle (52'), la «U» se repuso, hasta que el juez cobró una falta penal contra Salas que Patricio Mardones (77') convirtió en gol: Universidad de Chile empató 1-1, alcanzó 49 puntos en total y, tras 25 años sin títulos nacionales, se adjudicó por octava vez en su historia el campeonato nacional. La «U» formó en ese partido con Sergio Vargas; Cristián Castañeda, Ronald Fuentes, Rogelio Delgado, Fabián Guevara; Luis Musrri (reemplazado por Marcelo Jara a los 60'), Patricio Mardones, Esteban Valencia (reemplazado por Víctor Hugo Castañeda a los 72'), Raúl Aredes; Marcelo Salas y Juan Carlos Ibáñez.
Además, el club marcó en ese año su regreso a las competencias internacionales: tras definir con O'Higgins y vencerlo por 1-0, clasificó a la Copa Conmebol 1994, torneo internacional que disputó en noviembre y diciembre. En octavos de final, Universidad de Chile eliminó a Oriente Petrolero venciéndolo por 4-1 como local y por 5-0 como visita. Luego, en cuartos de final, cayó en Buenos Aires por 0-1 ante San Lorenzo de Almagro, pero lo derrotaría por 3-1 en Santiago, resultado que le permitió llegar a semifinales, ronda en la cual, la «U» fue eliminada tras caer por 2-0 y empatar a un gol con Peñarol.
En 1995, con la incorporación de los defensas Miguel Ponce y del argentino Cristian Traverso, Universidad de Chile jugó en febrero y marzo la Copa Libertadores 1995 en el grupo 3, junto a Universidad Católica, Millonarios y Atlético Nacional. Tras terminar en el último lugar de los cuatro junto con Universidad Católica, la «U» disputó con esta un partido de definición para acceder a la siguiente ronda, en el que cayó por 1-4, quedando fuera de la copa.
En tanto, el torneo nacional fue iniciado de manera positiva por el club, pese a caer en la primera rueda frente a Colo-Colo y Universidad Católica. Sin embargo, Universidad de Chile logró consolidarse como invicto en toda la segunda rueda, ayudado por la incorporación de Leonardo Rodríguez, y el 3 de diciembre de 1995, en la última fecha, se tituló campeón tras derrotar en el Estadio Nacional a Deportes Temuco por 2-0, con anotaciones penales de Mardones y Rodríguez, logrando con ello su segundo bicampeonato. Además, en su calidad de campeón chileno de 1994, enfrentó al campeón argentino del Torneo de Clausura 1995, San Lorenzo de Almagro, por la Copa Trasandina: en partidos de ida y vuelta, la «U» venció por 4-0 en el Nuevo Gasómetro y por 2-1 en el Estadio Nacional, adjudicándose finalmente el título del torneo amistoso internacional, el 31 de octubre de 1995.

### Semifinalista de la Copa Libertadores 1996
En 1996, de la mano del entrenador argentino Miguel Ángel Russo, Universidad de Chile, en su condición de campeón nacional de 1995, disputó la Copa Libertadores de América debutando el 13 de marzo en el grupo 4: el club derrotó a Universidad Católica por 2-0 como local y rescató un empate de 0-0 como visitante; venció por 2-0 a Corinthians en casa, aunque cayó en São Paulo por 3-1; y ante Botafogo logró una victoria por 2-1 en Santiago y una derrota por 3-1 en Río de Janeiro. La «U» obtuvo diez puntos, logró el segundo lugar de su grupo y accedió a la segunda ronda.
En octavos de final, Universidad de Chile enfrentó a Defensor Sporting de Uruguay, derrotándolo por 3-2, el 30 de abril, en el Estadio Nacional, mientras que en Montevideo, el 9 de mayo, el cuadro universitario cayó por 1-2, resultado que obligó a ambos equipos a la definición a penales: la «U» abrochó la llave a la siguiente fase con un 7-6, consagrando al portero Sergio «Superman» Vargas como figura del cotejo.
En cuartos de final, el club jugó contra Barcelona S. C. de Ecuador, venciéndolo por 2-0 como local, el 16 de mayo, y empatando 1-1 de visita, el 22 de mayo, alcanzando por segunda vez en su historia el paso a semifinales en el certamen internacional. En aquella instancia, la «U» enfrentó a River Plate de Argentina: el 5 de junio, empataron a dos goles en el Estadio Nacional, con anotaciones de Valencia y Salas para los azules, sin embargo, el 12 de junio, Universidad de Chile perdió su opción de llegar a la final tras caer por 0-1 en el Estadio Monumental, en Buenos Aires, con un criticado arbitraje de Alfredo Rodas.
En tanto, en el torneo nacional, tuvo una irregular campaña, en donde cedió bastantes puntos como local, perdiendo ante equipos como Huachipato, Santiago Wanderers, Deportes Antofagasta y sus clásicos dos rivales, rematando en el quinto lugar, con 47 puntos. Y en la Liguilla Pre-Libertadores 1996, la «U» enfrentó en semifinales a Universidad Católica, cayendo tanto en la ida como en la vuelta por 1-2 y 2-5, respectivamente, desechando su posibilidad de acceder a la Copa Libertadores del año venidero.

### Año 1997
En 1997, con la novedad de dos campeonatos nacionales de una rueda cada uno, Universidad de Chile disputó el Torneo de Apertura con la llegada a la dirección técnica de Roberto Hernández y las incorporaciones de Ricardo Rojas, Clarence Acuña, Rodrigo Barrera y el paraguayo Richart Báez, sumando las bajas de Marcelo Salas, adquirido por River Plate, y de Leonardo Rodríguez. Pese a efectuar una campaña positiva, con ocho victorias, seis empates y una derrota, la «U» solo alcanzó el tercer puesto de la tabla, con 30 puntos, por detrás de Colo-Colo y Universidad Católica, que alcanzaron 37 puntos.
En el Torneo de Clausura 1997, con la llegada de Pedro «Heidi» González, la «U» no corrió mejor suerte, ya que remató en la cuarta posición del campeonato, con 26 puntos, asegurando Colo-Colo, Universidad Católica y Audax Italiano los primeros lugares. No obstante, Richart Báez se convirtió en el goleador de aquel torneo, con 10 anotaciones, junto a Rubén Vallejos de Deportes Puerto Montt.
El club también disputó, en agosto y septiembre, la Copa Conmebol 1997: en la primera ronda enfrentó a Colón, derrotándolo por 2-1 en Santiago y cayendo por el mismo marcador en Santa Fe. Sin embargo, al definir a penales el paso a la segunda ronda, la «U» cayó por 2-3 y quedó fuera del torneo internacional.

### Campeón de la Copa Apertura 1998 y subcampeón nacional
En 1998, con AdeS como su cuarto patrocinador, Universidad de Chile disputó la Copa Apertura (actual Copa Chile), compartiendo el grupo 2 junto a Rangers, Colo-Colo y Santiago Wanderers: la «U», con 13 puntos, consiguió el liderato del grupo y la clasificación a la siguiente ronda, tras haber cosechado cuatro victorias, un empate y una derrota. En semifinales, los azules vencieron en la ida a La Serena por 3-0 y empataron en la vuelta por 2-2. Accedieron a la final y en ella enfrentaron a Audax Italiano: en el partido de ida, el 28 de marzo, empataron a un gol en el Estadio Nacional, y en el partido de vuelta, el 1 de abril en el Estadio Santa Laura, pese a una invasión de los hinchas a la cancha en el minuto 81, Universidad de Chile se impuso por 2-0, con goles de Esteban Valencia (5') y Edison Mafla (8'), y se tituló campeón del Torneo Apertura 1998. En principio, esto hacía clasificar al club a la Copa Conmebol 1998, pero como la «U» jugó ese mismo año la Copa Mercosur, Audax Italiano tomó su cupo para dicho torneo.
En la Copa Mercosur, Universidad de Chile jugó su primera edición, ubicándose en el grupo B, junto a Palmeiras, Nacional e Independiente. El cuadro universitario cumplió una campaña negativa tras sufrir cinco derrotas y lograr un solo triunfo, cosechando únicamente tres puntos y quedando último en el grupo, lo que significó su eliminación de la cita internacional.
Y en el campeonato nacional, con el retiro de Víctor Hugo Castañeda, el retorno de Leonardo Rodríguez y el arribo al equipo del delantero peruano Flavio Maestri y de los defensas Rafael Olarra y Mauricio Aros, la «U», con la Copa Mundial de Francia de por medio, logró cimentar una buena campaña en la cual sumó 63 puntos, con 18 triunfos, 9 empates y 3 derrotas: estuvo a punto de arrebatarle el título a Colo-Colo gracias a una Segunda Rueda en que terminó invicto, más el cuadro albo venció a Deportes Iquique en la última fecha, coronándose campeón con un punto de ventaja sobre los azules. Sin embargo, el «Heidi» González se convirtió en el máximo anotador del torneo, con 23 goles. Finalmente, en diciembre, los azules disputaron la Liguilla Pre-Libertadores 1998, habiendo derrotado en semifinales por 3-1, en la ida, y por 1-0, en la vuelta, a Deportes Concepción; no obstante, tanto en la final de ida como en la de vuelta, empataron 0-0 con Universidad Católica: la llave del Clásico Universitario se definió a penales, cayendo el cuadro laico por 2-4, lo que significó perder su opción de clasificar a la Copa Libertadores 1999.

### El campeonato nacional de 1999

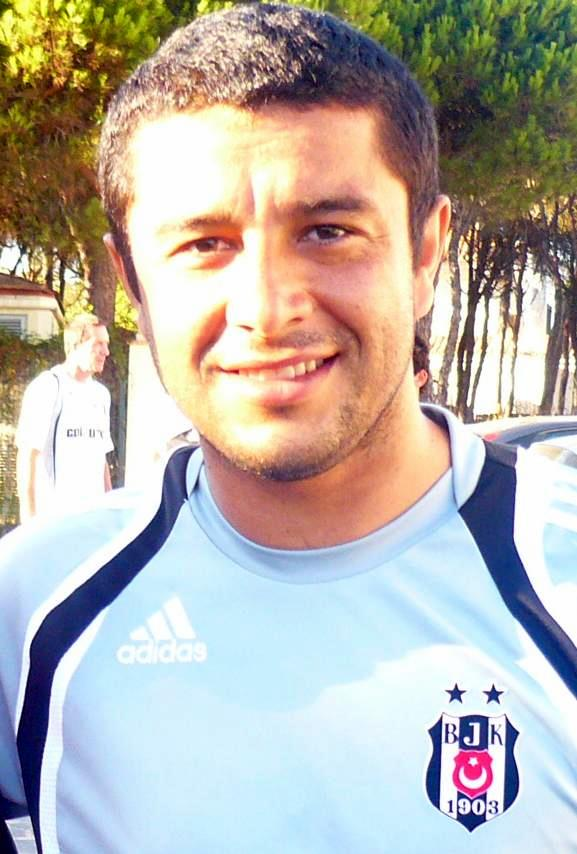
Rodrigo Tello debutó en 1999 y se consolidó como uno de los mejores canteranos formados en la «U».

En 1999, luego de una frustrada participación del equipo en la Copa Ciudad de Santiago, Roberto Hernández fue reemplazado en la dirección técnica por César Vaccia, quien era entrenador de las divisiones inferiores del club. Con el debut de canteranos como Johnny Herrera, Alex Von-Schwedler, Sebastián Pardo y Rodrigo Tello, Universidad de Chile disputó el campeonato nacional, el cual tuvo la novedad de dividirse en dos etapas para los 16 equipos participantes: en la etapa inicial, jugada en dos rondas de ida y vuelta, los primeros ocho equipos clasificarían al octagonal o liguilla por el campeonato, mientras que el resto de los equipos jugarían en el octagonal o liguilla por la permanencia. En la primera etapa, Universidad de Chile jugó su primer partido frente a Cobreloa, al que derrotó por 2-1. Luego, en la segunda fecha, enfrentó a Colo-Colo en el Superclásico, cayendo por 2-5. Sin embargo, a partir de la tercera fecha hasta el final de la primera etapa, la «U» cosechó 28 partidos seguidos sin perder, obteniendo 13 triunfos consecutivos desde la duodécima fecha hasta la vigesimocuarta fecha, terminando en la primera posición de la tabla con 75 puntos. Uno de los partidos más destacados fue contra Cobresal, en el El Salvador, cuando hasta los 67' del duelo el marcador favorecía por 3-0 a los nortinos; no obstante, a los 88', Cristián Mora cerró un emocionante empate a tres. También destacaron los partidos frente a Deportes Iquique, en el Estadio Tierra de Campeones, cuando González y Tello transformaron en victoria un duelo que hasta los 68' era derrota; el empate a un gol, en el último minuto, por Emiliano Rey en el Clásico Universitario; el triunfo por 5-4 frente a O'Higgins, en el que Universidad de Chile dio vuelta el marcador en los últimos 18 minutos, después de ir abajo por 2-4; y la goleada por 5-0 ante Palestino, que acabó con el récord de Cobreloa, que en 1992 completó 26 fechas sin perder. Por otro lado, en mayo de 1999, el club enfrentó en el Estadio Nacional a la escuadra italiana Lazio, en la que se desempeñó Marcelo Salas, en un partido amistoso por la Copa Cirio: este terminó empatado 1-1, no obstante, Universidad de Chile se impuso en penales por 5-4, adjudicándose el trofeo.
A mediados de año, el club jugó la Copa Mercosur, ubicándose en el grupo E junto a Olimpia, Flamengo y Colo-Colo: la campaña fue adversa para la «U», que sumó cuatro puntos, obteniendo un triunfo, un empate y cuatro derrotas, contándose un 0-2 contra su archirrival y un 0-7 contra Flamengo, en el Estadio Maracaná, que significó la peor derrota a nivel internacional en la historia del cuadro universitario, que quedó fuera del torneo.
Pese al mal desempeño en la cita internacional, Universidad de Chile empezó positivamente el octagonal por el campeonato o etapa final, con cinco partidos como invicto. Finalmente, el 4 de diciembre de 1999, a dos jornadas del final del torneo, el club se tituló campeón por décima ocasión en su historia, tras empatar sin goles ante Santiago Morning en el Estadio Nacional. La oncena titular de los azules en ese encuentro fue la siguiente: Roberto Rojas; Cristián Castañeda, Ronald Fuentes, Rafael Olarra, Mauricio Aros; Luis Musrri, Clarence Acuña, Esteban Valencia, Leonardo Rodríguez; Pedro González y Flavio Maestri. La «U» terminó el octagonal con 47 puntos y, sumando los duelos tanto de la etapa inicial como de la etapa final, cosechó el récord de 33 partidos consecutivos sin perder en un campeonato nacional de Primera División, racha que actualmente no es superada por equipo chileno alguno.

## Años 2000: la quiebra y la llegada de Azul Azul S.A.

### Campeón de la Copa Apertura 2000 y el tercer bicampeonato nacional
En el año 2000, con la incorporación del delantero argentino Diego Rivarola, Universidad de Chile disputó la Copa Apertura ubicándose en el grupo 1 junto a Unión Española, Deportes Concepción y O'Higgins. En esa primera ronda cosechó dos empates y cuatro triunfos, logrando el liderato del grupo, con 14 puntos, y el paso a semifinales. En aquella ronda, también en un único partido, la «U» jugó en el Estadio Nacional el Superclásico con Colo-Colo, derrotándolo por 3-1. Y en la final, el 11 de mayo, el club enfrentó en un único partido a Santiago Morning en el Estadio Nacional, con una asistencia de 13 529 espectadores y arbitraje de Carlos Robles: los noventa minutos reglamentarios terminaron con empate a un gol (Clarence Acuña a los 25' y Fernando Martel a los 54'), no obstante, en la prórroga, la «U» se impuso con un gol de oro de Acuña al minuto 118 y se adjudicó el título del Torneo de Apertura de 2000 en calidad de invicto. Los azules formaron en ese partido con: Vargas; Rojas, Fuentes, Olarra; Arancibia, Acuña, Galdames, Aros; Tello; Rivarola (reemplazado por Barrera a los 71') y Gónzalez, con César Vaccia como director técnico.
Paralelamente, como campeón de torneo de 1999, el club disputó la Copa Libertadores 2000 enfrentando a River Plate, a Atlas y a Atlético Nacional en el grupo 4: la «U» cayó de visita por 1-3 y empató 1-1 con los argentinos como local; empató sin goles en México y derrotó en Chile por 3-2 al cuadro azteca; y goleó en Santiago por 4-0 y perdió afuera por 1-4 frente al club colombiano. Logró ocho puntos, pero por diferencia de goles (más tres de Atlas) quedó fuera del torneo americano. Además, Universidad de Chile jugó la Copa Mercosur 2000, ubicándose en el grupo 1 junto a River Plate, Flamengo y Vélez Sarsfield: la campaña también fue negativa, obteniendo solo un punto de seis partidos disputados, lo que significó la eliminación del club de la competencia internacional.

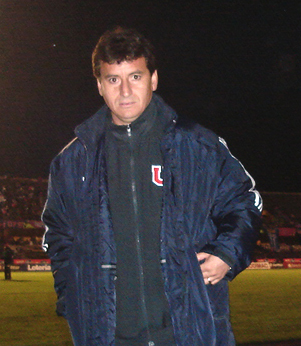
Pedro González, goleador nacional en el campeonato de 1998 y de 2000, con 23 y 26 anotaciones, respectivamente.

En tanto, en abril, el torneo nacional fue iniciado de manera irregular por la «U» en las tres primeras fechas, con un empate y dos caídas. Sin embargo, el club se repuso a partir de la cuarta fecha y no conoció la derrota hasta terminada la primera ronda. La racha continuó durante la segunda ronda hasta la decimoctava fecha, en la que perdió por 1-3 frente a Palestino; no obstante, el invicto de 14 partidos le permitió al equipo consolidarse en la cima de la tabla. Finalmente, el 26 de noviembre de 2000, a cuatro fechas del término del campeonato, con un público aproximado de 60 000 espectadores en el Estadio Nacional y arbitraje de Carlos Chandía, Universidad de Chile se adjudicó su undécimo título y a su vez su tercer bicampeonato, tras empatar 1-1 con Santiago Wanderers con anotaciones de Reinaldo Navia (20') y de Rodrigo Tello (48'). El cuadro campeón formó en aquella oportunidad con: Vargas; Rojas, Von-Schwedler, Fuentes, Olarra; Galdames, Musrri, Aros, Tello; Rivarola (reemplazado por Rodríguez a los 90') y González, con César Vaccia en la dirección técnica. El club finalizó la temporada con 61 puntos, habiendo consagrado su primer doblete en el fútbol chileno y, además, el «Heidi» González se consagró como goleador del campeonato con 26 anotaciones.

### Años 2001-2003
En 2001, con LG como nuevo auspiciador, Universidad de Chile incorporó a sus filas al volante chileno David Pizarro, proveniente de Udinese, sin embargo, jugadores como Clarence Acuña, Ronald Fuentes, Leonardo Rodríguez y Rodrigo Tello finalizaron su vínculo con la institución, mientras que Luis Musrri fichó en Yunnan Hongta de China. Luego de haber vencido a Universitario de Deportes en la Noche Azul, por un marcador de 4-0, en febrero, gracias a la obtención del título nacional del año anterior, en febrero, la «U» disputó la Copa Libertadores 2001 compartiendo el grupo 2 con Palmeiras, Cerro Porteño y Sport Boys. Sin embargo, el club cumplió una mala campaña tras caer ante Cerro Porteño en Santiago y en Asunción por 0-2 y por 0-6, respectivamente; vencer por 2-0 en Callao y empatar a un gol en Santiago frente a Sport Boys; y perder ante Palmeiras por 1-2 en São Paulo y por el mismo marcador como local. Universidad de Chile logró solo cuatro puntos, quedando tercero en el grupo y eliminada su opción de avanzar a las siguientes fases del torneo.
En el campeonato nacional, el club estrenó una nueva camiseta que, como novedad, incluyó el color rojo en las mangas, mientras que el tradicional uniforme blanco de recambio fue cambiado, por primera vez en su historia, a uno de color rojo, cuya camiseta incluía las mangas de color azul al igual que la «U» en el pecho, es decir, con los colores invertidos del uniforme titular de aquella temporada, en la cual, pese a cumplir un positivo primer semestre, perdió la posibilidad de lograr el tricampeonato, luego de obtener irregulares resultados en la segunda ronda y terminar en la tercera posición de la tabla, con 57 puntos, detrás de Universidad Católica y Santiago Wanderers, que se proclamó campeón. Y en diciembre, Universidad de Chile jugó la Liguilla Pre-Libertadores 2001: en las semifinales enfrentó a Palestino, cuyo primer partido, con un marcador parcial de 0-1 a favor del cuadro árabe, se suspendió a los 51' por incidentes, retomándose el resto al día siguiente. En el partido de vuelta, la «U» logró remontar ganando por 3-1, accediendo a la final ante Cobreloa: en Calama empató 4-4, pero en Santiago, tras igualar a un gol durante los 90 minutos, Fernando Cornejo anotó a los 107' de la prórroga el gol de oro que eliminó las posibilidades de los azules de clasificar a la Copa Libertadores 2002.
Además, en ese año, la «U» disputó la última versión de la Copa Mercosur, enfrentando en el grupo 5 a Grêmio, a Palmeiras y a River Plate, cumpliendo una discreta campaña: venció en Santiago por 2-1 y cayó en Brasil por 0-4 ante Palmeiras; cayó como visitante por 0-2 y empató como local por 1-1 ante Grêmio; y perdió sus dos partidos tanto en casa como afuera por 0-3 ante River Plate. El cuadro universitario obtuvo cuatro puntos, terminó último en la tabla y quedó eliminado del torneo internacional.
En 2002, retomándose la modalidad de dos torneos cortos en el año como en 1997, aunque esta vez con la modalidad de eliminación directa o play offs, Universidad de Chile fichó a los argentinos Luis Rueda y Darío Cabrol, reincorporó a Luis Musrri y posibilitó el debut del delantero chileno Mauricio Pinilla, formado en la cantera universitaria. Además, Víctor Hugo Castañeda, exjugador del club, asumió la dirección técnica del equipo. En el Torneo de Apertura 2002, no obstante enfrentar a todos los equipos de la división de honor, la «U» se ubicó en el grupo C, junto a Rangers, Cobreloa y Deportes Concepción. De la suma de puntos, obtuvo 25 unidades, clasificando como el primero de su grupo a la ronda eliminatoria de ida y vuelta, en la cual, si ambos equipos rivales ganaban un partido, sin considerar los goles de visita, definían a través de un gol de oro, y si la igualdad persistía, lo definían por penales: Universidad de Chile enfrentó a Unión San Felipe, habiendo caído en su partido de ida por 1-2, pero goleando en la vuelta por 6-1, en cuyo tiempo suplementario, Luis Rueda anotó el gol de oro (106') que permitió a los azules acceder a cuartos de final. En aquella fase enfrentó a Santiago Wanderers, empatando 3-3 en el duelo de ida, pero venciéndolo por 2-1 en el de vuelta, resultado que le permitió a la «U» llegar a semifinales, definiendo con Universidad Católica el acceso a la final. No obstante, tras igualar por un marcador de 3-3 en el partido de ida, en la vuelta Universidad de Chile cayó por 1-2, perdiendo su opción de llegar a la final del torneo nacional.
En agosto de 2002, Universidad de Chile jugó la Liguilla Pre-Sudamericana 2002 cuyo objetivo fue la obtención de dos cupos para acceder a la primera edición de la Copa Sudamericana. En la liguilla, la «U» enfrentó a Deportes Concepción por eliminación directa a partido único: empataron 2-2, habiendo conservado el mismo marcador en la prórroga, pero en penales el cuadro universitario cayó por 4-5, quedando marginada su posibilidad de acceder al torneo sudamericano.
En el Torneo de Clausura 2002, el club se situó en el grupo D junto a Santiago Wanderers, Unión Española y Unión San Felipe, habiendo logrado el liderato con 30 puntos luego de una regular campaña. En la ronda eliminatoria dejó en el camino a Palestino tras vencerlo por 4-3 en la ida y por 4-2 en la vuelta. Luego, en cuartos de final, los azules igualaron sus dos partidos con Huachipato por 2-2 y por 1-1, pero accedieron a la siguiente fase por convertir más goles como visitantes. Sin embargo, en semifinales, tras empatar sin goles en la ida con Universidad Católica, volvieron a caer ante los cruzados en la vuelta, por 0-1, quedando eliminados del torneo.
En 2003, Universidad de Chile integró a sus filas al exseleccionado colombiano Faustino Asprilla y reincorporó a Diego Rivarola. No obstante, jugadores históricos como Sergio Vargas, Cristian Castañeda y Pedro González finalizaron su vínculo con la institución. En el Torneo de Apertura 2003, el equipo cumplió una irregular campaña, con solo cuatro victorias, ubicándose con 20 puntos en la segunda posición del grupo 2, detrás de Deportes Puerto Montt y habiendo clasificado a play offs como noveno en la tabla general. En octavos de final, sin embargo, luego de empatar en Santiago por 0-0 con Universidad de Concepción, la «U» cayó por 3-4 en Concepción, con gol de oro en la prórroga, quedando fuera del campeonato.
Luego, en julio de 2003, el club disputó la Liguilla Pre-Sudamericana 2003, jugada por eliminación directa: en la primera ronda venció por 5-1 a Deportes Arica, pero en la segunda ronda perdió frente a Deportes Antofagasta por 1-2, eliminando con ello su opción de participar en la Copa Sudamericana 2003.
Y en el Torneo de Clausura 2003, Universidad de Chile volvió a efectuar una campaña irregular, clasificando a play offs como líder del grupo A, con 23 puntos, seguido de Cobreloa, Huachipato y Deportes Temuco. No obstante, en octavos de final, el cuadro universitario cayó por 2-3 en Calama y por 1-3 en Santiago ante Cobreloa, siendo eliminado del torneo, sumando la renuncia de Víctor Hugo Castañeda de la dirección técnica y cerrando nuevamente un mal año en el plano deportivo. Además, en el plano institucional, la Tesorería General de la República solicitó a fines de diciembre la quiebra de la CORFUCH ante el Séptimo Juzgado Civil de Santiago por deudas impositivas de alrededor de 5400 millones de pesos que el club mantenía con el Fisco de Chile, acción que despertó las críticas del presidente de la «U», René Orozco, quien la calificó como «una maniobra sucia» contra el club, argumentando además que «la deuda es buena parte producto de leyes mal interpretadas. Hay un DFL 1 vigente que dice que las primas y premios no pagan impuestos...» y concluyendo que Universidad de Chile superaría ese difícil momento.

### Campeón del Torneo de Apertura 2004

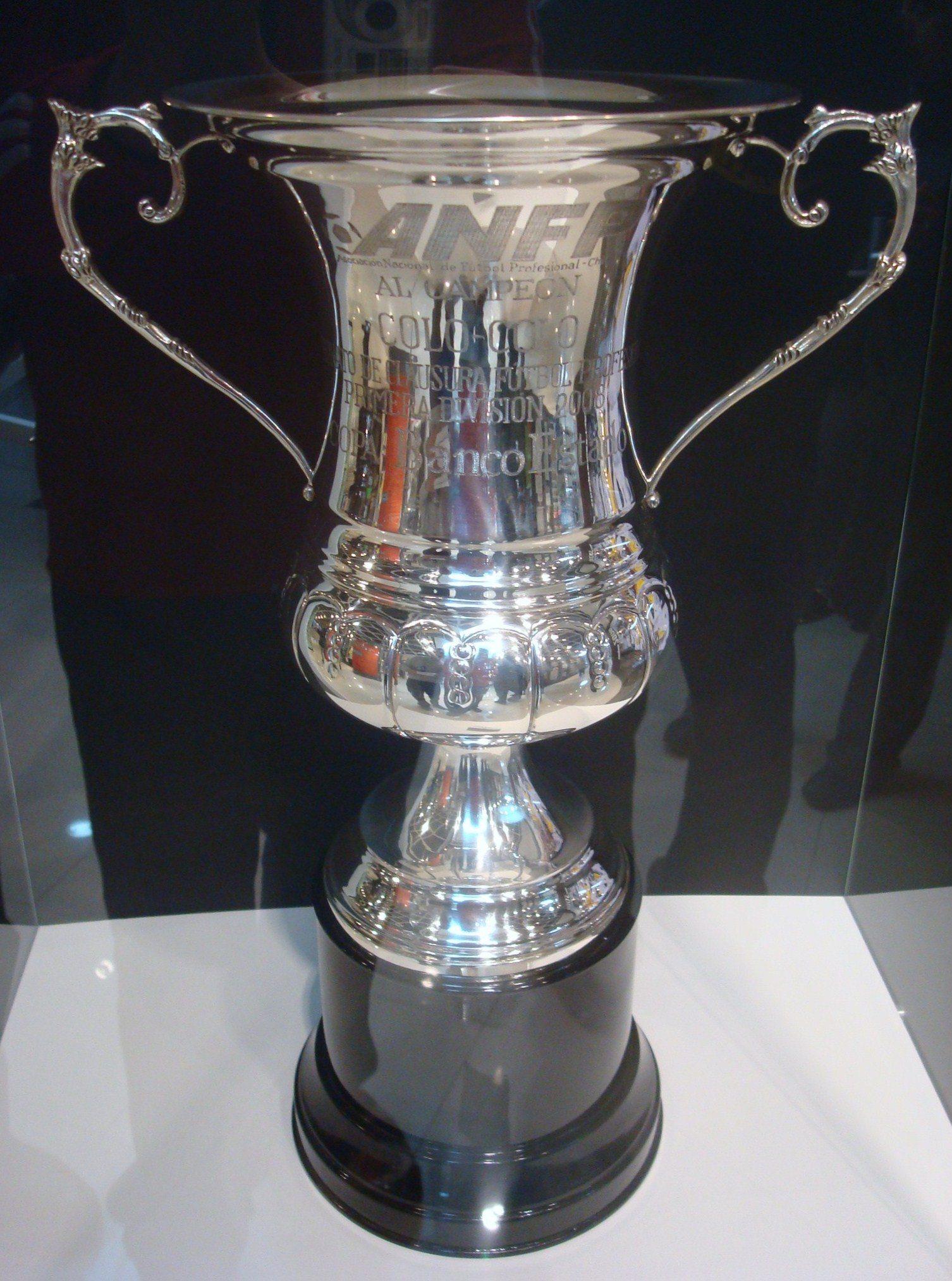
La «U» se coronó campeón del Torneo de Apertura 2004, luego de vencer por definición a penales al campeón defensor Cobreloa, en el Estadio Municipal de Calama.

En 2004, con Héctor Pinto como nuevo entrenador del equipo y con la llegada de los delanteros Marco Olea y el argentino Sergio Gioino, Universidad de Chile ganó en febrero la Copa Gato-Viña del Mar y debutó en el Torneo de Apertura 2004 goleando a Colo-Colo por 4-0, para luego cumplir una aceptable campaña, pese a finalizar en el segundo puesto del grupo 4, con 30 puntos, por detrás de Santiago Wanderers que obtuvo 36 puntos. En la fase eliminatoria, que no consideró los goles de visita, la «U» cayó por 1-3 en la ida y empató 1-1 en la vuelta ante Unión Española; sin embargo, clasificó a la siguiente ronda como el segundo mejor perdedor de las seis llaves eliminatorias. En cuartos de final enfrentó a Universidad de Concepción, venciéndolo por 1-0 en Santiago, pero perdiendo en Concepción por 0-2 en los 90 minutos: como la serie terminó igualada, independientemente de la diferencia de goles, el paso a la siguiente fase por parte de los azules tuvo lugar gracias a un gol de oro anotado a los 116' del tiempo suplementario por Sergio Gioino. En semifinales, el cuadro universitario jugó contra Santiago Wanderers igualando 1-1 en la ida con gol de Rivarola (25') y venciendo por 2-0 en la vuelta con anotaciones de Marco Olea (70') y de Cristián Muñoz (90'), lo que le permitió clasificar a la final del campeonato contra Cobreloa: el partido de ida se disputó el 23 de junio de 2004 en el Estadio Nacional, con una asistencia de 40 000 espectadores y arbitraje de Rubén Selman, igualando ambas escuadras sin goles. Y el 27 de junio de 2004, en el Estadio Municipal de Calama, con un marco de 18 000 asistentes y arbitraje de Carlos Chandía, tuvo lugar el partido final de vuelta: tras una anotación de Luis Fuentes a los 35' para los naranjos, Esteban González marcó a los 52' un autogol, dejando igualado el encuentro y obligando a jugar dos tiempos suplementarios de 15 minutos en los que no hubo goles. Y en la definición a penales, Universidad de Chile terminó ganando por 4-2, adjudicándose la copa del Torneo de Apertura 2004, su primer título correspondiente a los torneos cortos de la Primera División y el decimosegundo en su historia. La «U» formó en aquel encuentro con: Johnny Herrera; Manuel Iturra (reemplazado a los 60' por Marco Olea), Arnaldo Espínola, Adrián Rojas, José Rojas; Víctor Cancino, Luis Musrri (reemplazado a los 77' por Mauricio Tampe), Christian Martínez, Nelson Pinto; Diego Rivarola (reemplazado a los 109' por Cristián Muñoz) y Sergio Gioino; todos bajo la dirección técnica de Héctor Pinto. Por otro lado, a nivel dirigencial, la CORFUCH presentó ante tribunales, en marzo de 2004, una demanda contra el Fisco de Chile para declarar la nulidad de los juicios tributarios en su contra. Posteriormente, el 21 de abril, la jueza titular del Séptimo Juzgado Civil de Santiago, Jenny Book, rechazó la solicitud de quiebra realizada en diciembre de 2003 por el Fisco en contra del club, resolución que luego fue apelada por la Tesorería General de la República.
En tanto, en la Liguilla Pre-Sudamericana 2004, jugada en julio, la «U» enfrentó en la primera ronda a Unión Española; sin embargo, luego de perder por 0-1 en el duelo de ida, terminó por empatar 0-0 en el duelo de vuelta, postergando nuevamente sus posibilidades de acceder a la Copa Sudamericana.
Y en el Torneo de Clausura 2004, Universidad de Chile tuvo un inicio irregular, para luego reafirmarse y no perder ningún partido desde la quinta fecha de la fase clasificatoria. No obstante, terminó en la segunda posición del grupo 3, con 30 puntos, por detrás de Colo-Colo y habiéndosele restado tres puntos por no pago de sueldos. Posteriormente, en la ronda eliminatoria, la «U» dejó afuera a Deportes Temuco luego de perder por 0-2 en la ida, ganar por 2-0 en la vuelta y definir finalmente con un 5-3 por penales. Y en los cuartos de final de la ronda de play offs, el club enfrentó a Unión Española, cayendo por 3-4 en el Estadio Santa Laura y ganando por 3-2 en el Estadio Nacional, lo que motivó a una definición a penales: el cuadro universitario cayó por 2-4, finalizando así su participación en el torneo. En tanto, tras trece años de gestión y poco después de firmar en la Dirección del Trabajo un acuerdo con los funcionarios del club respecto a sueldos impagos y deudas previsionales, René Orozco renunció en noviembre de 2004 a la presidencia de la CORFUCH, argumentando cansancio y ataques de los medios y del entonces diputado Waldo Mora. En su lugar, Lino Díaz asumió el mandato del club.

### Dos subcampeonatos nacionales y la quiebra
En 2005, tras el retiro de Luis Musrri y la llegada al plantel de Cristián Canío, Jaime Riveros, Patricio Ormazábal y Máximo Lucas, sumando el retorno de Esteban «Huevito» Valencia, Universidad de Chile, en su calidad de campeón del Torneo de Apertura 2004, disputó la Copa Libertadores, situándose en el grupo 3 junto a Quilmes, São Paulo y The Strongest: en sus partidos de ida, la «U» ganó en los últimos minutos (92') por 3-2 al club argentino en Santiago, cayó por 2-4 en São Paulo ante el cuadro brasileño y venció por 2-1 como local al equipo boliviano. En tanto, en los duelos de vuelta, los azules cosecharon solo empates: 0-0 con The Strongest en La Paz, 1-1 ante São Paulo en Santiago y 1-1 ante Quilmes como visitantes. Universidad de Chile consiguió nueve puntos, se ubicó como segundo en la tabla escoltando a São Paulo que obtuvo doce puntos, y accedió a octavos de final, ronda en la cual enfrentó a Santos: pese a superar por 2-1 al equipo brasileño en el Estadio Nacional, en la vuelta jugada en Brasil, la «U» cayó por 0-3 y debido a la diferencia de goles quedó eliminada del torneo internacional.
Por otro lado, en el Torneo de Apertura 2005, el club se ubicó en el grupo D junto a Universidad Católica, Cobresal, Everton y Rangers, realizando una aceptable campaña en la fase clasificatoria y terminando en el segundo lugar de su grupo y de la tabla general con 39 puntos, tras Universidad Católica, clasificando así a la Copa Sudamericana 2005. Sin embargo, en cuartos de final, la «U» perdió en el partido de vuelta por 0-1 ante Unión Española, pese a vencer por 2-1 en el partido de ida, obligando con ello a una definición a penales: Universidad de Chile cayó por 2-3 y quedó eliminada del campeonato.
En tanto, en su primera participación por la Copa Sudamericana, Universidad de Chile jugó la edición de 2005 ubicándose en la sección 3 correspondiente a equipos chilenos y peruanos: la «U» tuvo que eliminarse con Universidad Católica, perdiendo por 1-2 como local, y, aunque ganó 1-0 como visitante, quedó fuera de la competencia debido a la regla del gol de visitante.
Para el Torneo de Clausura 2005 Universidad de Chile sumó como refuerzos a Hugo Droguett, Víctor Cancino, Luis Pedro Figueroa, Julio Moreyra, Hernán Losada y Juan Manuel Olivera, sorprendiendo además con el retorno de Marcelo Salas, uno de los mayores referentes de la institución. Tras positivos resultados en la ronda clasificatoria, la «U» finalizó en el primer lugar del grupo B, con 38 puntos y accedió a cuartos de final, fase en la cual venció por 2-1 y empató 0-0 con Universidad de Concepción. Luego, en semifinales, el club enfrentó a Cobresal: como visitante cayó por 1-2, pero como local derrotó al cuadro minero por 4-2, resultado que le permitió llegar a la final en un nuevo Clásico Universitario. Tanto el partido de ida como el de vuelta se disputaron en el Estadio Nacional: en el de ida, el 18 de diciembre, la «U» perdió por la cuenta mínima, en tanto que en el de vuelta, el 22 de diciembre, remontó y derrotó por 2-1 a Universidad Católica. No obstante, ante la igualdad de goles, sin tiempo suplementario, el título se definió por lanzamientos penales, en los cuales Universidad de Chile cayó por 4-5, proclamándose el cuadro cruzado como campeón del torneo.
En 2006, Universidad de Chile volvió a utilizar el histórico color azul rey en su uniforme titular, mientras que mantuvo el color rojo para su uniforme de recambio, adoptado desde 2005. Así, tras la confirmación de Gustavo Huerta como nuevo director técnico y las incorporaciones de los colombianos Mayer Candelo y Herly Alcázar, el club jugó el Torneo de Apertura 2006 y aseguró el liderato del grupo B con 35 puntos, luego de una buena campaña en la fase clasificatoria. En cuartos de final, la «U» volvió a encontrarse con Universidad Católica: igualaron 2-2 en el Estadio Nacional, pero el cuadro laico se impuso por 3-1 en el Estadio Santa Laura y accedió a semifinales, ronda en la cual superó a Huachipato, goleándolo por 6-1 como local y empatando 2-2 como visitante. Finalmente, Universidad de Chile disputó con su archirrival Colo-Colo la obtención del título: el 28 de junio, en el Estadio Nacional, los azules cayeron por 1-2 en el duelo de ida, sin embargo, en el partido de vuelta jugado en el mismo estadio, se impusieron por 1-0, obligando a una definición a penales, en la cual la «U» perdió por 2-4, sumando con ello su segunda derrota consecutiva en instancias finales con sus clásicos rivales.
Paralelamente, en el plano administrativo de Universidad de Chile, en virtud de la adecuación jurídica de los clubes de fútbol exigida por la Ley N.º 20 019 de Sociedades Anónimas Deportivas Profesionales (S.A.D.P.), el 6 de mayo de 2006, por amplia mayoría, la asamblea de socios de la CORFUCH decidió que el club se mantuviera como corporación de fútbol con la consiguiente creación de un fondo de inversión denominado de «Deporte Profesional», rechazando de plano la posibilidad de transformarlo en sociedad anónima o que éste fuese gerenciado por un período de 30 años por una sociedad anónima ajena al club, como es el caso de Blanco y Negro S.A. en Colo-Colo. Sin embargo, el 26 de mayo, la Cuarta Sala de la Corte de Apelaciones de Santiago revirtió el fallo pronunciado en primera instancia por la jueza Jenny Book en 2004 y decretó la quiebra del club por sus deudas cercanas a 5700 millones de pesos con la Tesorería General de la República, siendo designado José Manuel Edwards (padre) como síndico de quiebras, quien asumió sus funciones el 10 de julio, luego de la presentación de diversos recursos procesales por parte de los abogados de la CORFUCH para frenar el curso de la quiebra, pero que terminaron por ser rechazados.
En el Torneo de Clausura 2006, tras una negativa campaña, el equipo terminó con 23 puntos en la ronda clasificatoria y segundos en el grupo 4, por lo que jugó un repechaje con Santiago Wanderers, derrotándolo por 1-0 en partido único y clasificando a cuartos de final. Sin embargo, en aquella fase, tras vencer como local por 1-0 a Cobreloa, la «U» cayó por 1-3 en Calama y quedó eliminada del campeonato.
Por otro lado, en septiembre, la junta de acreedores optó por entregar el club a una concesionaria que saldara sus deudas, al aprobar las bases de licitación de los bienes de la institución, dejando sin efecto la decisión de la asamblea de los socios de la CORFUCH de mantenerse como corporación. Ante esta situación, Lino Díaz amenazó con disolver la CORFUCH, lo que hubiese significado la desafiliación del club por parte de la ANFP, sin embargo, la idea fue rechazada ampliamente por hinchas, jugadores y la sindicatura. Finalmente, el 18 de diciembre, la Sala Civil de la Corte Suprema rechazó dos recursos de casación presentados por la defensa de la CORFUCH y ratificó por unanimidad la quiebra de Universidad de Chile, que terminó así un triste año en lo deportivo y en lo institucional.

### Azul Azul S.A.
En 2007, bajo la administración del síndico José Manuel Edwards (padre) y con el argentino Salvador Capitano como nuevo entrenador, Universidad de Chile, pese a las bajas del «Matador» Salas y de Luis Pedro Figueroa, incorporó a nuevos refuerzos como Jorge «Kike» Acuña, Francisco Arrué, Patricio Galaz, Marco Estrada, Joel Soto y Mauricio Pinilla, delantero formado en el club y cedido por seis meses por el Hearts de Escocia. Sin embargo, en el Torneo de Apertura 2007, que se jugó sin play offs, la «U» inició su participación con malos resultados: una victoria en la primera fecha y luego cinco partidos seguidos sin anotar un gol. Esto despertó duras críticas por parte de la hinchada, lo que motivó la salida de Salvador Capitano de la dirección técnica y la renuncia de Sergio Vargas como gerente técnico, tras caer por la cuenta mínima ante Cobreloa en la sexta fecha, siendo nombrado como entrenador interino el exdefensa del club, Cristián Romero. Posteriormente, encabezada por el exdirigente Waldo Mora, la junta de acreedores decidió junto con Edwards la contratación del exjugador y exdirector técnico bicampeón de la «U» en 1994 y 1995, Jorge Socías, para llegar a la banca de los azules. No obstante, el equipo, pese a recuperarse en las fechas siguientes, no pudo obtener el campeonato y terminó en el decimotercer puesto de la tabla de posiciones, con 25 puntos.
Por otro lado, en enero de 2007, la Universidad de Chile negó ceder su nombre y sus emblemas deportivos a la fallida (CORFUCH), pero abrió la posibilidad del uso de ellos a una empresa concesionaria. Finalmente, tras el remate y adjudicación de los terrenos de la «Ciudad Azul», uno de los proyectos emblemáticos del expresidente René Orozco, y pese a las protestas de Los de Abajo y de los hinchas en general, el 25 de mayo de 2007, ante el tribunal de la quiebra y apoyado por la empresa de servicios financieros LarrainVial y en alianza con el mexicano Octavio Colmenares y EuroAmérica, el empresario Carlos Heller se adjudicó por el precio mínimo de 3 333 333 334 pesos chilenos (US$6,3 millones) la concesión de la Corporación de Fútbol Profesional de la Universidad de Chile. Para llevar a cabo la administración del club, se constituyó Azul Azul S.A., una sociedad anónima abierta creada con el objeto de garantizar el pago de cerca del 100 % de las acreencias contra el club a la fecha del remate, así como el pago de la deuda tributaria, y de desarrollar y explotar la concesión de los activos de la CORFUCH durante un plazo de 30 años, prorrogables por 15 años más en el caso de que la deuda tributaria de la que Azul Azul S.A. es codeudor solidario fuese pagada durante ese período inicial. En cuanto al directorio, en agosto, el vicerrector de la Universidad del Desarrollo, Federico Valdés, fue elegido presidente de Azul Azul S.A., mientras que Carlos Heller fue elegido como vicepresidente. Además, la Universidad de Chile, representada por su rector, autorizó a la empresa concesionaria el uso de su nombre, símbolos, emblemas y marcas. Y como contraprestación, la casa de estudios tiene el derecho de elegir dos directores de la compañía, de un total de once, y el derecho al cobro de un royalty anual equivalente al 1,05 % de los ingresos correspondientes a los años 2007 y 2008, y que para los años 2012 y siguientes se calculará considerando el monto mayor entre el 1,05 % de los ingresos y el 4 % de las utilidades netas de Azul Azul S.A. Sin embargo, en virtud del inciso segundo del N.º 3 del artículo 2.º transitorio de la Ley N.º 20 019, como organización deportiva, la CORFUCH suspendió completamente sus actividades por el tiempo de duración de la concesión, conservando sus socios únicamente sus derechos ante la sociedad concesionaria si fueren accionistas de ella.
En tanto, con la llegada de Arturo Salah, exjugador y exentrenador del club, a la dirección técnica, más el retorno de Marcelo Salas y de Rafael Olarra, y la incorporación de Pedro Morales desde Huachipato, la «U» disputó el Torneo de Clausura 2007 ubicándose en el grupo 3 junto a Audax Italiano, Cobreloa, Deportes Puerto Montt y Everton, terminando en la segunda posición del grupo y de la tabla general, con 45 puntos, sufriendo una sola derrota en la fase regular (en el Clásico Universitario). Luego, en cuartos de final superó a Cobresal tanto en la ida como en la vuelta por 4-2 y 2-1, respectivamente, enfrentándose a Colo-Colo en semifinales. Sin embargo, Universidad de Chile cayó por 0-2 en el Estadio Monumental y luego por 0-1 en el Estadio Nacional, duelo que se suspendió a los 67 minutos por hechos de violencia en la tribuna local. Como se mantuvo el resultado y se concedió la victoria a Colo-Colo, la «U» quedó fuera de la carrera por el título.
En 2008, con Manuel Villalobos, José Contreras y los argentinos Raúl Estévez y Walter Montillo como refuerzos, el equipo ganó la Copa Ciudad de La Serena para después disputar el Torneo de Apertura, situándose en el grupo 2 junto a O'Higgins, Santiago Morning, La Serena y Palestino, finalizando la fase regular con 30 puntos, ubicándose séptimo en la tabla general y segundo en su grupo. Sin embargo, pese a lograr un buen arranque en cuartos de final al vencer en sus dos partidos a O'Higgins por 4-2 y por 2-1, la «U» fue vencida en semifinales por 1-3 ante Everton en el Estadio Nacional y luego igualó 1-1 en el Estadio Sausalito, marcadores que significaron su eliminación del campeonato, que ganó el mismo Everton. Respecto a los hechos comerciales del semestre, gracias a la firma de un contrato de publicidad, Telmex se convirtió en el nuevo auspiciador del club junto con Sodimac, cuyo logo se incluyó en la parte de atrás del pantalón del primer equipo.
Para el Torneo de Clausura 2008, la «U» sumó a Osvaldo González al equipo y reincorporó a Nelson Pinto, mientras que Pedro Morales fue transferido a Dinamo Zagreb. Pese a quedar tempranamente eliminados de la Copa Chile 2008 ante Santiago Wanderers, en la fase regular del campeonato nacional, el equipo realizó una campaña positiva terminando con el mejor puntaje del grupo 1 y de la tabla general de la fase clasificatoria del Torneo de Clausura, al sumar 38 puntos, clasificando con ello a la Copa Libertadores 2009 en calidad de «Chile 3». No obstante, en cuartos de final, los azules perdieron por 0-3 en Calama ante Cobreloa y, aunque en el partido de vuelta jugado en el Estadio Nacional, vencieron por 3-2, la diferencia de goles favoreció al cuadro naranjo y la «U» volvió a quedar fuera de la lucha por el título. También, ese último partido significó la despedida de Raúl Estévez y del histórico Marcelo Salas, quien anotó en aquella ocasión sus dos últimos goles por Universidad de Chile, además de la renuncia de Arturo Salah. Por otro lado, pese a la crisis económica de 2008, en noviembre se efectuó la apertura de Azul Azul S.A. en la Bolsa de Comercio, previa venta de casi 20 000 000 acciones, cada una con un precio de colocación de $480, correspondientes al 55 % de la propiedad de la concesionaria y que fueron compradas por más de 8000 nuevos accionistas.

### Campeón del Torneo de Apertura 2009
En 2009, con la contratación del uruguayo Sergio Markarián como nuevo director técnico y del delantero paraguayo Nelson Cuevas, más el regreso de Juan Manuel Olivera, Universidad de Chile inició su participación en la Copa Libertadores y, con la calidad de «Chile 3», disputó la fase preliminar enfrentando a Pachuca: en el partido de ida, jugado en el Estadio Santa Laura, el cuadro universitario ganó por la cuenta mínima (Marcelo Díaz a los 7'), mientras que en la vuelta, jugada en el Estadio Hidalgo, cayó por 1-2; sin embargo, el gol de visita de la «U» (tiro libre de Marco Estrada a los 58') rubricó la diferencia en el marcador global (2-2) y permitió su acceso a la fase de grupos, ubicándose en el grupo 7 junto a Grêmio de Brasil, Boyacá Chicó de Colombia y Aurora de Bolivia. El equipo, en sus partidos de ida, empató 0-0 con Grêmio en Porto Alegre, venció por 3-0 a Aurora en Coquimbo y perdió por 0-3 ante Boyacá Chicó en Tunja, mientras que en sus partidos de vuelta, como local, derrotó por 3-0 al cuadro colombiano y cayó por 0-2 ante Grêmio, mientras que de visita en Cochabamba vencieron por 2-1 al club boliviano, en un trabado partido: Universidad de Chile obtuvo 10 puntos, clasificando como el segundo de su grupo a octavos de final. Sin embargo, en esa ronda la «U» cayó ante Cruzeiro por 1-2 y por 0-1, en ida y vuelta respectivamente, y quedó fuera de la competencia internacional.

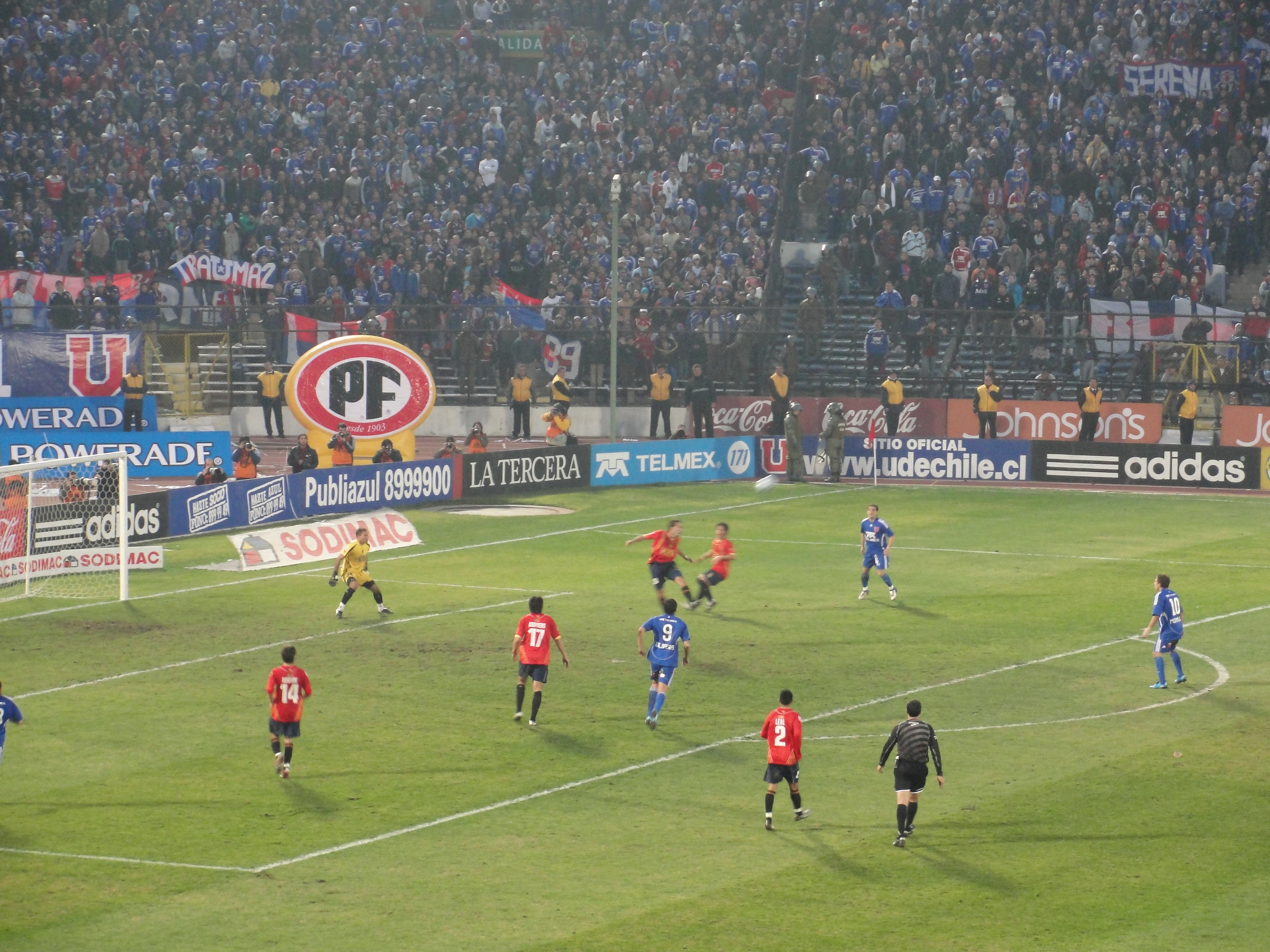
Universidad de Chile contra Unión Española en la final de ida del Torneo de Apertura 2009.

En tanto, en el Torneo de Apertura 2009, en el que se eliminó la modalidad de grupos, la «U» tuvo un buen arranque en la fase regular, clasificando a play offs luego de obtener el segundo lugar en la tabla general, con 31 puntos y detrás de Unión Española, además de acceder a la disputa con Universidad de Concepción del cupo «Chile 2» para la Copa Sudamericana 2009. En cuartos de final, el equipo enfrentó a Audax Italiano, y a pesar de haber ganado el partido de ida por 4–1 en calidad de visitante, el partido de vuelta complicó a los azules tras perder por 4-2; no obstante, el resultado global les favoreció por 6-5 ante los itálicos. Al final de dicho encuentro, debido a ciertas disconformidades como la falta de fuerza de la institución ante los arbitrajes desfavorables, el entrenador Markarián anunció dejar su cargo una vez finalizado el torneo. Luego, en semifinales, la «U» cayó en los últimos minutos por 0-1 ante Everton en Viña del Mar, sin embargo, en Santiago se repuso por 3-1, con anotaciones de Olivera (8'), Hernández (19') y Contreras (63'), accediendo a la final, en la que se midió con Unión Española: en el partido de ida, el 4 de julio de 2009 a las 16:00 horas, en el Estadio Nacional, con una asistencia aproximada de 50 000 espectadores y arbitraje de Carlos Chandía, la escuadra universitaria, tras empezar perdiendo por 0-1 (Aravena a los 20'), logró igualar gracias a una anotación de Emilio Hernández a los 63', concluyendo el partido con un marcador de 1-1. Finalmente, en el partido de vuelta, el 7 de julio de 2009 a las 19:00 horas, en el Estadio Santa Laura, con una concurrencia aproximada de 17 500 personas y arbitraje de Pablo Pozo, la «U» fue en busca del campeonato y lo logró: a los 63 minutos, con una habilitación sobre la banda izquierda de Estrada a Hernández, éste sacó un centro de zurda que Juan Manuel Olivera picó con una «palomita», batiendo al portero Limenza, y que le permitió a Universidad de Chile vencer por 1-0 y obtener su decimotercer título, además de clasificar a la Copa Libertadores 2010. La oncena de los azules en la final de vuelta fue la siguiente: Miguel Pinto; José Contreras, Osvaldo González, Rafael Olarra, José Rojas (reemplazado por Marcelo Díaz a los 76'); Marco Estrada, Felipe Seymour, Ángel Rojas, Walter Montillo; Emilio Hernández (reemplazado por Rodrigo Rivera a los 81') y Juan Manuel Olivera; bajo la dirección técnica de Sergio Markarián, que cumplió su último partido con la «U», asumiendo en su lugar el argentino José Basualdo, exestratega de Santiago Morning. Su debut oficial en la banca del club fue en la definición disputada contra Universidad de Concepción, campeón de la Copa Chile 2008/Verano 2009, en el Estadio Francisco Sánchez Rumoroso, que terminó con un 3-1 favorable a Universidad de Chile y que le permitió obtener el cupo de «Chile 2» en la edición 2009 de la Copa Sudamericana.
Con las incorporaciones del seleccionado uruguayo Mauricio Victorino y del iquiqueño Edson Puch, Universidad de Chile jugó la primera fase de la Copa Sudamericana 2009 ante Deportivo Cali, club al cual venció por 2-1 en el Estadio Nacional y por 1-0 en el Estadio Olímpico Pascual Guerrero. Posteriormente, en octavos de final, la «U» empató 1-1 ante Internacional en Porto Alegre y lo derrotó en Santiago por 1-0, resultados que le permitieron llegar a cuartos de final para enfrentar a Fluminense. Sin embargo, a pesar de haber logrado un notable empate por 2-2 en el Estadio Maracaná, los azules cayeron por la cuenta mínima como locales, en el Estadio Santa Laura, y quedaron fuera de la competencia internacional. No obstante, destacaron las participaciones de Juan Manuel Olivera, Walter Montillo y Miguel Pinto, este último elegido por la agencia EFE como el mejor arquero de la Copa Sudamericana de ese año, integrándolo en su «selección ideal del torneo».
Por otro lado, tras quedar fuera de la Copa Chile 2009 ante San Luis, en el Torneo de Clausura 2009, pese a lograr un tibio arranque en la fase regular, la «U» bajó su nivel y tras sufrir negativos resultados en las últimas fechas, por primera vez en su historia en campeonatos nacionales cortos quedó eliminada antes de llegar a los play offs, tras terminar en el décimo lugar de la tabla, con 21 puntos, lo que junto a la eliminación de la Copa Sudamericana 2009, significó que José Basualdo pusiera su cargo a disposición de Azul Azul S.A., que resolvió por desvincularlo de la institución. Sin embargo, el término de año no fue del todo negativo, ya que Universidad de Chile fue considerado como el tercer mejor equipo de Sudamérica de 2009, con 32 puntos, según un ranking publicado por la Conmebol a través de su sitio web oficial. Además, Miguel Pinto, una de sus figuras, obtuvo un nuevo reconocimiento al ser elegido el mejor portero de América por votación del diario El País de Uruguay.

## Años 2010: el primer título internacional

### Semifinalista de la Copa Libertadores 2010
Para la temporada 2010, el uruguayo Gerardo Pelusso asumió como nuevo entrenador de Universidad de Chile. Además, arribaron como refuerzos: Gabriel Vargas, proveniente de Universidad de Concepción; el delantero Diego Rivarola, de Santiago Morning, que volvió por tercera vez al cuadro universitario; el portero uruguayo Esteban Conde, de Danubio; y el mediocampista uruguayo Álvaro Fernández, cuya carta pertenecía a Nacional. Finalmente, se incorporaron a dos jóvenes promesas del fútbol chileno: el delantero Eduardo Vargas, formado en Cobreloa, y el defensor Juan Abarca, de Huachipato, además del defensor argentino Matías Rodríguez, proveniente de Nacional de Uruguay.
En la Copa Libertadores 2010, Universidad de Chile se ubicó en el grupo 8 junto a Flamengo, Universidad Católica y Caracas F. C.: en sus primeros partidos, venció en el Estadio Sausalito a Caracas por 1-0; igualó 2-2 en el último minuto ante Universidad Católica en el Estadio Francisco Sánchez Rumoroso; y derrotó por 2-1 a Flamengo en el Estadio Monumental. Luego, en sus partidos de vuelta, la «U» logró un sufrido empate por 2-2 ante el cuadro brasileño en el Estadio Maracaná; ganó al club venezolano por 3-1 en Caracas; y empató sin goles ante los cruzados en el Estadio Monumental. Los azules, sin haber sufrido derrota alguna, obtuvieron doce puntos y el liderato de la tabla, accediendo a octavos de final para enfrentar a Alianza Lima: Universidad de Chile triunfó como visitante por 1-0, con anotación de «Gokú» Rivarola a los 85 minutos, mientras que como local logró un vibrante empate de 2-2, con goles de Eduardo Vargas (63') y Felipe Seymour (90+1'), marcadores que significaron el paso a cuartos de final. En esa fase volvió a encontrarse con Flamengo, al cual logró derrotar el 12 de mayo por 3-2 en el Estadio Maracaná (Victorino a los 4', Olarra a los 23' y Fernández a los 47'), con diez hombres, siendo su primera victoria en tierras brasileñas. Y en el partido de vuelta, disputado en el Estadio Santa Laura el 20 de mayo, la «U» perdió por 1-2; sin embargo, la anotación de Walter Montillo a los 72 minutos permitió al cuadro universitario mantener sus opciones de seguir en la competencia y clasificar a semifinales por tercera vez en su historia: su siguiente rival fue Guadalajara, con el cual igualó 1-1 en el Estadio Azteca, con anotación de Rafael Olarra (47'), el 27 de julio. Sin embargo, en el partido de vuelta, disputado el 3 de agosto en un remodelado Estadio Nacional, Universidad de Chile cayó por 0-2, quedando eliminada su opción de llegar a la instancia final del torneo internacional.
En tanto, en la Copa Sudamericana 2010, a la que accedió luego de vencer en la definición por el «Chile 3» a Municipal Iquique, subcampeón de la Copa Chile 2009, por 2-0 y 4-1, Universidad de Chile sufrió una temprana eliminación en la primera fase a manos del cuadro boliviano Oriente Petrolero: los azules empataron 2-2 como locales y cayeron de visita por la cuenta mínima.
En cuanto a partidos amistosos, en marzo, el equipo jugó el torneo Fútbol por Chile en beneficio de los damnificados del terremoto del 27 de febrero ocurrido en Chile. En el campeonato se enfrentó en un cuadrangular a Unión La Calera y a San Luis, ganando la edición calerana al vencer a los dos equipos por 1-0. En mayo, además, los azules disputaron la Copa Héroes de Iquique Collahuasi con Municipal Iquique, resultando un marcador de 2-1 a favor del cuadro universitario, que se adjudicó el título amistoso. Y en julio, la «U» jugó y ganó la Copa BancoEstado tras vencer a Olimpia por 2-1 en la primera edición.
Y en el campeonato nacional de 2010, que tuvo carácter anual debido al terremoto de febrero y a la Copa Mundial de Sudáfrica, Universidad de Chile tuvo un positivo arranque en la primera rueda. Sin embargo, tras la eliminación sufrida en la Copa Libertadores, el club traspasó a Walter Montillo a Cruzeiro de Brasil y a Juan Manuel Olivera a Al-Shabab de Arabia Saudita, lo cual afectó notablemente el aspecto futbolístico del plantel, que se tradujo en irregulares resultados que terminaron por posicionar a la «U» en el cuarto lugar de la tabla general, con 64 puntos, además de quedar fuera de la Copa Chile Bicentenario al empatar 3-3 y caer en penales (3-4) ante Lota Schwager. Finalmente, en la Liguilla Pre-Libertadores de 2010, Universidad de Chile fue eliminada luego de igualar 0-0 y caer por 1-4 ante Unión Española. Todo esto puso fin al contrato de Gerardo Pelusso como entrenador, quien anunció su partida de la institución.
Por otro lado, Azul Azul S.A. inauguró en septiembre de 2010 el «Centro Deportivo Azul», ubicado en la comuna de La Cisterna. Arrendado por 28 años a la Municipalidad de La Cisterna y contando con más de seis hectáreas de canchas de pasto natural, más de 10 000 metros cuadrados de pasto sintético y más de 4000 metros cuadrados de infraestructura, el terreno alberga las oficinas de administración del club y los campos de entrenamiento del primer equipo y sus divisiones menores.

### Campeón del Torneo de Apertura 2011
Para el 2011, Universidad de Chile apostó por traer a la dirección técnica al argentino Jorge Sampaoli, novel entrenador con una corta trayectoria, pero que, por su forma de entrenar y plantear los partidos, se le ha comparado con Marcelo Bielsa. A él se le sumaron los refuerzos Gustavo Canales, Matías Pérez García, Albert Acevedo, Marcos González, Charles Aránguiz y los arqueros Nery Veloso y Johnny Herrera, referente de la hinchada azul que regresó al club en donde se formó como jugador. No obstante, ante el regreso de Herrera, Veloso optó por irse a Unión San Felipe, alcanzando a jugar solo un partido amistoso con la «U».
En el Torneo de Apertura 2011, tras alcanzar desde la octava fecha una racha de diez partidos sin perder, la «U» finalizó la fase regular en el segundo puesto, con 35 puntos, y clasificó a play offs para enfrentar en cuartos de final a Unión San Felipe, derrotándolo de visita por 2-1 e igualando en casa 1-1, resultados que le permitieron acceder a la siguiente fase. En semifinales su rival fue O'Higgins, al que venció por 1-0 en Rancagua, para luego golearlo por 7-1 en Santiago, clasificando con ello a la final del campeonato, instancia en la que enfrentó a Universidad Católica en un nuevo Clásico Universitario. La final de ida, con Universidad de Chile como local, se disputó a las 20:00 horas del 9 de junio de 2011 en el Estadio Nacional, con una asistencia de 30 248 espectadores y arbitraje de Claudio Puga: el cuadro cruzado venció por 2-0 a los azules, con goles de Costa (58') y Mirosevic (90'), resultado que obligaba a la «U» a remontar por tres goles de diferencia en la final de vuelta. Así, a las 17:00 horas del 12 de junio de 2011, nuevamente en el Estadio Nacional, pero bajo la localía de Universidad Católica, con 39 685 asistentes y con Enrique Osses en el arbitraje, el cuadro azul salió a la cancha con el objetivo de obtener el título: en el primer tiempo, a los 16 minutos, Gustavo Canales anotó el 1-0 mediante tiro penal, tras una infracción a Eduardo Vargas y, pese a que Lucas Pratto marcó la igualdad (23') para la «UC», un autogol de Juan Eluchans a los 25 minutos, permitió a la «U» mantener sus opciones. Y en el segundo tiempo, a los 51 minutos, Canales nuevamente marcó mediante tiro penal, para finalmente sellar su tercer gol a los 55 minutos, tras un remate de Edson Puch: Universidad de Chile goleó por 4-1, dio vuelta el resultado del partido de ida y se tituló campeón del Torneo de Apertura 2011, su decimocuarta corona, postergando la opción de Universidad Católica de lograr su primer bicampeonato. La oncena titular del partido de vuelta fue: Johnny Herrera; Matías Rodríguez (reemplazado por Albert Acevedo a los 65'), Marcos González, José Rojas, Eugenio Mena; Felipe Seymour, Guillermo Marino (reemplazado por Marcelo Díaz a los 62'), Charles Aránguiz; Eduardo Vargas, Gustavo Canales y Edson Puch (reemplazado por Diego Rivarola a los 77'); más Jorge Sampaoli como entrenador. El encuentro fue el último para Puch y para Seymour, transferidos a Al Wasl Football Club de Emiratos Árabes Unidos y a Genoa de Italia, respectivamente.

### Campeón de la Copa Sudamericana 2011
Pese a ser eliminada de la Copa Chile 2011, la «U» disputó el cupo de «Chile 3» para acceder a la Copa Sudamericana 2011 (patrocinada por Bridgestone) ante Deportes Concepción: como visitante, el cuadro universitario rescató un empate de 2-2, sin embargo, como local, se impuso por 2-0 con goles de Canales (56') y Rivarola (90+1'), clasificando así al torneo internacional, en cuya primera fase enfrentó a Fénix de Uruguay, venciéndolo por 1-0 (Eduardo Vargas a los 54') en Santiago e igualando sin goles en Montevideo, resultados que le permitieron acceder a la siguiente ronda.
En la segunda fase, el equipo tuvo que enfrentar a Nacional, también de Uruguay, venciéndole por la cuenta mínima en Santiago con anotación de Eduardo Vargas (60'). Luego, en la vuelta, en el Estadio Gran Parque Central, la «U» iba venciendo por 2-0 (Eduardo Vargas a los 11' y Matías Rodríguez a los 12') hasta que al minuto 46, por agresión a uno de los árbitros asistentes debido a un proyectil arrojado desde las tribunas locales, el árbitro Antonio Arias Alvarenga suspendió el partido y los tribunales de la Conmebol decidieron que este quedaría definido con el 2-0 a favor de la escuadra estudiantil, que obtuvo su primer triunfo en Uruguay.
Luego, en octavos de final, el rival de los azules fue Flamengo: en el Estadio João Havelange, la «U» logró la mayor victoria de un equipo chileno en tierras brasileñas al ganar por 4-0 (autogol del portero Felipe a los 13', tras un remate de José Rojas; Eduardo Vargas a los 41' y 42'; y Gustavo Lorenzetti a los 71'), mientras que en el duelo de vuelta en Chile, selló su paso a cuartos de final al vencer al cuadro brasileño por 1-0, con anotación de Marcelo Díaz (22').
En cuartos de final, la «U» enfrentó a Arsenal, logrando su primer triunfo oficial en Argentina al derrotarlo por 2-1 en Sarandí, con anotaciones de Eduardo Vargas (45') y Gustavo Canales (81'), y por 3-0 en Santiago, con goles de Vargas (11'), Castro (45+1') y Canales (55'), clasificando a las semifinales del torneo: en esa fase enfrentó a Vasco da Gama de Brasil empatando 1-1 (Osvaldo González a los 78') en Río de Janeiro y venciéndolo por 2-0 en el Estadio Santa Laura con goles de Gustavo Canales (30') y Eduardo Vargas (72').

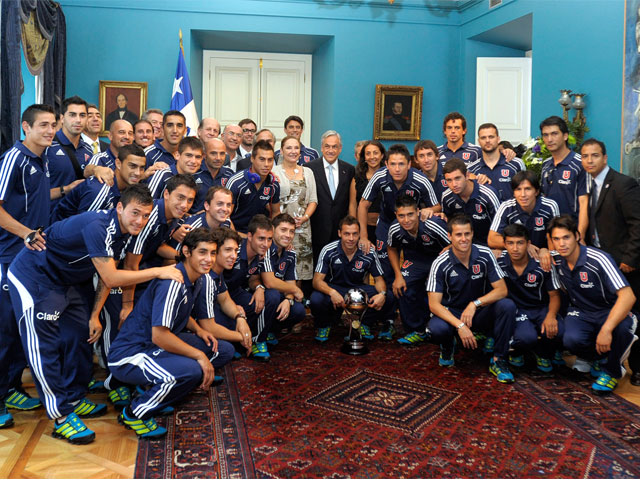
El equipo de Universidad de Chile visita al presidente Sebastián Piñera en el Palacio de La Moneda, luego de obtener la Copa Sudamericana 2011.

Así, los azules clasificaron por primera ocasión a la final de una competición internacional, instancia en la que se enfrentaron a Liga de Quito de Ecuador. El 8 de diciembre, en el partido de ida disputado en el Estadio Casa Blanca de Quito, la «U» ganó por 1-0 con gol de Eduardo Vargas a los 43 minutos. Finalmente, a las 21:15 horas del 14 de diciembre, en el Estadio Nacional, ante 50.000 espectadores y arbitraje de Wilson Seneme, se disputó el duelo de vuelta por el título: con goles de Eduardo Vargas (3' y 87') y de Gustavo Lorenzetti (79'), Universidad de Chile venció al cuadro ecuatoriano por 3-0 y por primera vez en su historia se proclamó en campeón de un torneo internacional, además de conseguirlo en forma invicta. El equipo titular en el partido final estuvo compuesto por: Johnny Herrera; Osvaldo González, Marcos González, José Rojas; Matías Rodríguez, Charles Aránguiz, Marcelo Díaz, Eugenio Mena; Eduardo Vargas, Gustavo Canales (reemplazado por Diego Rivarola a los 85') y Francisco Castro (reemplazado por Gustavo Lorenzetti a los 53'), con Jorge Sampaoli como entrenador. En su calidad de campeón, además, el equipo clasificó a la Recopa Sudamericana 2012 y a la Copa Suruga Bank 2012.
En cuanto a datos estadísticos, la «U» logró un 88,8 % de rendimiento, con una imbatibilidad consistente en 10 triunfos, dos empates y ninguna derrota, sumando 21 goles a favor y dos en contra, convirtiéndose así en el mejor campeón de una competición de Conmebol de los últimos 42 años, solo superado por Estudiantes de La Plata, campeón de la Copa Libertadores 1969. El goleador y mejor jugador del certamen fue Eduardo Vargas, quien también se consagró como el máximo anotador en la historia de la Copa Sudamericana, con 11 goles, mientras que Charles Aránguiz fue elegido como el mejor jugador de la final. En tanto, desde el inicio del torneo y con Johnny Herrera al arco, el equipo sumó 544 minutos sin recibir goles, consolidando así la mejor defensa del pórtico de un club chileno en una competencia internacional, además de mantener su valla invicta en condición de local. Además, Universidad de Chile sumó otros récords a nivel de equipos chilenos: fue el primero en ganar en Uruguay, Brasil y Argentina en un mismo torneo internacional; alcanzó la mejor racha de partidos sin perder en una edición de torneo internacional, con doce en total; tuvo el mejor arranque en un torneo internacional; y es el club chileno con más victorias en toda la Copa Sudamericana.

### El cuarto bicampeonato nacional y el triplete
Por otro lado, en el Torneo de Clausura 2011, Universidad de Chile logró el mejor arranque de un equipo chileno en un campeonato de Primera División, al lograr nueve victorias consecutivas y ostentando 24 goles a favor y 3 en contra. Luego, tras dos empates y aprovechando la fecha FIFA por las clasificatorias para la Copa Mundial de 2014, el equipo jugó un encuentro amistoso contra Alianza Lima, venciéndolo por 2-0 y adjudicándose la Copa del Pacífico. En noviembre, y a dos fechas del término de la fase regular, la «U» logró definitivamente el liderato de la tabla al vencer por 5-3 a Huachipato, asegurando su paso a la Copa Sudamericana 2012, y terminar logrando 39 puntos.
En la fase de play offs, el equipo enfrentó en cuartos de final a Unión Española, venciéndola por 1-0 y 3-0 en ida y vuelta, respectivamente. Luego, en semifinales, disputó el Clásico Universitario derrotando por 2-1 en el Estadio San Carlos de Apoquindo a Universidad Católica, pero cayendo por el mismo marcador en el Estadio Nacional. No obstante, por tener mejor posición en la tabla general, los azules clasificaron a la final del torneo, instancia en la que se enfrentaron a Cobreloa: en el encuentro de ida, disputado a las 16:00 horas en el Estadio Municipal de Calama, igualaron sin goles, pero en el partido de vuelta, realizado a las 20:00 horas en el Estadio Nacional, con asistencia de 44.870 espectadores y dirigido por Enrique Osses, Universidad de Chile goleó por 3-0 con anotaciones de Gustavo Canales (24'), Eduardo Vargas (28') y Matías Rodríguez (35') y se tituló campeón del Torneo de Clausura 2011, logrando también el cuarto bicampeonato de su existencia. La formación titular en el último encuentro fue: Johnny Herrera; Osvaldo González, Marcos González (reemplazado por Albert Acevedo a los 46'), José Rojas; Charles Aránguiz, Marcelo Díaz, Eugenio Mena, Gustavo Lorenzetti (reemplazado por Diego Rivarola a los 57'); Eduardo Vargas, Gustavo Canales (reemplazado por Matías Rodríguez a los 32') y Francisco Castro, con Jorge Sampaoli en la dirección técnica, Sebastián Beccacece como ayudante de campo y Jorge Desio como preparador físico. Además, poco antes de la final, se confirmó por parte del club italiano SSC Napoli el fichaje por 14,7 millones de dólares de Eduardo Vargas, mientras que Diego Rivarola oficializó su retiro del fútbol profesional.
La «U», así, finalizó el año 2011 con el primer triplete de títulos oficiales en la historia del fútbol chileno y manteniéndose invicto en calidad de visitante durante toda la temporada, tanto a nivel nacional como internacional.

### Semifinalista de la Copa Libertadores 2012 y el primer tricampeonato nacional
En enero de 2012, Universidad de Chile celebró la Noche Azul y presentó a sus incorporaciones para la temporada 2012: el portero Paulo Garcés, el ecuatoriano Eduardo Morante, Emilio Hernández (quien volvió al club), Roberto Cereceda, Pedro Morales, Junior Fernandes y el peruano Raúl Ruidíaz.
Así, en la Copa Libertadores 2012, la «U» inició en febrero su participación en el grupo 8 junto a Atlético Nacional de Colombia, Godoy Cruz de Argentina y Peñarol de Uruguay. En su primer partido, los azules cayeron por 2-0 ante el cuadro colombiano en Medellín, pero luego se rehabilitaron al golear por 5-1 a Godoy Cruz en el Estadio Santa Laura y empatar 1-1 con Peñarol en el Estadio Centenario. Luego, el equipo logró ganar todos los partidos de vuelta: primero, en el último minuto, al equipo uruguayo por 2-1; después a Godoy Cruz por la cuenta mínima en Mendoza; y finalmente a Atlético Nacional por 2-1. Esto le permitió alcanzar el liderato del grupo, con 13 puntos, y clasificar a la siguiente ronda.
En octavos de final, Universidad de Chile enfrentó a Deportivo Quito, siendo derrotado por 4-1 en el Estadio Olímpico Atahualpa en el partido de ida. El único tanto del cuadro universitario fue anotado por Matías Rodríguez a los 36 minutos. No obstante, en el partido de vuelta y pese a la diferencia de gol, en el Estadio Nacional, la «U» se repuso y goleó por 6-0 al equipo ecuatoriano con anotaciones de Junior Fernándes (20' y 27'), Marcelo Díaz (35'), Eugenio Mena (56') y Ángelo Henríquez (70' y 73'), ganando la llave por 7-4 y accediendo a los cuartos de final del torneo, fase que definió contra Libertad de Paraguay: en el partido de ida, jugada en el Estadio Dr. Nicolás Leoz de Asunción, ambas escuadras empataron 1-1 (Cáceres a los 7' y Lorenzetti a los 55'), marcador que se repitió en el duelo de vuelta, disputado en Santiago el 24 de mayo, con anotación de tiro libre de Marcelo Díaz (17') y autogol de Osvaldo González (22'). Finalmente, la igualdad global de 2-2 forzó la definición de la llave a través de lanzamientos penales, en los cuales, Universidad de Chile se impuso por 5-3, destacando la actuación del portero Johnny Herrera, así como un penal pinchado por Raúl Ruidíaz.
Finalmente, en su cuarta presentación en semifinales, el equipo enfrentó al cuadro argentino Boca Juniors, cayendo por 0-2 en el Estadio Alberto J. Armando (conocido como «La Bombonera») e igualando sin goles en el Estadio Nacional. Dichos resultados significaron su eliminación en el certamen internacional.
A nivel local, Universidad de Chile inició de manera positiva el Torneo de Apertura 2012, logrando nueve victorias consecutivas, desde la sexta fecha hasta la decimocuarta fecha, en la cual, derrotó por 5-0 a Colo-Colo, su mayor goleada obtenida en Superclásicos. Previamente, además, logró su clasificación a play offs tras vencer a Unión La Calera. De esta manera, el rival de los azules en cuartos de final fue Cobreloa, al que derrotó por 2-0 en Calama (Aránguiz a los 8' y Rodríguez a los 58') y por 2-1 en Santiago (Henríquez a los 41' y Cereceda a los 74'), resultados que le permitieron acceder a la siguiente ronda.
En semifinales, la «U» enfrentó a su archirrival Colo-Colo en dos Superclásicos: pese a perder por 0-2 en el Estadio Monumental, partido que se jugó sin público por castigo impuesto a los locales, la escuadra universitaria dio vuelta la llave global al golear por 4-0 a los albos, en el Estadio Nacional, con gol de Ángelo Henríquez (6') y una tripleta de Junior Fernandes (20', 81' y 89'), lo que le permitió llegar a la fase final.
El último rival de la «U» fue O'Higgins, que logró vencer por 1-2 en el partido de ida, disputado en el Estadio El Teniente de Rancagua el 28 de junio, a las 16:00 horas. Rojas (1') y López (71') anotaron para los locales, mientras que Guillermo Marino marcó para los azules en el minuto 28. En la final de vuelta, que tuvo lugar en el Estadio Nacional a las 15:30 horas del 2 de julio, Universidad de Chile empezó cayendo a los 30 minutos, mediante tiro penal de Ramón Fernández, pero en el segundo tiempo se repuso con goles de Charles Aránguiz (mediante lanzamiento penal) a los 65 minutos y de Guillermo Marino en los últimos minutos del encuentro (90+2'). La igualdad en los marcadores forzó a la definición a penales, instancia en la que anotaron Aránguiz y Ruidíaz, y en la que el portero Johnny Herrera atajó tres de los cuatro tiros errados por el cuadro rancagüino: con un resultado de 2-0, Universidad de Chile logró el título del Torneo de Apertura 2012 y alcanzó por primera vez en su historia un tricampeonato a nivel nacional. La formación del equipo campeón estuvo conformada por: Johnny Herrera; Matías Rodríguez (reemplazado a los 89' por Roberto Cereceda), Osvaldo González, José Rojas, Eugenio Mena; Charles Aránguiz, Marcelo Díaz, Guillermo Marino; Ángelo Henríquez (reemplazado a los 70' por Raúl Ruidíaz), Junior Fernandes y Gustavo Lorenzetti (reemplazado a los 79' por Luis Felipe Gallegos), más Jorge Sampaoli como entrenador.
En cuanto a estadísticas, en el mes de mayo de 2012, según el ranking de la IFFHS de clasificación mundial de clubes, la «U» logró posicionarse como el tercer mejor equipo del mundo, con 304,5 puntos, detrás de F. C. Barcelona y Real Madrid C. F., siendo esta la mejor ubicación histórica de un equipo chileno en dicha tabla, mientras que en junio superó al club madrileño, alcanzando la segunda posición, que siguió conservando en julio con 335 puntos y agosto con 339,5 puntos. Por otra parte, el 27 de agosto, Universidad de Chile logró posicionarse por primera vez como el mejor equipo en el ranking semanal de la Conmebol, que contempla el desempeño de los equipos sudamericanos y mexicanos en las últimas cinco ediciones de los torneos oficiales de la entidad.

### Subcampeón de la Copa Suruga Bank 2012 y de la Recopa Sudamericana 2012

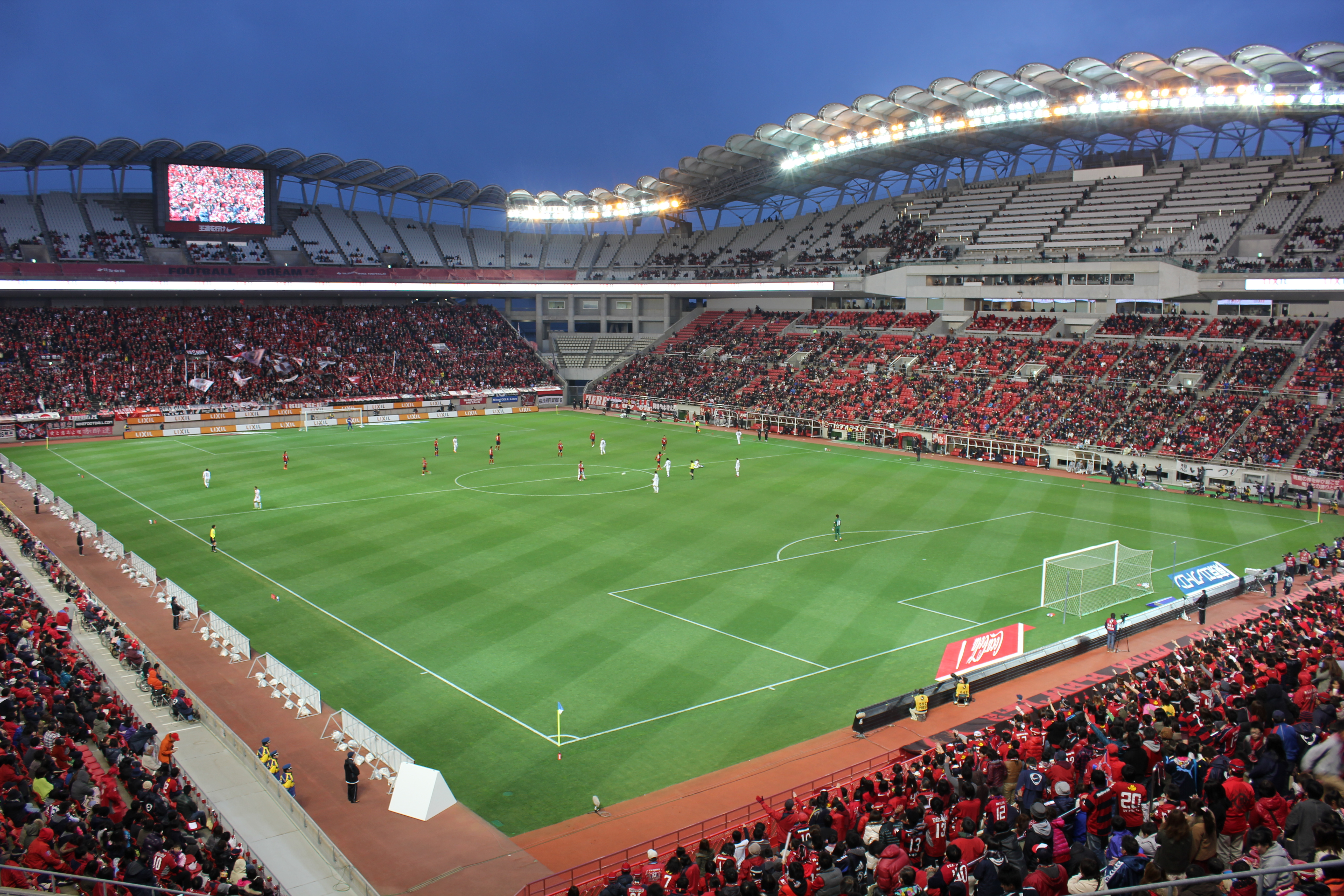
Estadio de Kashima, donde tuvo lugar la Copa Suruga Bank 2012.

De cara al segundo semestre de la temporada 2012, debido a los diversos desafíos en el ámbito nacional e internacional y a la venta de Marcelo Díaz a Basel y de Junior Fernandes a Bayer Leverkusen, el club incorporó a sus filas a Sebastián Ubilla, Enzo Gutiérrez, Luciano Civelli, Ezequiel Videla y Waldo Ponce.
Así, en su calidad de campeón de la Copa Sudamericana 2011, Universidad de Chile viajó rumbo a Japón, con el objetivo de enfrentar a Kashima Antlers, campeón de la Copa J. League 2011, en la edición 2012 de la Copa Suruga Bank. La ruta del plantel universitario inició el 23 de julio, arribando el día siguiente a Sídney, en Australia, ciudad donde realizó un entrenamiento abierto al público, al cual asistieron 700 hinchas. Luego, el 26 de julio, el equipo partió con destino a Japón, arribando primero a Tokio, donde continuó su preparación pese a las altas temperaturas, y luego a Chiba, donde realizó una práctica en el Fukuda Denshi Arena. Finalmente, el 30 de julio, la «U» arribó a la ciudad de Kashima para la disputa por la copa.
El partido contra Kashima Antlers se jugó el 1 de agosto a las 19:00 de Japón (6:00 en Chile) en el Estadio de Kashima, bajo el arbitraje del australiano Christopher Beath. En el primer tiempo, anotaron Daiki Iwamasa (18') y el brasileño Renato (27') para los locales, mientras que a los 39 minutos, el propio Imawasa marcó un autogol que favoreció a la «U». En el segundo tiempo, los azules anotaron mediante un tiro penal de Charles Aránguiz (72'), forzando en última instancia a la definición a penales. Sin embargo, el cuadro chileno cayó 6-7, luego que Francisco Castro errara su tiro, adjudicándose el equipo japonés el trofeo internacional. La formación de Universidad de Chile para el encuentro estuvo compuesta por: Johnny Herrera; Paulo Magalhaes, Osvaldo González, José Rojas; Matías Rodríguez, Eugenio Mena, Ezequiel Videla (reemplazado por Guillermo Marino a los 41'), Charles Aránguiz; Sebastián Ubilla (reemplazado por Gustavo Lorenzetti a los 62'), Enzo Gutiérrez (reemplazado por Francisco Castro a lo 79') y Luciano Civelli (reemplazado por Roberto Cereceda a los 54'), bajo la dirección técnica de Jorge Sampaoli.
Así también, como campeón de la Copa Sudamericana 2011, el equipo disputó la edición 2012 de la Recopa Sudamericana ante Santos de Brasil, en partidos de ida y vuelta. El primer encuentro tuvo lugar el 22 de agosto de 2012 en Santiago de Chile, en el Estadio Nacional, ante 39 000 espectadores y con arbitraje de Néstor Pitana: bajo una fuerte llovizna, Universidad de Chile igualó sin goles con el conjunto brasileño, cuya principal figura, Neymar, erró un tiro penal luego de resbalar al momento de patear el balón. Posteriormente, el 26 de septiembre, se jugó el segundo partido en el Estadio Pacaembú de São Paulo, ante 22 400 espectadores y con Martín Vázquez en el arbitraje: pese a que Johnny Herrera atajó un tiro penal de Neymar, este anotó en el minuto 27 y luego Bruno Peres lo hizo en el minuto 60. Finalmente, Universidad de Chile perdió por 0-2 y Santos se adjudicó la Recopa Sudamericana.
En la Copa Sudamericana 2012, la «U» accedió directamente a octavos de final en su condición de campeón de la edición anterior. En esa instancia enfrentó a Emelec de Ecuador, conjunto con el cual igualó 2-2 en el Estadio Nacional de Chile y al que venció por 1-0 en el Estadio George Capwell de Guayaquil. Sin embargo, en cuartos de final, el cuadro universitario quedó fuera de la competencia luego de perder por 0-2 en el partido de ida y por 0-5 en el de vuelta ante São Paulo de Brasil, que a la postre fue el campeón del certamen internacional.
Por otro lado, en el Torneo de Clausura, Universidad de Chile terminó la fase regular en la segunda posición, con 33 puntos al igual que Colo-Colo, que lo superó solo por diferencia de goles (18 contra 12). Finalmente, en los cuartos de final, pese a igualar sin goles ante Unión Española en el partido de ida, el equipo fue superado por 1-4 en el de vuelta y quedó eliminado de la competición, caída que frustró la obtención de su primer tetracampeonato nacional.

### Campeón de la Copa Chile 2012-13 y subcampeón de la Supercopa de Chile 2013

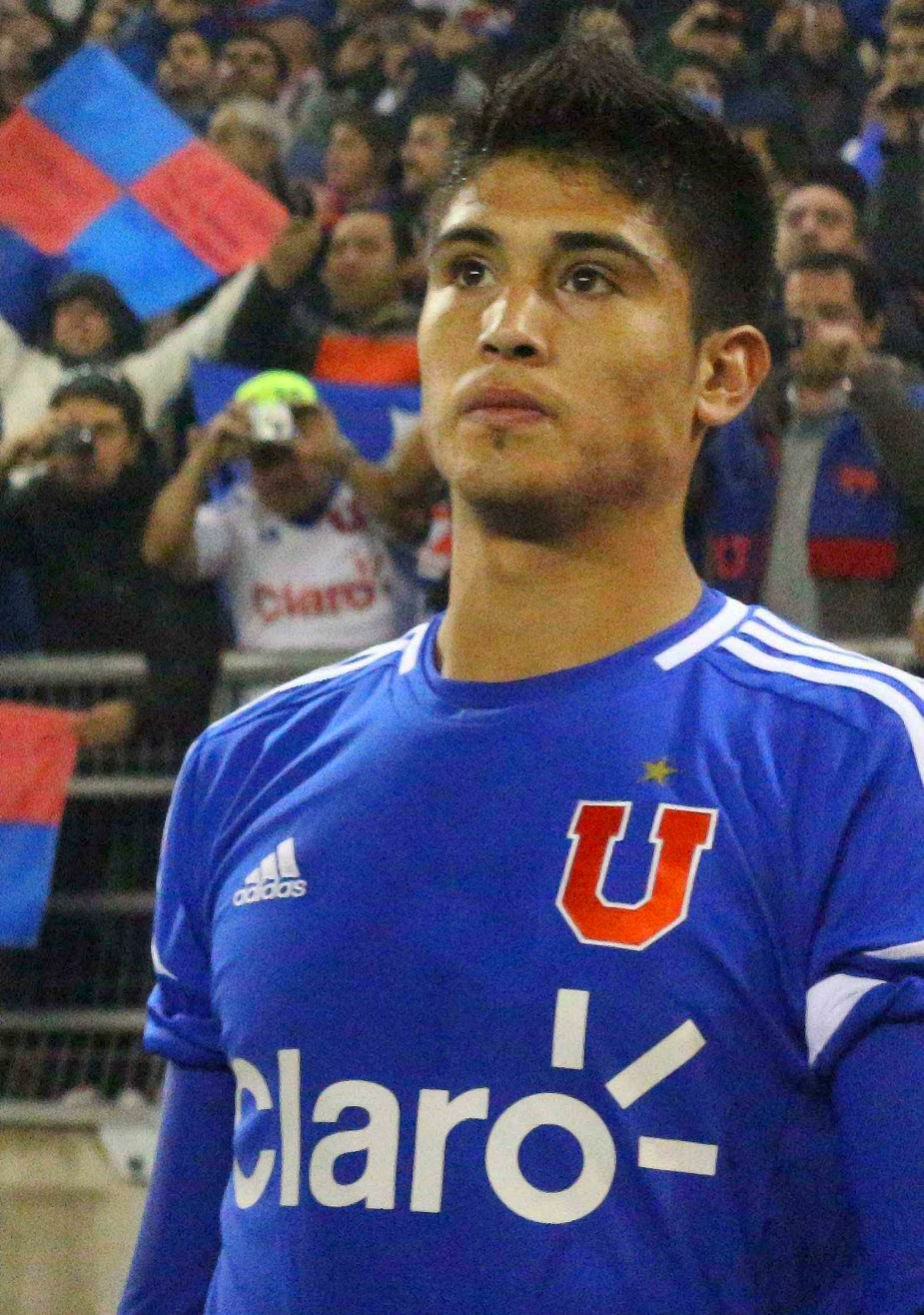
Juan Ignacio Duma, jugador argentino formado en la «U» y autor del gol de la victoria en la final de la Copa Chile 2012-13.

En el segundo semestre de 2012, Universidad de Chile debutó en el grupo 6 o Centro Norte de la Copa Chile 2012-13, junto a Santiago Morning, Santiago Wanderers y Unión La Calera. El equipo tuvo un inicio poco positivo: igualó 0-0 ante Unión La Calera, 2-2 ante Santiago Wanderers y 3-3 ante Santiago Morning, para luego sufrir una caída como local por 1-2 ante el cuadro calerano. Sin embargo, se repuso y goleó como visitante por 4-1 a Santiago Wanderers y por 5-0 a Santiago Morning, resultados que le permitieron alcanzar la segunda posición del grupo, con nueve puntos, y clasificar a los octavos de final del torneo, ronda en la cual, la «U» enfrentó a Universidad de Concepción, equipo al que venció por 3-0 en el partido de ida y por 3-1 en el de vuelta. Dicho encuentro, disputado el 2 de diciembre de 2012, fue el último de Jorge Sampaoli, bajo la dirección técnica del plantel.
En enero de 2013, año en que se disputó la segunda mitad de la copa, el conjunto estudiantil, con el argentino Darío Franco como entrenador, jugó en cuartos de final contra Unión Temuco y lo derrotó en los dos partidos de la llave por 3-0 y por 2-0. Posteriormente, disputó las semifinales contra Unión Española, pero ambas escuadras igualaron 0-0 tanto en la ida como en la vuelta, lo que obligó a la definición a penales: la «U» venció por 5-4 y selló su clasificación a la final de la competición.
El 8 de mayo de 2013, en el partido por el título, de carácter único y disputado en el Estadio Germán Becker de Temuco como cancha neutral, los azules enfrentaron a Universidad Católica en un nuevo Clásico universitario, bajo el arbitraje de Eduardo Gamboa. La «U» abrió el marcador tempranamente con gol de Isaac Díaz en el minuto 3, sin embargo, Ismael Sosa no tardó en igualar para la «UC», tras haber anotado en el minuto 13. Finalmente, en el minuto 91, Juan Ignacio Duma marcó el gol definitivo para Universidad de Chile, que se adjudicó por cuarta vez un título de la Copa Chile. La oncena de la «U» estuvo compuesta por: Johnny Herrera; Igor Lichnovsky (sustituido por Luciano Civelli a los 46'), Albert Acevedo, José Rojas (capitán); Sebastián Martínez (sustituido por Sergio Velázquez a los 39'), Charles Aránguiz, Eugenio Mena, Gustavo Lorenzetti (sustituido por Guillermo Marino a los 59'); César Cortés, Isaac Díaz y Juan Ignacio Duma, más la dirección técnica de Darío Franco. El título le permitió al equipo clasificar a la Copa Sudamericana 2013.
Paralelamente, en cuanto al campeonato de Primera División, el cuadro estudiantil jugó el Torneo de Transición 2013 —establecido para la reestructuración del fútbol profesional de Chile de conformidad al calendario europeo—, en el que tuvo un desempeño regular, puesto que terminó en quinto lugar de la tabla de posiciones.
A nivel internacional, en tanto, Universidad de Chile inició en febrero su participación en la Copa Libertadores 2013, en el grupo 7: derrotó como local por 2-0 a Deportivo Lara de Venezuela; cayó por 0-3 ante Olimpia en Asunción; y se repuso con una victoria por 2-1 ante Newell's Old Boys en Rosario. No obstante, en los encuentros de vuelta, cayó como local por 0-2 ante el conjunto argentino y por 0-1 ante el conjunto paraguayo, lo que obligaba a la «U» vencer como visitante al Deportivo Lara, para clasificar a la siguiente ronda. No obstante, pese a ganar por 3-2 y obtener 9 puntos en igualdad con Newell's Old Boys en la segunda posición del grupo, el cuadro chileno quedó eliminado por diferencia de goles: menos uno contra uno de los rosarinos.
Posteriormente, a mediados de 2013, dio inicio la temporada 2013-2014 del fútbol chileno con la primera edición de la Supercopa de Chile. Esta la jugó la «U», en su calidad de campeón de la Copa Chile 2012-13, ante el campeón del Torneo Transición 2013, Unión Española, el 10 de julio, en el Estadio Regional Calvo y Bascuñán de Antofagasta. Sin embargo, el cuadro universitario perdió por 0-2. Este encuentro definitorio perdido, sumado a los discretos resultados obtenidos en los torneos del primer semestre del año, dieron lugar a la destitución inmediata de Darío Franco como entrenador del equipo. Así, el 12 de julio fue reemplazado por Marco Antonio Figueroa. Bajo su dirección técnica, el equipo disputó la Copa Sudamericana 2013, en cuya primera fase enfrentó a Real Potosí: cayó por 1-3 en Bolivia, pero se repuso con una goleada por 5-0, lo que le permitió acceder a la fase siguiente. El segundo rival de los azules fue Independiente del Valle de Ecuador, al que superó por un marcador global de 4-2, luego de haber igualado 1-1 en Santiago y haber ganado por 3-1 como visitante. Finalmente, en octavos de final, Universidad de Chile fue eliminado por Lanús, tras haber sido goleado por 0-4 en Argentina y haber ganado su último partido por la cuenta mínima en Chile.
En el plano local, en julio de 2013, el equipo jugó la Copa Chile 2013-14, ubicándose en el grupo 1, junto a Deportes Concepción, Deportes Temuco y Ñublense; no obstante, tuvo una mala participación, ya que terminó en el último lugar, con cinco puntos, luego de haber perdido tres partidos, empatado dos y ganado solo uno. En el Torneo de Apertura 2013, la «U» mejoró su rendimiento y, pese a haber finalizado en el cuarto lugar, accedió a la Liguilla Pre-Libertadores 2013: en la ronda inicial, empató 1-1 con Palestino y lo venció por 3-1, resultados que le permitieron clasificar a la final. En esta última llave, Universidad de Chile jugó ante Deportes Iquique, al que derrotó por 1-0 en la ida, con gol de Isaac Díaz al minuto 35, y por 4-0 en vuelta. Los goles de los azules en el último partido, disputado el 22 de diciembre, fueron anotados por Ramón Fernández (a los 5'), Charles Aránguiz (a los 10') e Isaac Díaz (a los 76' y a los 86', este último mediante tiro penal). Así, con un marcador global de 5-0, el cuadro universitario se tituló ganador de la liguilla y clasificó a la Copa Libertadores 2014, con el cupo de «Chile 3».
Iniciado el año 2014, el equipo tuvo negativos resultados en el inicio del Torneo de Clausura, por lo que Marco Antonio Figueroa fue destituido de la dirección técnica en enero de ese año, asumiendo interinamente Cristián Romero. El 6 de febrero de 2014, Universidad de Chile se convirtió en el único equipo chileno que acumula victorias de visita en todos los países que integran la Conmebol, al derrotar por un marcador de 3-2 a Guaraní de Paraguay en el Estadio Defensores del Chaco por la primera fase de la Copa Libertadores. Posteriormente el equipo fue eliminado en fase de grupos (por diferencia de gol) y obtuvo muy malos resultados en el torneo nacional (incluyendo una derrota en el Superclásico contra Colo-Colo), finalizando en la 12° posición. Uno de los pocos logros obtenidos fue una victoria por 3-0 de visita en el Clásico universitario ante Universidad Católica. En tanto, el día 24 de abril de 2014, el nuevo presidente de la concesionaria Azul Azul S.A., Carlos Heller, quien asumió el 7 de abril, anunció que el estadio de Universidad de Chile se construiría en el sector de Laguna Carén, en la comuna de Pudahuel; sin embargo, el proyecto se frustró.

### Campeón del Torneo de Apertura 2014
Posteriormente, con miras al segundo semestre de 2014, el 16 de mayo se concretó la llegada del uruguayo Martín Lasarte a la dirección técnica del club, como asimismo el retorno de Gustavo Canales y los fichajes de Gonzalo Espinoza, Mathías Corujo, Guzmán Pereira, Cristián Suárez, Benjamín Vidal, entre otros.
En el Torneo de Apertura 2014, el equipo tuvo un auspicioso comienzo, ganando sus cuatro primeros partidos, para luego cimentar una brillante campaña, casi invicta, en la que terminó por proclamarse campeón. Sin embargo, la disputa de este torneo fue una de las más parejas de la historia del fútbol chileno, ya que solo hasta la última fecha (17.º) se pudo resolver la obtención del título: en partido disputado contra Unión La Calera en el Estadio Nacional, ante 44 905 espectadores y bajo el arbitraje de Carlos Ulloa, la «U» ganó por 1-0 mediante tiro penal de Gustavo Canales en el minuto 89. Los azules formaron en aquel encuentro con: Johnny Herrera; Mathías Corujo, Osvaldo González (reemplazado a los 59' por Benjamín Vidal), Cristián Suárez, José Rojas; Guzmán Pereira, Gonzalo Espinoza, Ramón Fernández (reemplazado a los 67' por Juan Ignacio Duma), Gustavo Lorenzetti; Gustavo Canales (reemplazado a los 92' por Paulo Magalhaes) y Patricio Rubio. Por su parte, en partido simultáneo, jugaron Colo-Colo y Santiago Wanderers, que secundaban a Universidad de Chile, cuyo vencedor, de haber empatado o perdido el cuadro universitario su partido ante Unión La Calera, habría sido el campeón, lo que no sucedió, pese a la victoria del conjunto caturro por 2-0. Así, en la tabla de posiciones, la «U» finalizó con 44 puntos, diferenciándose por un punto de Santiago Wanderers, con 43 puntos, y tres de Colo-Colo, con 41 puntos. Además, en su calidad de campeón, Universidad de Chile clasificó como «Chile 2» a la Copa Libertadores 2015.
De los 17 partidos del torneo, el conjunto dirigido por Lasarte ganó catorce, empató dos y solo perdió uno, ante Colo-Colo, habiendo obtenido un rendimiento de 86,27 %, el mejor de un equipo campeón en la historia de la Primera División de Chile, solo superado por las campañas de Magallanes en las ediciones de 1933 y 1934.

### Campeón de la Supercopa de Chile 2015 y de la Copa Chile 2015

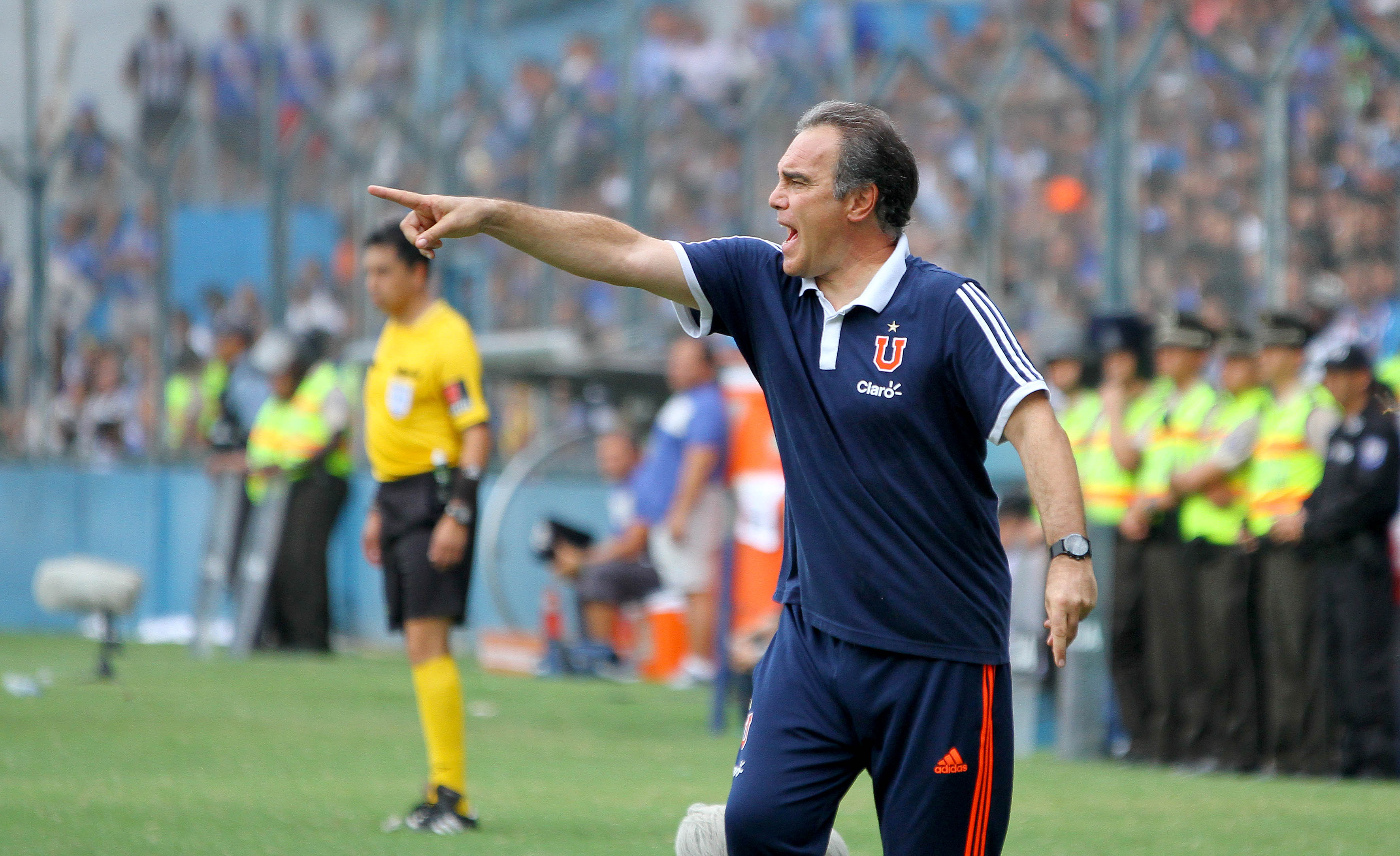
El entrenador uruguayo Martín Lasarte dirigió a la «U» desde mediados del año 2014 y todo el 2015, consiguiendo tres títulos nacionales.

Pese a mantener el mismo equipo campeón, en el Torneo de Clausura 2015, Universidad de Chile tuvo una campaña irregular, dado que, de los 17 partidos que jugó, ganó ocho, perdió siete y empató dos, llevándolo a finalizar en la 7º ubicación de la tabla de posiciones, con 26 puntos en total.
Peor fue su desempeño en la Copa Libertadores 2015, ya que, habiendo integrado el grupo 4 junto con Internacional de Brasil, Club Sport Emelec de Ecuador y The Strongest de Bolivia, la «U» perdió cinco partidos y solo ganó uno —ante The Strongest en Santiago—, terminando en la última posición del grupo, con tres puntos. Esto significó su eliminación por tercer año consecutivo en la fase de grupos de la Copa Libertadores de América y una de sus más negativas participaciones en ese torneo.
Posteriormente, iniciada la temporada 2015-2016 del fútbol chileno, en el Torneo de Apertura 2015, el club volvió a cosechar malos resultados, ya que terminó en la 11º posición, con cuatro triunfos, cinco empates y seis derrotas.
Sin embargo, como alivio a los malos resultados, en su calidad de mejor campeón de la temporada 2014-2015, el equipo disputó la Supercopa de Chile 2015 ante Universidad de Concepción, campeón de la Copa Chile 2014-15. El título, que se definió el 30 de septiembre de 2015, en el Estadio Germán Becker de Temuco en partido único y con arbitraje de Patricio Polic, se lo adjudicó Universidad de Chile, que, bajo la dirección técnica de Martín Lasarte, ganó el encuentro por 2-1, con anotaciones de Cristián Suárez (9') y Matías Rodríguez (80'). Los azules formaron con: Johnny Herrera; Mathías Corujo, Osvaldo González, Cristián Suárez, José Rojas (capitán); Sebastián Martínez, Leonardo Valencia (sustituido por Gonzalo Espinoza a los 73'), Gustavo Lorenzetti; Sebastián Ubilla (sustituido por Matías Rodríguez a los 77'), Gustavo Canales y Francisco Castro (sustituido por Patricio Rubio a los 57').
Así también, en la Copa Chile 2015, Universidad de Chile inició su participación en el grupo 6, debiendo enfrentar a O'Higgins, Rangers y Curicó Unido. Finalizó el grupo como líder invicto, con cuatro partidos ganados y dos empatados, totalizando 14 puntos y clasificando a octavos de final, fase en la que se midió con San Luis de Quillota: perdió 1-3 como visitante, pero ganó 3-0 como local y, por un marcador global de 4-3, accedió a cuartos de final. En esta instancia, jugó contra Cobreloa al que derrotó con comodidad tanto en la ida en Calama por 2-0, como en la vuelta en Santiago por 3-0. En semifinales su rival fue Universidad de Concepción, al que venció igualmente tanto en el partido de ida como en el de vuelta, por 1-0 y 2-0, respectivamente, clasificando a la final del torneo. La definición del título fue ante Colo-Colo, en un clásico del fútbol chileno que se disputó a partido único en el Estadio La Portada de La Serena, el 2 de diciembre de 2015, ante 11 222 espectadores y arbitraje de Julio Bascuñán: a los 25 minutos, Mathías Corujo abrió el marcador para los azules y en los descuentos del partido, en el minuto 92, Luis Pedro Figueroa igualó 1-1 para los albos, obligando a una definición a penales. En esta instancia, Jaime Valdés, Julio Barroso y Gonzalo Fierro anotaron por Colo-Colo, mientras que por la «U» lo hicieron Leonardo Valencia, Gonzalo Espinoza, Matías Rodríguez, Mathías Corujo y finalmente Johnny Herrera, quien además tapó el tiro de Martín Rodríguez: Universidad de Chile se impuso por 4-3 y se adjudicó por quinta vez la Copa Chile, siendo la segunda ocasión en hacerlo ante su clásico rival, y clasificó a la edición 2016 de la Copa Libertadores de América y a la Supercopa de Chile 2016. El equipo campeón formó con: Johnny Herrera; Mathías Corujo, José Rojas (capitán), Osvaldo González, Matías Rodríguez; Paulo Magalhães, Guzmán Pereira, Gustavo Lorenzetti (sustituido por Gonzalo Espinoza a los 67'), Leonardo Valencia; Patricio Rubio (sustituido por Leandro Benegas a los 76') y Luis Felipe Pinilla (sustituido por Sebastián Ubilla a los 46'), bajo la dirección técnica de Martín Lasarte, quien finalizó su vínculo con el club en diciembre de 2015, siendo reemplazado por el novel argentino Sebastián Beccacece, quien fue ayudante técnico de Jorge Sampaoli.

### El mal año 2016
Con el cupo de «Chile 3» como campeón de la Copa Chile 2015, el club inició su participación en la Copa Libertadores 2016 en la primera fase, enfrentando a River Plate de Uruguay. Sin embargo, el conjunto universitario fue rápidamente eliminado del torneo, tras haber perdido 0-2 en el partido de ida en la ciudad de Maldonado e igualar sin goles en la vuelta en Santiago, hecho que marcó el primer traspié de Sebastián Beccacece al mando del equipo.
En el Torneo de Clausura 2016, si bien la «U» tuvo un comienzo prometedor, luego de golear en el Estadio Nacional por 8-1 a O'Higgins en la segunda fecha, su nivel diluyó durante el transcurso de la competencia y terminó en la 10º posición, con 16 puntos y una diferencia de cuatro goles a favor, luego de haber ganado tres partidos, empatado siete y perdido cinco. En la tabla acumulada de la temporada 2015-2016, de 16 equipos, finalizó en la 11º ubicación, con 33 puntos en total, a solo 7 puntos de ventaja del descendido Unión La Calera.
A mediados de año y de cara a la temporada 2016-2017, Carlos Heller, presidente de la concesionaria del club, confirmó la permanencia de Sebastián Beccacece, además de la contratación del también argentino Luis María Bonini —exayudante de Marcelo Bielsa— como preparador físico y una alta inversión en la llegada de once nuevos jugadores para reforzar el plantel. No obstante, Universidad de Chile volvió a tener un desempeño irregular, puesto que inició su participación en el Torneo de Apertura 2016 con una derrota por 0-1 ante Santiago Wanderers, un empate 1-1 ante Deportes Antofagasta y luego dos victorias ante San Luis (4-2) y Universidad de Concepción (3-1). Los cuestionamientos a la campaña de la «U» y, en especial, a la gestión de Beccacece al mando del equipo, se intensificaron con la derrota como local por 0-3 en el Clásico universitario, disputado en la sexta fecha, en el Estadio Nacional.
La continuidad de Sebastián Beccacece llegó a su fin en el mes de septiembre de 2016: por la Supercopa de Chile 2016, en partido único en el Estadio Municipal de Concepción, Universidad de Chile volvió a enfrentar a Universidad Católica, mejor campeón de la Temporada 2015-2016, pero perdió por 1-2. El gol del cuadro laico fue marcado por Gastón Fernández a los 44 minutos. Esta derrota significó el segundo subcampeonato de los azules por la Supercopa de Chile y la destitución de Beccacece de la dirección técnica del equipo, siendo reemplazado por dos referentes del club: Víctor Hugo Castañeda, como entrenador, y Luis Musrri, como ayudante técnico, además de Cristián Castañeda y Luis Rodoni.
Sin embargo, el paso del nuevo cuerpo técnico en la dirección del plantel fue breve, dado que, luego de la eliminación ante Universidad Católica en cuartos de final de la Copa Chile 2016, fueron desvinculados una vez finalizado el Torneo de Apertura 2016. En este campeonato, el equipo finalizó con 21 puntos, en la séptima ubicación, aunque clasificó a la Copa Sudamericana 2017 con el cupo de «Chile 3».

### Campeón del Torneo de Clausura 2017 y subcampeón de la Copa Chile 2017

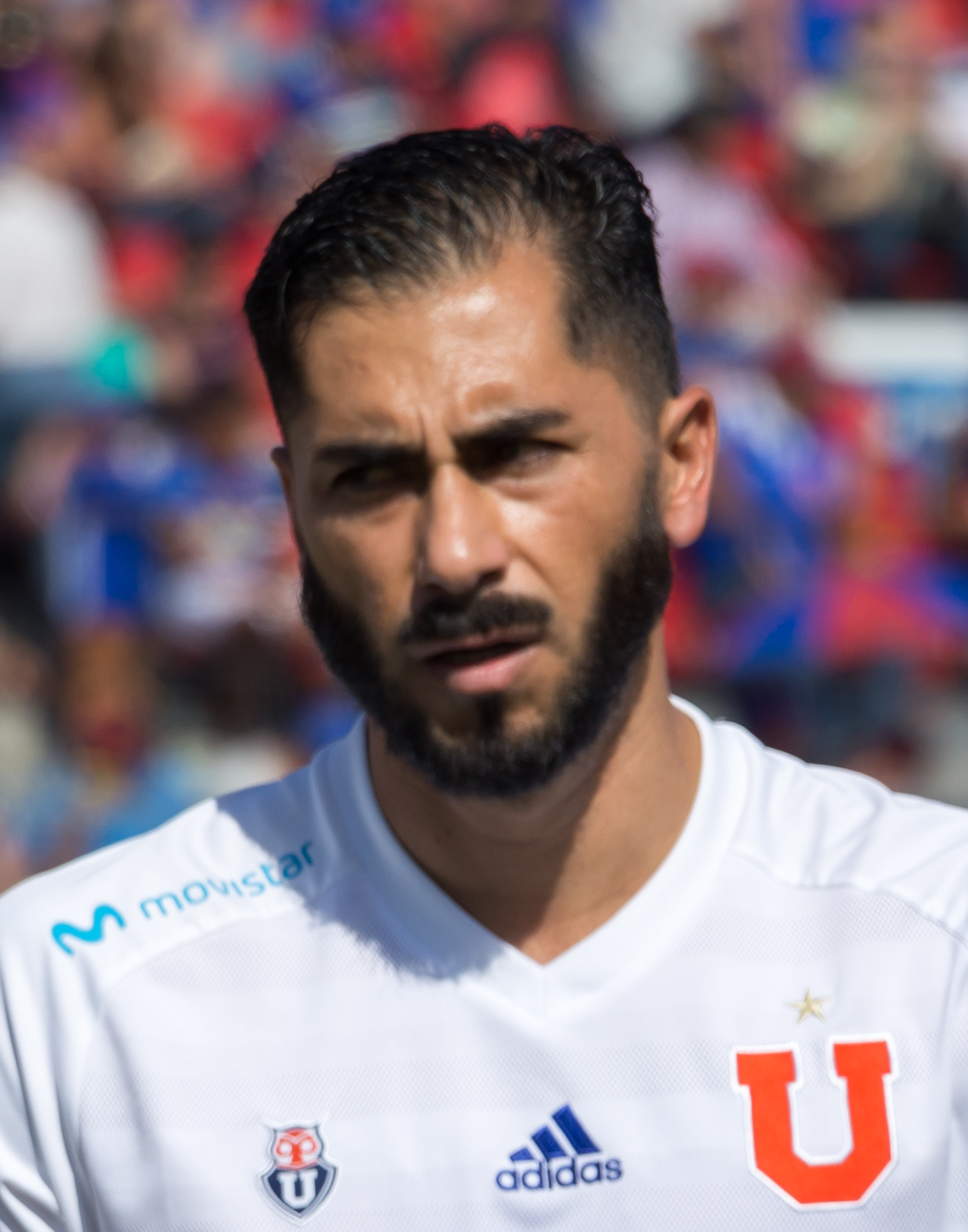
Johnny Herrera, portero y referente de la «U». Con el Torneo de Clausura 2017, levantó un título por primera vez como capitán del equipo.

De cara a la temporada 2017, la dirigencia de Azul Azul S.A. debió empeñarse en la búsqueda de un entrenador, en diciembre de 2016 sería confirmada la contratación del argentino Ángel Guillermo Hoyos para hacerse cargo del equipo, quien vendría de dirigir a la Selección boliviana de fútbol.
La temporada de fichajes no destacaría en cantidad, ya que el club solo contaría con los retornos de préstamo de los jugadores Gonzalo Espinoza y Leandro Benegas, además de la contratación del argentino Lucas Ontivero y destacando el retorno de David Pizarro. En el aspecto de indumentaria, Claro sería reemplazado por Chevrolet como patrocinador principal de la camiseta de la «U» luego de seis años, y con Movistar en las mangas como patrocinador secundario, reemplazando a la marca brasileña Tramontina.
Con el cupo de «Chile 3» obtenido en el torneo anterior, el club inició su participación en la Copa Sudamericana 2017 –la cual estrenaría nuevo formato anual, mismo caso que la Copa Libertadores– siendo sorteado para la primera fase ante Corinthians. El partido de ida fue disputado en la Arena Corinthians, ciudad de São Paulo, con un resultado a favor del equipo brasileño de 2-0 el día 5 de abril. El partido de vuelta se disputó en Santiago, también con una derrota por 2-1 el día 10 de mayo, resultando así en la eliminación del cuadro universitario de la competición.
De vuelta al ámbito nacional, Universidad de Chile disputó dos amistosos en la ciudad de La Serena el mes de febrero, correspondiente a la Copa Ciudad de La Serena 2017, lo que dejó como resultado una victoria y un empate; sin embargo, en el Torneo de Clausura 2017 el inicio de los azules dejó muchas dudas, ya que en el debut serían derrotados como visitantes ante Deportes Iquique por 2-0 y con dos jugadores expulsados en cancha. A pesar de esto, la «U» experimentaría una remontada al comenzar a cosechar buenos resultados en el transcurso del torneo que, sumado a la irregularidad de su competidor en la discusión de la copa Colo-Colo, hizo que la «U» alcanzara la cima de la tabla, hecho que no acontecía desde el año 2014 bajo la dirección técnica de Martin Lasarte.
El cuadro azul llegaría a la última fecha, el día 20 de mayo en el Estadio Nacional, con un punto de ventaja ante su más cercano perseguidor y necesitaba de una victoria para coronarse campeón, hecho que se dio al derrotar a San Luis por 1-0 con anotación de Felipe Mora a los 21 minutos del primer tiempo, significando en el decimoctavo título de Primera División para Universidad de Chile. Así, en la tabla de posiciones, la «U» finalizó con 30 puntos, diferenciándose por un punto del conjunto albo con 29 puntos. Además, en su calidad de campeón, Universidad de Chile clasificó como «Chile 1» a la Copa Libertadores 2018.
Como dato anecdótico de esta campaña es la situación del jugador argentino Gastón Fernández, el cual fue titular regular en las campañas 2016 y 2017, eso hasta la cuarta fecha del Torneo de Clausura cuando fue fichado por el club Grêmio de Porto Alegre, permitiendo así la posibilidad de titularidad absoluta de Felipe Mora, que finalizaría aportando con trece goles en la «U» para consagrarse como goleador absoluto del torneo, hecho que no ocurría con un jugador con la camiseta azul desde Pedro González en el campeonato de Primera División el año 2000.
Para el segundo semestre del año Universidad de Chile se hizo de varios fichajes para reforzar el plantel, sobresaliendo entre ellos los retornos de Rodrigo Echeverría, Isaac Díaz, Felipe Seymour y el goleador Mauricio Pinilla, quien volvió al club tras diez años en el fútbol extranjero.
Como preparación de cara a las competiciones la «U» disputó solo un amistoso a finales del mes de junio ante Coquimbo Unido con derrota de 4-1; sin embargo, los resultados del equipo mejoraron ostensiblemente en la Copa Chile, ya que el cuadro azul alcanzó las semifinales de la copa sin derrotas y con solo dos goles en contra. A pesar de esto, en semifinales enfrentó a Deportes Antofagasta el cual fue un duro escollo para que la «U» accediera a la final, con victoria a favor del cuadro laico de local 2-0 en el Estadio Nacional y derrota por 1-0 en los minutos finales de visitante en el Estadio Regional Calvo y Bascuñán. En la final que se jugó en el Estadio Ester Roa Rebolledo en la ciudad de Concepción el día 11 de noviembre, la «U» fue derrotada ante Santiago Wanderers por tres goles a uno, alcanzando así el subcampeonato.
En lo que respecta al torneo de Primera División, este sería denominado Torneo de «Transición», ya que este sería el último torneo de formato corto y que daría paso al torneo de duración anual para la temporada 2018. Como campeón vigente la «U» se enfrentó como visitante al campeón de la Primera B y recién ascendido Curicó Unido en Talca, con victoria de 1-0. En este torneo la «U» experimentaría una baja en el rendimiento general que se tradujo en un juego defensivo, irregularidad y con resultados a favor mezquinos, pero que aun así le permitieron mantenerse en la parte alta de la tabla de posiciones en gran parte del transcurso de la competición, aunque esto no fue suficiente y la «U» finalizó en el tercer lugar tras Unión Española y Colo-Colo.
El año futbolístico del club concluyó el día 9 de diciembre en el Estadio Nacional, con victoria de 1-0 con gol de Alejandro Contreras ante Deportes Iquique, coincidentemente el mismo club que la «U» enfrentó primero por torneos nacionales oficiales en el año.
Cabe destacar además que el día 23 de octubre fue presentada una nueva indumentaria titular, la cual volvió –tras más de diez años– a ser color azul marino en la totalidad del uniforme, tal cual como se utilizó entre los años 1992 y 2005. Dicha indumentaria debutó el día 29 de dicho mes en el Clásico universitario correspondiente a la undécima fecha del Torneo de Transición.